# Dušený mat

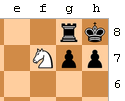
Dušený mat

Dušený mat je označení matu, kde matící figurou je jezdec a matovanému králi únik znemožňuje fakt, že je zcela obklopen vlastními figurami (které ho tedy, obrazně řečeno, zadusí). Tato situace často nastává v některém z rohů šachovnice, jak je patrné z diagramu vpravo. Bílý kůň na f7 matuje černého krále na h8, kterému je zamezeno uniknout pomocí vlastní věže na g8 a pěšců na g7 a h7. Bílý s vlastním králem na h1 může být stejným způsobem matován jezdcem na f2.
|   | a | b | c | d | e | f | g | h |   |
| 8 | e8 černý věž · h8 černý král · c7 černý pěšec · d7 bílý věž · e7 bílý pěšec · g7 černý pěšec · h7 černý pěšec · c6 černý pěšec · a5 černý pěšec · f5 černý pěšec · g5 bílý jezdec · c4 bílý dáma · g4 černý jezdec · a3 černý dáma · g3 bílý pěšec · a2 bílý pěšec · e2 bílý pěšec · f2 bílý pěšec · h2 bílý pěšec · g1 bílý král | e8 černý věž · h8 černý král · c7 černý pěšec · d7 bílý věž · e7 bílý pěšec · g7 černý pěšec · h7 černý pěšec · c6 černý pěšec · a5 černý pěšec · f5 černý pěšec · g5 bílý jezdec · c4 bílý dáma · g4 černý jezdec · a3 černý dáma · g3 bílý pěšec · a2 bílý pěšec · e2 bílý pěšec · f2 bílý pěšec · h2 bílý pěšec · g1 bílý král | e8 černý věž · h8 černý král · c7 černý pěšec · d7 bílý věž · e7 bílý pěšec · g7 černý pěšec · h7 černý pěšec · c6 černý pěšec · a5 černý pěšec · f5 černý pěšec · g5 bílý jezdec · c4 bílý dáma · g4 černý jezdec · a3 černý dáma · g3 bílý pěšec · a2 bílý pěšec · e2 bílý pěšec · f2 bílý pěšec · h2 bílý pěšec · g1 bílý král | e8 černý věž · h8 černý král · c7 černý pěšec · d7 bílý věž · e7 bílý pěšec · g7 černý pěšec · h7 černý pěšec · c6 černý pěšec · a5 černý pěšec · f5 černý pěšec · g5 bílý jezdec · c4 bílý dáma · g4 černý jezdec · a3 černý dáma · g3 bílý pěšec · a2 bílý pěšec · e2 bílý pěšec · f2 bílý pěšec · h2 bílý pěšec · g1 bílý král | e8 černý věž · h8 černý král · c7 černý pěšec · d7 bílý věž · e7 bílý pěšec · g7 černý pěšec · h7 černý pěšec · c6 černý pěšec · a5 černý pěšec · f5 černý pěšec · g5 bílý jezdec · c4 bílý dáma · g4 černý jezdec · a3 černý dáma · g3 bílý pěšec · a2 bílý pěšec · e2 bílý pěšec · f2 bílý pěšec · h2 bílý pěšec · g1 bílý král | e8 černý věž · h8 černý král · c7 černý pěšec · d7 bílý věž · e7 bílý pěšec · g7 černý pěšec · h7 černý pěšec · c6 černý pěšec · a5 černý pěšec · f5 černý pěšec · g5 bílý jezdec · c4 bílý dáma · g4 černý jezdec · a3 černý dáma · g3 bílý pěšec · a2 bílý pěšec · e2 bílý pěšec · f2 bílý pěšec · h2 bílý pěšec · g1 bílý král | e8 černý věž · h8 černý král · c7 černý pěšec · d7 bílý věž · e7 bílý pěšec · g7 černý pěšec · h7 černý pěšec · c6 černý pěšec · a5 černý pěšec · f5 černý pěšec · g5 bílý jezdec · c4 bílý dáma · g4 černý jezdec · a3 černý dáma · g3 bílý pěšec · a2 bílý pěšec · e2 bílý pěšec · f2 bílý pěšec · h2 bílý pěšec · g1 bílý král | e8 černý věž · h8 černý král · c7 černý pěšec · d7 bílý věž · e7 bílý pěšec · g7 černý pěšec · h7 černý pěšec · c6 černý pěšec · a5 černý pěšec · f5 černý pěšec · g5 bílý jezdec · c4 bílý dáma · g4 černý jezdec · a3 černý dáma · g3 bílý pěšec · a2 bílý pěšec · e2 bílý pěšec · f2 bílý pěšec · h2 bílý pěšec · g1 bílý král | 8 |
| 7 | e8 černý věž · h8 černý král · c7 černý pěšec · d7 bílý věž · e7 bílý pěšec · g7 černý pěšec · h7 černý pěšec · c6 černý pěšec · a5 černý pěšec · f5 černý pěšec · g5 bílý jezdec · c4 bílý dáma · g4 černý jezdec · a3 černý dáma · g3 bílý pěšec · a2 bílý pěšec · e2 bílý pěšec · f2 bílý pěšec · h2 bílý pěšec · g1 bílý král | e8 černý věž · h8 černý král · c7 černý pěšec · d7 bílý věž · e7 bílý pěšec · g7 černý pěšec · h7 černý pěšec · c6 černý pěšec · a5 černý pěšec · f5 černý pěšec · g5 bílý jezdec · c4 bílý dáma · g4 černý jezdec · a3 černý dáma · g3 bílý pěšec · a2 bílý pěšec · e2 bílý pěšec · f2 bílý pěšec · h2 bílý pěšec · g1 bílý král | e8 černý věž · h8 černý král · c7 černý pěšec · d7 bílý věž · e7 bílý pěšec · g7 černý pěšec · h7 černý pěšec · c6 černý pěšec · a5 černý pěšec · f5 černý pěšec · g5 bílý jezdec · c4 bílý dáma · g4 černý jezdec · a3 černý dáma · g3 bílý pěšec · a2 bílý pěšec · e2 bílý pěšec · f2 bílý pěšec · h2 bílý pěšec · g1 bílý král | e8 černý věž · h8 černý král · c7 černý pěšec · d7 bílý věž · e7 bílý pěšec · g7 černý pěšec · h7 černý pěšec · c6 černý pěšec · a5 černý pěšec · f5 černý pěšec · g5 bílý jezdec · c4 bílý dáma · g4 černý jezdec · a3 černý dáma · g3 bílý pěšec · a2 bílý pěšec · e2 bílý pěšec · f2 bílý pěšec · h2 bílý pěšec · g1 bílý král | e8 černý věž · h8 černý král · c7 černý pěšec · d7 bílý věž · e7 bílý pěšec · g7 černý pěšec · h7 černý pěšec · c6 černý pěšec · a5 černý pěšec · f5 černý pěšec · g5 bílý jezdec · c4 bílý dáma · g4 černý jezdec · a3 černý dáma · g3 bílý pěšec · a2 bílý pěšec · e2 bílý pěšec · f2 bílý pěšec · h2 bílý pěšec · g1 bílý král | e8 černý věž · h8 černý král · c7 černý pěšec · d7 bílý věž · e7 bílý pěšec · g7 černý pěšec · h7 černý pěšec · c6 černý pěšec · a5 černý pěšec · f5 černý pěšec · g5 bílý jezdec · c4 bílý dáma · g4 černý jezdec · a3 černý dáma · g3 bílý pěšec · a2 bílý pěšec · e2 bílý pěšec · f2 bílý pěšec · h2 bílý pěšec · g1 bílý král | e8 černý věž · h8 černý král · c7 černý pěšec · d7 bílý věž · e7 bílý pěšec · g7 černý pěšec · h7 černý pěšec · c6 černý pěšec · a5 černý pěšec · f5 černý pěšec · g5 bílý jezdec · c4 bílý dáma · g4 černý jezdec · a3 černý dáma · g3 bílý pěšec · a2 bílý pěšec · e2 bílý pěšec · f2 bílý pěšec · h2 bílý pěšec · g1 bílý král | e8 černý věž · h8 černý král · c7 černý pěšec · d7 bílý věž · e7 bílý pěšec · g7 černý pěšec · h7 černý pěšec · c6 černý pěšec · a5 černý pěšec · f5 černý pěšec · g5 bílý jezdec · c4 bílý dáma · g4 černý jezdec · a3 černý dáma · g3 bílý pěšec · a2 bílý pěšec · e2 bílý pěšec · f2 bílý pěšec · h2 bílý pěšec · g1 bílý král | 7 |
| 6 | e8 černý věž · h8 černý král · c7 černý pěšec · d7 bílý věž · e7 bílý pěšec · g7 černý pěšec · h7 černý pěšec · c6 černý pěšec · a5 černý pěšec · f5 černý pěšec · g5 bílý jezdec · c4 bílý dáma · g4 černý jezdec · a3 černý dáma · g3 bílý pěšec · a2 bílý pěšec · e2 bílý pěšec · f2 bílý pěšec · h2 bílý pěšec · g1 bílý král | e8 černý věž · h8 černý král · c7 černý pěšec · d7 bílý věž · e7 bílý pěšec · g7 černý pěšec · h7 černý pěšec · c6 černý pěšec · a5 černý pěšec · f5 černý pěšec · g5 bílý jezdec · c4 bílý dáma · g4 černý jezdec · a3 černý dáma · g3 bílý pěšec · a2 bílý pěšec · e2 bílý pěšec · f2 bílý pěšec · h2 bílý pěšec · g1 bílý král | e8 černý věž · h8 černý král · c7 černý pěšec · d7 bílý věž · e7 bílý pěšec · g7 černý pěšec · h7 černý pěšec · c6 černý pěšec · a5 černý pěšec · f5 černý pěšec · g5 bílý jezdec · c4 bílý dáma · g4 černý jezdec · a3 černý dáma · g3 bílý pěšec · a2 bílý pěšec · e2 bílý pěšec · f2 bílý pěšec · h2 bílý pěšec · g1 bílý král | e8 černý věž · h8 černý král · c7 černý pěšec · d7 bílý věž · e7 bílý pěšec · g7 černý pěšec · h7 černý pěšec · c6 černý pěšec · a5 černý pěšec · f5 černý pěšec · g5 bílý jezdec · c4 bílý dáma · g4 černý jezdec · a3 černý dáma · g3 bílý pěšec · a2 bílý pěšec · e2 bílý pěšec · f2 bílý pěšec · h2 bílý pěšec · g1 bílý král | e8 černý věž · h8 černý král · c7 černý pěšec · d7 bílý věž · e7 bílý pěšec · g7 černý pěšec · h7 černý pěšec · c6 černý pěšec · a5 černý pěšec · f5 černý pěšec · g5 bílý jezdec · c4 bílý dáma · g4 černý jezdec · a3 černý dáma · g3 bílý pěšec · a2 bílý pěšec · e2 bílý pěšec · f2 bílý pěšec · h2 bílý pěšec · g1 bílý král | e8 černý věž · h8 černý král · c7 černý pěšec · d7 bílý věž · e7 bílý pěšec · g7 černý pěšec · h7 černý pěšec · c6 černý pěšec · a5 černý pěšec · f5 černý pěšec · g5 bílý jezdec · c4 bílý dáma · g4 černý jezdec · a3 černý dáma · g3 bílý pěšec · a2 bílý pěšec · e2 bílý pěšec · f2 bílý pěšec · h2 bílý pěšec · g1 bílý král | e8 černý věž · h8 černý král · c7 černý pěšec · d7 bílý věž · e7 bílý pěšec · g7 černý pěšec · h7 černý pěšec · c6 černý pěšec · a5 černý pěšec · f5 černý pěšec · g5 bílý jezdec · c4 bílý dáma · g4 černý jezdec · a3 černý dáma · g3 bílý pěšec · a2 bílý pěšec · e2 bílý pěšec · f2 bílý pěšec · h2 bílý pěšec · g1 bílý král | e8 černý věž · h8 černý král · c7 černý pěšec · d7 bílý věž · e7 bílý pěšec · g7 černý pěšec · h7 černý pěšec · c6 černý pěšec · a5 černý pěšec · f5 černý pěšec · g5 bílý jezdec · c4 bílý dáma · g4 černý jezdec · a3 černý dáma · g3 bílý pěšec · a2 bílý pěšec · e2 bílý pěšec · f2 bílý pěšec · h2 bílý pěšec · g1 bílý král | 6 |
| 5 | e8 černý věž · h8 černý král · c7 černý pěšec · d7 bílý věž · e7 bílý pěšec · g7 černý pěšec · h7 černý pěšec · c6 černý pěšec · a5 černý pěšec · f5 černý pěšec · g5 bílý jezdec · c4 bílý dáma · g4 černý jezdec · a3 černý dáma · g3 bílý pěšec · a2 bílý pěšec · e2 bílý pěšec · f2 bílý pěšec · h2 bílý pěšec · g1 bílý král | e8 černý věž · h8 černý král · c7 černý pěšec · d7 bílý věž · e7 bílý pěšec · g7 černý pěšec · h7 černý pěšec · c6 černý pěšec · a5 černý pěšec · f5 černý pěšec · g5 bílý jezdec · c4 bílý dáma · g4 černý jezdec · a3 černý dáma · g3 bílý pěšec · a2 bílý pěšec · e2 bílý pěšec · f2 bílý pěšec · h2 bílý pěšec · g1 bílý král | e8 černý věž · h8 černý král · c7 černý pěšec · d7 bílý věž · e7 bílý pěšec · g7 černý pěšec · h7 černý pěšec · c6 černý pěšec · a5 černý pěšec · f5 černý pěšec · g5 bílý jezdec · c4 bílý dáma · g4 černý jezdec · a3 černý dáma · g3 bílý pěšec · a2 bílý pěšec · e2 bílý pěšec · f2 bílý pěšec · h2 bílý pěšec · g1 bílý král | e8 černý věž · h8 černý král · c7 černý pěšec · d7 bílý věž · e7 bílý pěšec · g7 černý pěšec · h7 černý pěšec · c6 černý pěšec · a5 černý pěšec · f5 černý pěšec · g5 bílý jezdec · c4 bílý dáma · g4 černý jezdec · a3 černý dáma · g3 bílý pěšec · a2 bílý pěšec · e2 bílý pěšec · f2 bílý pěšec · h2 bílý pěšec · g1 bílý král | e8 černý věž · h8 černý král · c7 černý pěšec · d7 bílý věž · e7 bílý pěšec · g7 černý pěšec · h7 černý pěšec · c6 černý pěšec · a5 černý pěšec · f5 černý pěšec · g5 bílý jezdec · c4 bílý dáma · g4 černý jezdec · a3 černý dáma · g3 bílý pěšec · a2 bílý pěšec · e2 bílý pěšec · f2 bílý pěšec · h2 bílý pěšec · g1 bílý král | e8 černý věž · h8 černý král · c7 černý pěšec · d7 bílý věž · e7 bílý pěšec · g7 černý pěšec · h7 černý pěšec · c6 černý pěšec · a5 černý pěšec · f5 černý pěšec · g5 bílý jezdec · c4 bílý dáma · g4 černý jezdec · a3 černý dáma · g3 bílý pěšec · a2 bílý pěšec · e2 bílý pěšec · f2 bílý pěšec · h2 bílý pěšec · g1 bílý král | e8 černý věž · h8 černý král · c7 černý pěšec · d7 bílý věž · e7 bílý pěšec · g7 černý pěšec · h7 černý pěšec · c6 černý pěšec · a5 černý pěšec · f5 černý pěšec · g5 bílý jezdec · c4 bílý dáma · g4 černý jezdec · a3 černý dáma · g3 bílý pěšec · a2 bílý pěšec · e2 bílý pěšec · f2 bílý pěšec · h2 bílý pěšec · g1 bílý král | e8 černý věž · h8 černý král · c7 černý pěšec · d7 bílý věž · e7 bílý pěšec · g7 černý pěšec · h7 černý pěšec · c6 černý pěšec · a5 černý pěšec · f5 černý pěšec · g5 bílý jezdec · c4 bílý dáma · g4 černý jezdec · a3 černý dáma · g3 bílý pěšec · a2 bílý pěšec · e2 bílý pěšec · f2 bílý pěšec · h2 bílý pěšec · g1 bílý král | 5 |
| 4 | e8 černý věž · h8 černý král · c7 černý pěšec · d7 bílý věž · e7 bílý pěšec · g7 černý pěšec · h7 černý pěšec · c6 černý pěšec · a5 černý pěšec · f5 černý pěšec · g5 bílý jezdec · c4 bílý dáma · g4 černý jezdec · a3 černý dáma · g3 bílý pěšec · a2 bílý pěšec · e2 bílý pěšec · f2 bílý pěšec · h2 bílý pěšec · g1 bílý král | e8 černý věž · h8 černý král · c7 černý pěšec · d7 bílý věž · e7 bílý pěšec · g7 černý pěšec · h7 černý pěšec · c6 černý pěšec · a5 černý pěšec · f5 černý pěšec · g5 bílý jezdec · c4 bílý dáma · g4 černý jezdec · a3 černý dáma · g3 bílý pěšec · a2 bílý pěšec · e2 bílý pěšec · f2 bílý pěšec · h2 bílý pěšec · g1 bílý král | e8 černý věž · h8 černý král · c7 černý pěšec · d7 bílý věž · e7 bílý pěšec · g7 černý pěšec · h7 černý pěšec · c6 černý pěšec · a5 černý pěšec · f5 černý pěšec · g5 bílý jezdec · c4 bílý dáma · g4 černý jezdec · a3 černý dáma · g3 bílý pěšec · a2 bílý pěšec · e2 bílý pěšec · f2 bílý pěšec · h2 bílý pěšec · g1 bílý král | e8 černý věž · h8 černý král · c7 černý pěšec · d7 bílý věž · e7 bílý pěšec · g7 černý pěšec · h7 černý pěšec · c6 černý pěšec · a5 černý pěšec · f5 černý pěšec · g5 bílý jezdec · c4 bílý dáma · g4 černý jezdec · a3 černý dáma · g3 bílý pěšec · a2 bílý pěšec · e2 bílý pěšec · f2 bílý pěšec · h2 bílý pěšec · g1 bílý král | e8 černý věž · h8 černý král · c7 černý pěšec · d7 bílý věž · e7 bílý pěšec · g7 černý pěšec · h7 černý pěšec · c6 černý pěšec · a5 černý pěšec · f5 černý pěšec · g5 bílý jezdec · c4 bílý dáma · g4 černý jezdec · a3 černý dáma · g3 bílý pěšec · a2 bílý pěšec · e2 bílý pěšec · f2 bílý pěšec · h2 bílý pěšec · g1 bílý král | e8 černý věž · h8 černý král · c7 černý pěšec · d7 bílý věž · e7 bílý pěšec · g7 černý pěšec · h7 černý pěšec · c6 černý pěšec · a5 černý pěšec · f5 černý pěšec · g5 bílý jezdec · c4 bílý dáma · g4 černý jezdec · a3 černý dáma · g3 bílý pěšec · a2 bílý pěšec · e2 bílý pěšec · f2 bílý pěšec · h2 bílý pěšec · g1 bílý král | e8 černý věž · h8 černý král · c7 černý pěšec · d7 bílý věž · e7 bílý pěšec · g7 černý pěšec · h7 černý pěšec · c6 černý pěšec · a5 černý pěšec · f5 černý pěšec · g5 bílý jezdec · c4 bílý dáma · g4 černý jezdec · a3 černý dáma · g3 bílý pěšec · a2 bílý pěšec · e2 bílý pěšec · f2 bílý pěšec · h2 bílý pěšec · g1 bílý král | e8 černý věž · h8 černý král · c7 černý pěšec · d7 bílý věž · e7 bílý pěšec · g7 černý pěšec · h7 černý pěšec · c6 černý pěšec · a5 černý pěšec · f5 černý pěšec · g5 bílý jezdec · c4 bílý dáma · g4 černý jezdec · a3 černý dáma · g3 bílý pěšec · a2 bílý pěšec · e2 bílý pěšec · f2 bílý pěšec · h2 bílý pěšec · g1 bílý král | 4 |
| 3 | e8 černý věž · h8 černý král · c7 černý pěšec · d7 bílý věž · e7 bílý pěšec · g7 černý pěšec · h7 černý pěšec · c6 černý pěšec · a5 černý pěšec · f5 černý pěšec · g5 bílý jezdec · c4 bílý dáma · g4 černý jezdec · a3 černý dáma · g3 bílý pěšec · a2 bílý pěšec · e2 bílý pěšec · f2 bílý pěšec · h2 bílý pěšec · g1 bílý král | e8 černý věž · h8 černý král · c7 černý pěšec · d7 bílý věž · e7 bílý pěšec · g7 černý pěšec · h7 černý pěšec · c6 černý pěšec · a5 černý pěšec · f5 černý pěšec · g5 bílý jezdec · c4 bílý dáma · g4 černý jezdec · a3 černý dáma · g3 bílý pěšec · a2 bílý pěšec · e2 bílý pěšec · f2 bílý pěšec · h2 bílý pěšec · g1 bílý král | e8 černý věž · h8 černý král · c7 černý pěšec · d7 bílý věž · e7 bílý pěšec · g7 černý pěšec · h7 černý pěšec · c6 černý pěšec · a5 černý pěšec · f5 černý pěšec · g5 bílý jezdec · c4 bílý dáma · g4 černý jezdec · a3 černý dáma · g3 bílý pěšec · a2 bílý pěšec · e2 bílý pěšec · f2 bílý pěšec · h2 bílý pěšec · g1 bílý král | e8 černý věž · h8 černý král · c7 černý pěšec · d7 bílý věž · e7 bílý pěšec · g7 černý pěšec · h7 černý pěšec · c6 černý pěšec · a5 černý pěšec · f5 černý pěšec · g5 bílý jezdec · c4 bílý dáma · g4 černý jezdec · a3 černý dáma · g3 bílý pěšec · a2 bílý pěšec · e2 bílý pěšec · f2 bílý pěšec · h2 bílý pěšec · g1 bílý král | e8 černý věž · h8 černý král · c7 černý pěšec · d7 bílý věž · e7 bílý pěšec · g7 černý pěšec · h7 černý pěšec · c6 černý pěšec · a5 černý pěšec · f5 černý pěšec · g5 bílý jezdec · c4 bílý dáma · g4 černý jezdec · a3 černý dáma · g3 bílý pěšec · a2 bílý pěšec · e2 bílý pěšec · f2 bílý pěšec · h2 bílý pěšec · g1 bílý král | e8 černý věž · h8 černý král · c7 černý pěšec · d7 bílý věž · e7 bílý pěšec · g7 černý pěšec · h7 černý pěšec · c6 černý pěšec · a5 černý pěšec · f5 černý pěšec · g5 bílý jezdec · c4 bílý dáma · g4 černý jezdec · a3 černý dáma · g3 bílý pěšec · a2 bílý pěšec · e2 bílý pěšec · f2 bílý pěšec · h2 bílý pěšec · g1 bílý král | e8 černý věž · h8 černý král · c7 černý pěšec · d7 bílý věž · e7 bílý pěšec · g7 černý pěšec · h7 černý pěšec · c6 černý pěšec · a5 černý pěšec · f5 černý pěšec · g5 bílý jezdec · c4 bílý dáma · g4 černý jezdec · a3 černý dáma · g3 bílý pěšec · a2 bílý pěšec · e2 bílý pěšec · f2 bílý pěšec · h2 bílý pěšec · g1 bílý král | e8 černý věž · h8 černý král · c7 černý pěšec · d7 bílý věž · e7 bílý pěšec · g7 černý pěšec · h7 černý pěšec · c6 černý pěšec · a5 černý pěšec · f5 černý pěšec · g5 bílý jezdec · c4 bílý dáma · g4 černý jezdec · a3 černý dáma · g3 bílý pěšec · a2 bílý pěšec · e2 bílý pěšec · f2 bílý pěšec · h2 bílý pěšec · g1 bílý král | 3 |
| 2 | e8 černý věž · h8 černý král · c7 černý pěšec · d7 bílý věž · e7 bílý pěšec · g7 černý pěšec · h7 černý pěšec · c6 černý pěšec · a5 černý pěšec · f5 černý pěšec · g5 bílý jezdec · c4 bílý dáma · g4 černý jezdec · a3 černý dáma · g3 bílý pěšec · a2 bílý pěšec · e2 bílý pěšec · f2 bílý pěšec · h2 bílý pěšec · g1 bílý král | e8 černý věž · h8 černý král · c7 černý pěšec · d7 bílý věž · e7 bílý pěšec · g7 černý pěšec · h7 černý pěšec · c6 černý pěšec · a5 černý pěšec · f5 černý pěšec · g5 bílý jezdec · c4 bílý dáma · g4 černý jezdec · a3 černý dáma · g3 bílý pěšec · a2 bílý pěšec · e2 bílý pěšec · f2 bílý pěšec · h2 bílý pěšec · g1 bílý král | e8 černý věž · h8 černý král · c7 černý pěšec · d7 bílý věž · e7 bílý pěšec · g7 černý pěšec · h7 černý pěšec · c6 černý pěšec · a5 černý pěšec · f5 černý pěšec · g5 bílý jezdec · c4 bílý dáma · g4 černý jezdec · a3 černý dáma · g3 bílý pěšec · a2 bílý pěšec · e2 bílý pěšec · f2 bílý pěšec · h2 bílý pěšec · g1 bílý král | e8 černý věž · h8 černý král · c7 černý pěšec · d7 bílý věž · e7 bílý pěšec · g7 černý pěšec · h7 černý pěšec · c6 černý pěšec · a5 černý pěšec · f5 černý pěšec · g5 bílý jezdec · c4 bílý dáma · g4 černý jezdec · a3 černý dáma · g3 bílý pěšec · a2 bílý pěšec · e2 bílý pěšec · f2 bílý pěšec · h2 bílý pěšec · g1 bílý král | e8 černý věž · h8 černý král · c7 černý pěšec · d7 bílý věž · e7 bílý pěšec · g7 černý pěšec · h7 černý pěšec · c6 černý pěšec · a5 černý pěšec · f5 černý pěšec · g5 bílý jezdec · c4 bílý dáma · g4 černý jezdec · a3 černý dáma · g3 bílý pěšec · a2 bílý pěšec · e2 bílý pěšec · f2 bílý pěšec · h2 bílý pěšec · g1 bílý král | e8 černý věž · h8 černý král · c7 černý pěšec · d7 bílý věž · e7 bílý pěšec · g7 černý pěšec · h7 černý pěšec · c6 černý pěšec · a5 černý pěšec · f5 černý pěšec · g5 bílý jezdec · c4 bílý dáma · g4 černý jezdec · a3 černý dáma · g3 bílý pěšec · a2 bílý pěšec · e2 bílý pěšec · f2 bílý pěšec · h2 bílý pěšec · g1 bílý král | e8 černý věž · h8 černý král · c7 černý pěšec · d7 bílý věž · e7 bílý pěšec · g7 černý pěšec · h7 černý pěšec · c6 černý pěšec · a5 černý pěšec · f5 černý pěšec · g5 bílý jezdec · c4 bílý dáma · g4 černý jezdec · a3 černý dáma · g3 bílý pěšec · a2 bílý pěšec · e2 bílý pěšec · f2 bílý pěšec · h2 bílý pěšec · g1 bílý král | e8 černý věž · h8 černý král · c7 černý pěšec · d7 bílý věž · e7 bílý pěšec · g7 černý pěšec · h7 černý pěšec · c6 černý pěšec · a5 černý pěšec · f5 černý pěšec · g5 bílý jezdec · c4 bílý dáma · g4 černý jezdec · a3 černý dáma · g3 bílý pěšec · a2 bílý pěšec · e2 bílý pěšec · f2 bílý pěšec · h2 bílý pěšec · g1 bílý král | 2 |
| 1 | e8 černý věž · h8 černý král · c7 černý pěšec · d7 bílý věž · e7 bílý pěšec · g7 černý pěšec · h7 černý pěšec · c6 černý pěšec · a5 černý pěšec · f5 černý pěšec · g5 bílý jezdec · c4 bílý dáma · g4 černý jezdec · a3 černý dáma · g3 bílý pěšec · a2 bílý pěšec · e2 bílý pěšec · f2 bílý pěšec · h2 bílý pěšec · g1 bílý král | e8 černý věž · h8 černý král · c7 černý pěšec · d7 bílý věž · e7 bílý pěšec · g7 černý pěšec · h7 černý pěšec · c6 černý pěšec · a5 černý pěšec · f5 černý pěšec · g5 bílý jezdec · c4 bílý dáma · g4 černý jezdec · a3 černý dáma · g3 bílý pěšec · a2 bílý pěšec · e2 bílý pěšec · f2 bílý pěšec · h2 bílý pěšec · g1 bílý král | e8 černý věž · h8 černý král · c7 černý pěšec · d7 bílý věž · e7 bílý pěšec · g7 černý pěšec · h7 černý pěšec · c6 černý pěšec · a5 černý pěšec · f5 černý pěšec · g5 bílý jezdec · c4 bílý dáma · g4 černý jezdec · a3 černý dáma · g3 bílý pěšec · a2 bílý pěšec · e2 bílý pěšec · f2 bílý pěšec · h2 bílý pěšec · g1 bílý král | e8 černý věž · h8 černý král · c7 černý pěšec · d7 bílý věž · e7 bílý pěšec · g7 černý pěšec · h7 černý pěšec · c6 černý pěšec · a5 černý pěšec · f5 černý pěšec · g5 bílý jezdec · c4 bílý dáma · g4 černý jezdec · a3 černý dáma · g3 bílý pěšec · a2 bílý pěšec · e2 bílý pěšec · f2 bílý pěšec · h2 bílý pěšec · g1 bílý král | e8 černý věž · h8 černý král · c7 černý pěšec · d7 bílý věž · e7 bílý pěšec · g7 černý pěšec · h7 černý pěšec · c6 černý pěšec · a5 černý pěšec · f5 černý pěšec · g5 bílý jezdec · c4 bílý dáma · g4 černý jezdec · a3 černý dáma · g3 bílý pěšec · a2 bílý pěšec · e2 bílý pěšec · f2 bílý pěšec · h2 bílý pěšec · g1 bílý král | e8 černý věž · h8 černý král · c7 černý pěšec · d7 bílý věž · e7 bílý pěšec · g7 černý pěšec · h7 černý pěšec · c6 černý pěšec · a5 černý pěšec · f5 černý pěšec · g5 bílý jezdec · c4 bílý dáma · g4 černý jezdec · a3 černý dáma · g3 bílý pěšec · a2 bílý pěšec · e2 bílý pěšec · f2 bílý pěšec · h2 bílý pěšec · g1 bílý král | e8 černý věž · h8 černý král · c7 černý pěšec · d7 bílý věž · e7 bílý pěšec · g7 černý pěšec · h7 černý pěšec · c6 černý pěšec · a5 černý pěšec · f5 černý pěšec · g5 bílý jezdec · c4 bílý dáma · g4 černý jezdec · a3 černý dáma · g3 bílý pěšec · a2 bílý pěšec · e2 bílý pěšec · f2 bílý pěšec · h2 bílý pěšec · g1 bílý král | e8 černý věž · h8 černý král · c7 černý pěšec · d7 bílý věž · e7 bílý pěšec · g7 černý pěšec · h7 černý pěšec · c6 černý pěšec · a5 černý pěšec · f5 černý pěšec · g5 bílý jezdec · c4 bílý dáma · g4 černý jezdec · a3 černý dáma · g3 bílý pěšec · a2 bílý pěšec · e2 bílý pěšec · f2 bílý pěšec · h2 bílý pěšec · g1 bílý král | 1 |
|   | a | b | c | d | e | f | g | h |   |

|   | a | b | c | d | e | f | g | h |   |
| 8 | a8 černý věž · c8 černý střelec · e8 černý král · h8 černý věž · a7 černý pěšec · b7 černý pěšec · c7 černý pěšec · d7 černý pěšec · e7 černý dáma · f7 černý pěšec · g7 černý pěšec · h7 černý pěšec · c6 černý jezdec · b4 bílý pěšec · c4 bílý pěšec · f4 bílý střelec · d3 černý jezdec · f3 bílý jezdec · b2 bílý pěšec · d2 bílý jezdec · e2 bílý pěšec · f2 bílý pěšec · g2 bílý pěšec · h2 bílý pěšec · a1 bílý věž · d1 bílý dáma · e1 bílý král · f1 bílý střelec · h1 bílý věž | a8 černý věž · c8 černý střelec · e8 černý král · h8 černý věž · a7 černý pěšec · b7 černý pěšec · c7 černý pěšec · d7 černý pěšec · e7 černý dáma · f7 černý pěšec · g7 černý pěšec · h7 černý pěšec · c6 černý jezdec · b4 bílý pěšec · c4 bílý pěšec · f4 bílý střelec · d3 černý jezdec · f3 bílý jezdec · b2 bílý pěšec · d2 bílý jezdec · e2 bílý pěšec · f2 bílý pěšec · g2 bílý pěšec · h2 bílý pěšec · a1 bílý věž · d1 bílý dáma · e1 bílý král · f1 bílý střelec · h1 bílý věž | a8 černý věž · c8 černý střelec · e8 černý král · h8 černý věž · a7 černý pěšec · b7 černý pěšec · c7 černý pěšec · d7 černý pěšec · e7 černý dáma · f7 černý pěšec · g7 černý pěšec · h7 černý pěšec · c6 černý jezdec · b4 bílý pěšec · c4 bílý pěšec · f4 bílý střelec · d3 černý jezdec · f3 bílý jezdec · b2 bílý pěšec · d2 bílý jezdec · e2 bílý pěšec · f2 bílý pěšec · g2 bílý pěšec · h2 bílý pěšec · a1 bílý věž · d1 bílý dáma · e1 bílý král · f1 bílý střelec · h1 bílý věž | a8 černý věž · c8 černý střelec · e8 černý král · h8 černý věž · a7 černý pěšec · b7 černý pěšec · c7 černý pěšec · d7 černý pěšec · e7 černý dáma · f7 černý pěšec · g7 černý pěšec · h7 černý pěšec · c6 černý jezdec · b4 bílý pěšec · c4 bílý pěšec · f4 bílý střelec · d3 černý jezdec · f3 bílý jezdec · b2 bílý pěšec · d2 bílý jezdec · e2 bílý pěšec · f2 bílý pěšec · g2 bílý pěšec · h2 bílý pěšec · a1 bílý věž · d1 bílý dáma · e1 bílý král · f1 bílý střelec · h1 bílý věž | a8 černý věž · c8 černý střelec · e8 černý král · h8 černý věž · a7 černý pěšec · b7 černý pěšec · c7 černý pěšec · d7 černý pěšec · e7 černý dáma · f7 černý pěšec · g7 černý pěšec · h7 černý pěšec · c6 černý jezdec · b4 bílý pěšec · c4 bílý pěšec · f4 bílý střelec · d3 černý jezdec · f3 bílý jezdec · b2 bílý pěšec · d2 bílý jezdec · e2 bílý pěšec · f2 bílý pěšec · g2 bílý pěšec · h2 bílý pěšec · a1 bílý věž · d1 bílý dáma · e1 bílý král · f1 bílý střelec · h1 bílý věž | a8 černý věž · c8 černý střelec · e8 černý král · h8 černý věž · a7 černý pěšec · b7 černý pěšec · c7 černý pěšec · d7 černý pěšec · e7 černý dáma · f7 černý pěšec · g7 černý pěšec · h7 černý pěšec · c6 černý jezdec · b4 bílý pěšec · c4 bílý pěšec · f4 bílý střelec · d3 černý jezdec · f3 bílý jezdec · b2 bílý pěšec · d2 bílý jezdec · e2 bílý pěšec · f2 bílý pěšec · g2 bílý pěšec · h2 bílý pěšec · a1 bílý věž · d1 bílý dáma · e1 bílý král · f1 bílý střelec · h1 bílý věž | a8 černý věž · c8 černý střelec · e8 černý král · h8 černý věž · a7 černý pěšec · b7 černý pěšec · c7 černý pěšec · d7 černý pěšec · e7 černý dáma · f7 černý pěšec · g7 černý pěšec · h7 černý pěšec · c6 černý jezdec · b4 bílý pěšec · c4 bílý pěšec · f4 bílý střelec · d3 černý jezdec · f3 bílý jezdec · b2 bílý pěšec · d2 bílý jezdec · e2 bílý pěšec · f2 bílý pěšec · g2 bílý pěšec · h2 bílý pěšec · a1 bílý věž · d1 bílý dáma · e1 bílý král · f1 bílý střelec · h1 bílý věž | a8 černý věž · c8 černý střelec · e8 černý král · h8 černý věž · a7 černý pěšec · b7 černý pěšec · c7 černý pěšec · d7 černý pěšec · e7 černý dáma · f7 černý pěšec · g7 černý pěšec · h7 černý pěšec · c6 černý jezdec · b4 bílý pěšec · c4 bílý pěšec · f4 bílý střelec · d3 černý jezdec · f3 bílý jezdec · b2 bílý pěšec · d2 bílý jezdec · e2 bílý pěšec · f2 bílý pěšec · g2 bílý pěšec · h2 bílý pěšec · a1 bílý věž · d1 bílý dáma · e1 bílý král · f1 bílý střelec · h1 bílý věž | 8 |
| 7 | a8 černý věž · c8 černý střelec · e8 černý král · h8 černý věž · a7 černý pěšec · b7 černý pěšec · c7 černý pěšec · d7 černý pěšec · e7 černý dáma · f7 černý pěšec · g7 černý pěšec · h7 černý pěšec · c6 černý jezdec · b4 bílý pěšec · c4 bílý pěšec · f4 bílý střelec · d3 černý jezdec · f3 bílý jezdec · b2 bílý pěšec · d2 bílý jezdec · e2 bílý pěšec · f2 bílý pěšec · g2 bílý pěšec · h2 bílý pěšec · a1 bílý věž · d1 bílý dáma · e1 bílý král · f1 bílý střelec · h1 bílý věž | a8 černý věž · c8 černý střelec · e8 černý král · h8 černý věž · a7 černý pěšec · b7 černý pěšec · c7 černý pěšec · d7 černý pěšec · e7 černý dáma · f7 černý pěšec · g7 černý pěšec · h7 černý pěšec · c6 černý jezdec · b4 bílý pěšec · c4 bílý pěšec · f4 bílý střelec · d3 černý jezdec · f3 bílý jezdec · b2 bílý pěšec · d2 bílý jezdec · e2 bílý pěšec · f2 bílý pěšec · g2 bílý pěšec · h2 bílý pěšec · a1 bílý věž · d1 bílý dáma · e1 bílý král · f1 bílý střelec · h1 bílý věž | a8 černý věž · c8 černý střelec · e8 černý král · h8 černý věž · a7 černý pěšec · b7 černý pěšec · c7 černý pěšec · d7 černý pěšec · e7 černý dáma · f7 černý pěšec · g7 černý pěšec · h7 černý pěšec · c6 černý jezdec · b4 bílý pěšec · c4 bílý pěšec · f4 bílý střelec · d3 černý jezdec · f3 bílý jezdec · b2 bílý pěšec · d2 bílý jezdec · e2 bílý pěšec · f2 bílý pěšec · g2 bílý pěšec · h2 bílý pěšec · a1 bílý věž · d1 bílý dáma · e1 bílý král · f1 bílý střelec · h1 bílý věž | a8 černý věž · c8 černý střelec · e8 černý král · h8 černý věž · a7 černý pěšec · b7 černý pěšec · c7 černý pěšec · d7 černý pěšec · e7 černý dáma · f7 černý pěšec · g7 černý pěšec · h7 černý pěšec · c6 černý jezdec · b4 bílý pěšec · c4 bílý pěšec · f4 bílý střelec · d3 černý jezdec · f3 bílý jezdec · b2 bílý pěšec · d2 bílý jezdec · e2 bílý pěšec · f2 bílý pěšec · g2 bílý pěšec · h2 bílý pěšec · a1 bílý věž · d1 bílý dáma · e1 bílý král · f1 bílý střelec · h1 bílý věž | a8 černý věž · c8 černý střelec · e8 černý král · h8 černý věž · a7 černý pěšec · b7 černý pěšec · c7 černý pěšec · d7 černý pěšec · e7 černý dáma · f7 černý pěšec · g7 černý pěšec · h7 černý pěšec · c6 černý jezdec · b4 bílý pěšec · c4 bílý pěšec · f4 bílý střelec · d3 černý jezdec · f3 bílý jezdec · b2 bílý pěšec · d2 bílý jezdec · e2 bílý pěšec · f2 bílý pěšec · g2 bílý pěšec · h2 bílý pěšec · a1 bílý věž · d1 bílý dáma · e1 bílý král · f1 bílý střelec · h1 bílý věž | a8 černý věž · c8 černý střelec · e8 černý král · h8 černý věž · a7 černý pěšec · b7 černý pěšec · c7 černý pěšec · d7 černý pěšec · e7 černý dáma · f7 černý pěšec · g7 černý pěšec · h7 černý pěšec · c6 černý jezdec · b4 bílý pěšec · c4 bílý pěšec · f4 bílý střelec · d3 černý jezdec · f3 bílý jezdec · b2 bílý pěšec · d2 bílý jezdec · e2 bílý pěšec · f2 bílý pěšec · g2 bílý pěšec · h2 bílý pěšec · a1 bílý věž · d1 bílý dáma · e1 bílý král · f1 bílý střelec · h1 bílý věž | a8 černý věž · c8 černý střelec · e8 černý král · h8 černý věž · a7 černý pěšec · b7 černý pěšec · c7 černý pěšec · d7 černý pěšec · e7 černý dáma · f7 černý pěšec · g7 černý pěšec · h7 černý pěšec · c6 černý jezdec · b4 bílý pěšec · c4 bílý pěšec · f4 bílý střelec · d3 černý jezdec · f3 bílý jezdec · b2 bílý pěšec · d2 bílý jezdec · e2 bílý pěšec · f2 bílý pěšec · g2 bílý pěšec · h2 bílý pěšec · a1 bílý věž · d1 bílý dáma · e1 bílý král · f1 bílý střelec · h1 bílý věž | a8 černý věž · c8 černý střelec · e8 černý král · h8 černý věž · a7 černý pěšec · b7 černý pěšec · c7 černý pěšec · d7 černý pěšec · e7 černý dáma · f7 černý pěšec · g7 černý pěšec · h7 černý pěšec · c6 černý jezdec · b4 bílý pěšec · c4 bílý pěšec · f4 bílý střelec · d3 černý jezdec · f3 bílý jezdec · b2 bílý pěšec · d2 bílý jezdec · e2 bílý pěšec · f2 bílý pěšec · g2 bílý pěšec · h2 bílý pěšec · a1 bílý věž · d1 bílý dáma · e1 bílý král · f1 bílý střelec · h1 bílý věž | 7 |
| 6 | a8 černý věž · c8 černý střelec · e8 černý král · h8 černý věž · a7 černý pěšec · b7 černý pěšec · c7 černý pěšec · d7 černý pěšec · e7 černý dáma · f7 černý pěšec · g7 černý pěšec · h7 černý pěšec · c6 černý jezdec · b4 bílý pěšec · c4 bílý pěšec · f4 bílý střelec · d3 černý jezdec · f3 bílý jezdec · b2 bílý pěšec · d2 bílý jezdec · e2 bílý pěšec · f2 bílý pěšec · g2 bílý pěšec · h2 bílý pěšec · a1 bílý věž · d1 bílý dáma · e1 bílý král · f1 bílý střelec · h1 bílý věž | a8 černý věž · c8 černý střelec · e8 černý král · h8 černý věž · a7 černý pěšec · b7 černý pěšec · c7 černý pěšec · d7 černý pěšec · e7 černý dáma · f7 černý pěšec · g7 černý pěšec · h7 černý pěšec · c6 černý jezdec · b4 bílý pěšec · c4 bílý pěšec · f4 bílý střelec · d3 černý jezdec · f3 bílý jezdec · b2 bílý pěšec · d2 bílý jezdec · e2 bílý pěšec · f2 bílý pěšec · g2 bílý pěšec · h2 bílý pěšec · a1 bílý věž · d1 bílý dáma · e1 bílý král · f1 bílý střelec · h1 bílý věž | a8 černý věž · c8 černý střelec · e8 černý král · h8 černý věž · a7 černý pěšec · b7 černý pěšec · c7 černý pěšec · d7 černý pěšec · e7 černý dáma · f7 černý pěšec · g7 černý pěšec · h7 černý pěšec · c6 černý jezdec · b4 bílý pěšec · c4 bílý pěšec · f4 bílý střelec · d3 černý jezdec · f3 bílý jezdec · b2 bílý pěšec · d2 bílý jezdec · e2 bílý pěšec · f2 bílý pěšec · g2 bílý pěšec · h2 bílý pěšec · a1 bílý věž · d1 bílý dáma · e1 bílý král · f1 bílý střelec · h1 bílý věž | a8 černý věž · c8 černý střelec · e8 černý král · h8 černý věž · a7 černý pěšec · b7 černý pěšec · c7 černý pěšec · d7 černý pěšec · e7 černý dáma · f7 černý pěšec · g7 černý pěšec · h7 černý pěšec · c6 černý jezdec · b4 bílý pěšec · c4 bílý pěšec · f4 bílý střelec · d3 černý jezdec · f3 bílý jezdec · b2 bílý pěšec · d2 bílý jezdec · e2 bílý pěšec · f2 bílý pěšec · g2 bílý pěšec · h2 bílý pěšec · a1 bílý věž · d1 bílý dáma · e1 bílý král · f1 bílý střelec · h1 bílý věž | a8 černý věž · c8 černý střelec · e8 černý král · h8 černý věž · a7 černý pěšec · b7 černý pěšec · c7 černý pěšec · d7 černý pěšec · e7 černý dáma · f7 černý pěšec · g7 černý pěšec · h7 černý pěšec · c6 černý jezdec · b4 bílý pěšec · c4 bílý pěšec · f4 bílý střelec · d3 černý jezdec · f3 bílý jezdec · b2 bílý pěšec · d2 bílý jezdec · e2 bílý pěšec · f2 bílý pěšec · g2 bílý pěšec · h2 bílý pěšec · a1 bílý věž · d1 bílý dáma · e1 bílý král · f1 bílý střelec · h1 bílý věž | a8 černý věž · c8 černý střelec · e8 černý král · h8 černý věž · a7 černý pěšec · b7 černý pěšec · c7 černý pěšec · d7 černý pěšec · e7 černý dáma · f7 černý pěšec · g7 černý pěšec · h7 černý pěšec · c6 černý jezdec · b4 bílý pěšec · c4 bílý pěšec · f4 bílý střelec · d3 černý jezdec · f3 bílý jezdec · b2 bílý pěšec · d2 bílý jezdec · e2 bílý pěšec · f2 bílý pěšec · g2 bílý pěšec · h2 bílý pěšec · a1 bílý věž · d1 bílý dáma · e1 bílý král · f1 bílý střelec · h1 bílý věž | a8 černý věž · c8 černý střelec · e8 černý král · h8 černý věž · a7 černý pěšec · b7 černý pěšec · c7 černý pěšec · d7 černý pěšec · e7 černý dáma · f7 černý pěšec · g7 černý pěšec · h7 černý pěšec · c6 černý jezdec · b4 bílý pěšec · c4 bílý pěšec · f4 bílý střelec · d3 černý jezdec · f3 bílý jezdec · b2 bílý pěšec · d2 bílý jezdec · e2 bílý pěšec · f2 bílý pěšec · g2 bílý pěšec · h2 bílý pěšec · a1 bílý věž · d1 bílý dáma · e1 bílý král · f1 bílý střelec · h1 bílý věž | a8 černý věž · c8 černý střelec · e8 černý král · h8 černý věž · a7 černý pěšec · b7 černý pěšec · c7 černý pěšec · d7 černý pěšec · e7 černý dáma · f7 černý pěšec · g7 černý pěšec · h7 černý pěšec · c6 černý jezdec · b4 bílý pěšec · c4 bílý pěšec · f4 bílý střelec · d3 černý jezdec · f3 bílý jezdec · b2 bílý pěšec · d2 bílý jezdec · e2 bílý pěšec · f2 bílý pěšec · g2 bílý pěšec · h2 bílý pěšec · a1 bílý věž · d1 bílý dáma · e1 bílý král · f1 bílý střelec · h1 bílý věž | 6 |
| 5 | a8 černý věž · c8 černý střelec · e8 černý král · h8 černý věž · a7 černý pěšec · b7 černý pěšec · c7 černý pěšec · d7 černý pěšec · e7 černý dáma · f7 černý pěšec · g7 černý pěšec · h7 černý pěšec · c6 černý jezdec · b4 bílý pěšec · c4 bílý pěšec · f4 bílý střelec · d3 černý jezdec · f3 bílý jezdec · b2 bílý pěšec · d2 bílý jezdec · e2 bílý pěšec · f2 bílý pěšec · g2 bílý pěšec · h2 bílý pěšec · a1 bílý věž · d1 bílý dáma · e1 bílý král · f1 bílý střelec · h1 bílý věž | a8 černý věž · c8 černý střelec · e8 černý král · h8 černý věž · a7 černý pěšec · b7 černý pěšec · c7 černý pěšec · d7 černý pěšec · e7 černý dáma · f7 černý pěšec · g7 černý pěšec · h7 černý pěšec · c6 černý jezdec · b4 bílý pěšec · c4 bílý pěšec · f4 bílý střelec · d3 černý jezdec · f3 bílý jezdec · b2 bílý pěšec · d2 bílý jezdec · e2 bílý pěšec · f2 bílý pěšec · g2 bílý pěšec · h2 bílý pěšec · a1 bílý věž · d1 bílý dáma · e1 bílý král · f1 bílý střelec · h1 bílý věž | a8 černý věž · c8 černý střelec · e8 černý král · h8 černý věž · a7 černý pěšec · b7 černý pěšec · c7 černý pěšec · d7 černý pěšec · e7 černý dáma · f7 černý pěšec · g7 černý pěšec · h7 černý pěšec · c6 černý jezdec · b4 bílý pěšec · c4 bílý pěšec · f4 bílý střelec · d3 černý jezdec · f3 bílý jezdec · b2 bílý pěšec · d2 bílý jezdec · e2 bílý pěšec · f2 bílý pěšec · g2 bílý pěšec · h2 bílý pěšec · a1 bílý věž · d1 bílý dáma · e1 bílý král · f1 bílý střelec · h1 bílý věž | a8 černý věž · c8 černý střelec · e8 černý král · h8 černý věž · a7 černý pěšec · b7 černý pěšec · c7 černý pěšec · d7 černý pěšec · e7 černý dáma · f7 černý pěšec · g7 černý pěšec · h7 černý pěšec · c6 černý jezdec · b4 bílý pěšec · c4 bílý pěšec · f4 bílý střelec · d3 černý jezdec · f3 bílý jezdec · b2 bílý pěšec · d2 bílý jezdec · e2 bílý pěšec · f2 bílý pěšec · g2 bílý pěšec · h2 bílý pěšec · a1 bílý věž · d1 bílý dáma · e1 bílý král · f1 bílý střelec · h1 bílý věž | a8 černý věž · c8 černý střelec · e8 černý král · h8 černý věž · a7 černý pěšec · b7 černý pěšec · c7 černý pěšec · d7 černý pěšec · e7 černý dáma · f7 černý pěšec · g7 černý pěšec · h7 černý pěšec · c6 černý jezdec · b4 bílý pěšec · c4 bílý pěšec · f4 bílý střelec · d3 černý jezdec · f3 bílý jezdec · b2 bílý pěšec · d2 bílý jezdec · e2 bílý pěšec · f2 bílý pěšec · g2 bílý pěšec · h2 bílý pěšec · a1 bílý věž · d1 bílý dáma · e1 bílý král · f1 bílý střelec · h1 bílý věž | a8 černý věž · c8 černý střelec · e8 černý král · h8 černý věž · a7 černý pěšec · b7 černý pěšec · c7 černý pěšec · d7 černý pěšec · e7 černý dáma · f7 černý pěšec · g7 černý pěšec · h7 černý pěšec · c6 černý jezdec · b4 bílý pěšec · c4 bílý pěšec · f4 bílý střelec · d3 černý jezdec · f3 bílý jezdec · b2 bílý pěšec · d2 bílý jezdec · e2 bílý pěšec · f2 bílý pěšec · g2 bílý pěšec · h2 bílý pěšec · a1 bílý věž · d1 bílý dáma · e1 bílý král · f1 bílý střelec · h1 bílý věž | a8 černý věž · c8 černý střelec · e8 černý král · h8 černý věž · a7 černý pěšec · b7 černý pěšec · c7 černý pěšec · d7 černý pěšec · e7 černý dáma · f7 černý pěšec · g7 černý pěšec · h7 černý pěšec · c6 černý jezdec · b4 bílý pěšec · c4 bílý pěšec · f4 bílý střelec · d3 černý jezdec · f3 bílý jezdec · b2 bílý pěšec · d2 bílý jezdec · e2 bílý pěšec · f2 bílý pěšec · g2 bílý pěšec · h2 bílý pěšec · a1 bílý věž · d1 bílý dáma · e1 bílý král · f1 bílý střelec · h1 bílý věž | a8 černý věž · c8 černý střelec · e8 černý král · h8 černý věž · a7 černý pěšec · b7 černý pěšec · c7 černý pěšec · d7 černý pěšec · e7 černý dáma · f7 černý pěšec · g7 černý pěšec · h7 černý pěšec · c6 černý jezdec · b4 bílý pěšec · c4 bílý pěšec · f4 bílý střelec · d3 černý jezdec · f3 bílý jezdec · b2 bílý pěšec · d2 bílý jezdec · e2 bílý pěšec · f2 bílý pěšec · g2 bílý pěšec · h2 bílý pěšec · a1 bílý věž · d1 bílý dáma · e1 bílý král · f1 bílý střelec · h1 bílý věž | 5 |
| 4 | a8 černý věž · c8 černý střelec · e8 černý král · h8 černý věž · a7 černý pěšec · b7 černý pěšec · c7 černý pěšec · d7 černý pěšec · e7 černý dáma · f7 černý pěšec · g7 černý pěšec · h7 černý pěšec · c6 černý jezdec · b4 bílý pěšec · c4 bílý pěšec · f4 bílý střelec · d3 černý jezdec · f3 bílý jezdec · b2 bílý pěšec · d2 bílý jezdec · e2 bílý pěšec · f2 bílý pěšec · g2 bílý pěšec · h2 bílý pěšec · a1 bílý věž · d1 bílý dáma · e1 bílý král · f1 bílý střelec · h1 bílý věž | a8 černý věž · c8 černý střelec · e8 černý král · h8 černý věž · a7 černý pěšec · b7 černý pěšec · c7 černý pěšec · d7 černý pěšec · e7 černý dáma · f7 černý pěšec · g7 černý pěšec · h7 černý pěšec · c6 černý jezdec · b4 bílý pěšec · c4 bílý pěšec · f4 bílý střelec · d3 černý jezdec · f3 bílý jezdec · b2 bílý pěšec · d2 bílý jezdec · e2 bílý pěšec · f2 bílý pěšec · g2 bílý pěšec · h2 bílý pěšec · a1 bílý věž · d1 bílý dáma · e1 bílý král · f1 bílý střelec · h1 bílý věž | a8 černý věž · c8 černý střelec · e8 černý král · h8 černý věž · a7 černý pěšec · b7 černý pěšec · c7 černý pěšec · d7 černý pěšec · e7 černý dáma · f7 černý pěšec · g7 černý pěšec · h7 černý pěšec · c6 černý jezdec · b4 bílý pěšec · c4 bílý pěšec · f4 bílý střelec · d3 černý jezdec · f3 bílý jezdec · b2 bílý pěšec · d2 bílý jezdec · e2 bílý pěšec · f2 bílý pěšec · g2 bílý pěšec · h2 bílý pěšec · a1 bílý věž · d1 bílý dáma · e1 bílý král · f1 bílý střelec · h1 bílý věž | a8 černý věž · c8 černý střelec · e8 černý král · h8 černý věž · a7 černý pěšec · b7 černý pěšec · c7 černý pěšec · d7 černý pěšec · e7 černý dáma · f7 černý pěšec · g7 černý pěšec · h7 černý pěšec · c6 černý jezdec · b4 bílý pěšec · c4 bílý pěšec · f4 bílý střelec · d3 černý jezdec · f3 bílý jezdec · b2 bílý pěšec · d2 bílý jezdec · e2 bílý pěšec · f2 bílý pěšec · g2 bílý pěšec · h2 bílý pěšec · a1 bílý věž · d1 bílý dáma · e1 bílý král · f1 bílý střelec · h1 bílý věž | a8 černý věž · c8 černý střelec · e8 černý král · h8 černý věž · a7 černý pěšec · b7 černý pěšec · c7 černý pěšec · d7 černý pěšec · e7 černý dáma · f7 černý pěšec · g7 černý pěšec · h7 černý pěšec · c6 černý jezdec · b4 bílý pěšec · c4 bílý pěšec · f4 bílý střelec · d3 černý jezdec · f3 bílý jezdec · b2 bílý pěšec · d2 bílý jezdec · e2 bílý pěšec · f2 bílý pěšec · g2 bílý pěšec · h2 bílý pěšec · a1 bílý věž · d1 bílý dáma · e1 bílý král · f1 bílý střelec · h1 bílý věž | a8 černý věž · c8 černý střelec · e8 černý král · h8 černý věž · a7 černý pěšec · b7 černý pěšec · c7 černý pěšec · d7 černý pěšec · e7 černý dáma · f7 černý pěšec · g7 černý pěšec · h7 černý pěšec · c6 černý jezdec · b4 bílý pěšec · c4 bílý pěšec · f4 bílý střelec · d3 černý jezdec · f3 bílý jezdec · b2 bílý pěšec · d2 bílý jezdec · e2 bílý pěšec · f2 bílý pěšec · g2 bílý pěšec · h2 bílý pěšec · a1 bílý věž · d1 bílý dáma · e1 bílý král · f1 bílý střelec · h1 bílý věž | a8 černý věž · c8 černý střelec · e8 černý král · h8 černý věž · a7 černý pěšec · b7 černý pěšec · c7 černý pěšec · d7 černý pěšec · e7 černý dáma · f7 černý pěšec · g7 černý pěšec · h7 černý pěšec · c6 černý jezdec · b4 bílý pěšec · c4 bílý pěšec · f4 bílý střelec · d3 černý jezdec · f3 bílý jezdec · b2 bílý pěšec · d2 bílý jezdec · e2 bílý pěšec · f2 bílý pěšec · g2 bílý pěšec · h2 bílý pěšec · a1 bílý věž · d1 bílý dáma · e1 bílý král · f1 bílý střelec · h1 bílý věž | a8 černý věž · c8 černý střelec · e8 černý král · h8 černý věž · a7 černý pěšec · b7 černý pěšec · c7 černý pěšec · d7 černý pěšec · e7 černý dáma · f7 černý pěšec · g7 černý pěšec · h7 černý pěšec · c6 černý jezdec · b4 bílý pěšec · c4 bílý pěšec · f4 bílý střelec · d3 černý jezdec · f3 bílý jezdec · b2 bílý pěšec · d2 bílý jezdec · e2 bílý pěšec · f2 bílý pěšec · g2 bílý pěšec · h2 bílý pěšec · a1 bílý věž · d1 bílý dáma · e1 bílý král · f1 bílý střelec · h1 bílý věž | 4 |
| 3 | a8 černý věž · c8 černý střelec · e8 černý král · h8 černý věž · a7 černý pěšec · b7 černý pěšec · c7 černý pěšec · d7 černý pěšec · e7 černý dáma · f7 černý pěšec · g7 černý pěšec · h7 černý pěšec · c6 černý jezdec · b4 bílý pěšec · c4 bílý pěšec · f4 bílý střelec · d3 černý jezdec · f3 bílý jezdec · b2 bílý pěšec · d2 bílý jezdec · e2 bílý pěšec · f2 bílý pěšec · g2 bílý pěšec · h2 bílý pěšec · a1 bílý věž · d1 bílý dáma · e1 bílý král · f1 bílý střelec · h1 bílý věž | a8 černý věž · c8 černý střelec · e8 černý král · h8 černý věž · a7 černý pěšec · b7 černý pěšec · c7 černý pěšec · d7 černý pěšec · e7 černý dáma · f7 černý pěšec · g7 černý pěšec · h7 černý pěšec · c6 černý jezdec · b4 bílý pěšec · c4 bílý pěšec · f4 bílý střelec · d3 černý jezdec · f3 bílý jezdec · b2 bílý pěšec · d2 bílý jezdec · e2 bílý pěšec · f2 bílý pěšec · g2 bílý pěšec · h2 bílý pěšec · a1 bílý věž · d1 bílý dáma · e1 bílý král · f1 bílý střelec · h1 bílý věž | a8 černý věž · c8 černý střelec · e8 černý král · h8 černý věž · a7 černý pěšec · b7 černý pěšec · c7 černý pěšec · d7 černý pěšec · e7 černý dáma · f7 černý pěšec · g7 černý pěšec · h7 černý pěšec · c6 černý jezdec · b4 bílý pěšec · c4 bílý pěšec · f4 bílý střelec · d3 černý jezdec · f3 bílý jezdec · b2 bílý pěšec · d2 bílý jezdec · e2 bílý pěšec · f2 bílý pěšec · g2 bílý pěšec · h2 bílý pěšec · a1 bílý věž · d1 bílý dáma · e1 bílý král · f1 bílý střelec · h1 bílý věž | a8 černý věž · c8 černý střelec · e8 černý král · h8 černý věž · a7 černý pěšec · b7 černý pěšec · c7 černý pěšec · d7 černý pěšec · e7 černý dáma · f7 černý pěšec · g7 černý pěšec · h7 černý pěšec · c6 černý jezdec · b4 bílý pěšec · c4 bílý pěšec · f4 bílý střelec · d3 černý jezdec · f3 bílý jezdec · b2 bílý pěšec · d2 bílý jezdec · e2 bílý pěšec · f2 bílý pěšec · g2 bílý pěšec · h2 bílý pěšec · a1 bílý věž · d1 bílý dáma · e1 bílý král · f1 bílý střelec · h1 bílý věž | a8 černý věž · c8 černý střelec · e8 černý král · h8 černý věž · a7 černý pěšec · b7 černý pěšec · c7 černý pěšec · d7 černý pěšec · e7 černý dáma · f7 černý pěšec · g7 černý pěšec · h7 černý pěšec · c6 černý jezdec · b4 bílý pěšec · c4 bílý pěšec · f4 bílý střelec · d3 černý jezdec · f3 bílý jezdec · b2 bílý pěšec · d2 bílý jezdec · e2 bílý pěšec · f2 bílý pěšec · g2 bílý pěšec · h2 bílý pěšec · a1 bílý věž · d1 bílý dáma · e1 bílý král · f1 bílý střelec · h1 bílý věž | a8 černý věž · c8 černý střelec · e8 černý král · h8 černý věž · a7 černý pěšec · b7 černý pěšec · c7 černý pěšec · d7 černý pěšec · e7 černý dáma · f7 černý pěšec · g7 černý pěšec · h7 černý pěšec · c6 černý jezdec · b4 bílý pěšec · c4 bílý pěšec · f4 bílý střelec · d3 černý jezdec · f3 bílý jezdec · b2 bílý pěšec · d2 bílý jezdec · e2 bílý pěšec · f2 bílý pěšec · g2 bílý pěšec · h2 bílý pěšec · a1 bílý věž · d1 bílý dáma · e1 bílý král · f1 bílý střelec · h1 bílý věž | a8 černý věž · c8 černý střelec · e8 černý král · h8 černý věž · a7 černý pěšec · b7 černý pěšec · c7 černý pěšec · d7 černý pěšec · e7 černý dáma · f7 černý pěšec · g7 černý pěšec · h7 černý pěšec · c6 černý jezdec · b4 bílý pěšec · c4 bílý pěšec · f4 bílý střelec · d3 černý jezdec · f3 bílý jezdec · b2 bílý pěšec · d2 bílý jezdec · e2 bílý pěšec · f2 bílý pěšec · g2 bílý pěšec · h2 bílý pěšec · a1 bílý věž · d1 bílý dáma · e1 bílý král · f1 bílý střelec · h1 bílý věž | a8 černý věž · c8 černý střelec · e8 černý král · h8 černý věž · a7 černý pěšec · b7 černý pěšec · c7 černý pěšec · d7 černý pěšec · e7 černý dáma · f7 černý pěšec · g7 černý pěšec · h7 černý pěšec · c6 černý jezdec · b4 bílý pěšec · c4 bílý pěšec · f4 bílý střelec · d3 černý jezdec · f3 bílý jezdec · b2 bílý pěšec · d2 bílý jezdec · e2 bílý pěšec · f2 bílý pěšec · g2 bílý pěšec · h2 bílý pěšec · a1 bílý věž · d1 bílý dáma · e1 bílý král · f1 bílý střelec · h1 bílý věž | 3 |
| 2 | a8 černý věž · c8 černý střelec · e8 černý král · h8 černý věž · a7 černý pěšec · b7 černý pěšec · c7 černý pěšec · d7 černý pěšec · e7 černý dáma · f7 černý pěšec · g7 černý pěšec · h7 černý pěšec · c6 černý jezdec · b4 bílý pěšec · c4 bílý pěšec · f4 bílý střelec · d3 černý jezdec · f3 bílý jezdec · b2 bílý pěšec · d2 bílý jezdec · e2 bílý pěšec · f2 bílý pěšec · g2 bílý pěšec · h2 bílý pěšec · a1 bílý věž · d1 bílý dáma · e1 bílý král · f1 bílý střelec · h1 bílý věž | a8 černý věž · c8 černý střelec · e8 černý král · h8 černý věž · a7 černý pěšec · b7 černý pěšec · c7 černý pěšec · d7 černý pěšec · e7 černý dáma · f7 černý pěšec · g7 černý pěšec · h7 černý pěšec · c6 černý jezdec · b4 bílý pěšec · c4 bílý pěšec · f4 bílý střelec · d3 černý jezdec · f3 bílý jezdec · b2 bílý pěšec · d2 bílý jezdec · e2 bílý pěšec · f2 bílý pěšec · g2 bílý pěšec · h2 bílý pěšec · a1 bílý věž · d1 bílý dáma · e1 bílý král · f1 bílý střelec · h1 bílý věž | a8 černý věž · c8 černý střelec · e8 černý král · h8 černý věž · a7 černý pěšec · b7 černý pěšec · c7 černý pěšec · d7 černý pěšec · e7 černý dáma · f7 černý pěšec · g7 černý pěšec · h7 černý pěšec · c6 černý jezdec · b4 bílý pěšec · c4 bílý pěšec · f4 bílý střelec · d3 černý jezdec · f3 bílý jezdec · b2 bílý pěšec · d2 bílý jezdec · e2 bílý pěšec · f2 bílý pěšec · g2 bílý pěšec · h2 bílý pěšec · a1 bílý věž · d1 bílý dáma · e1 bílý král · f1 bílý střelec · h1 bílý věž | a8 černý věž · c8 černý střelec · e8 černý král · h8 černý věž · a7 černý pěšec · b7 černý pěšec · c7 černý pěšec · d7 černý pěšec · e7 černý dáma · f7 černý pěšec · g7 černý pěšec · h7 černý pěšec · c6 černý jezdec · b4 bílý pěšec · c4 bílý pěšec · f4 bílý střelec · d3 černý jezdec · f3 bílý jezdec · b2 bílý pěšec · d2 bílý jezdec · e2 bílý pěšec · f2 bílý pěšec · g2 bílý pěšec · h2 bílý pěšec · a1 bílý věž · d1 bílý dáma · e1 bílý král · f1 bílý střelec · h1 bílý věž | a8 černý věž · c8 černý střelec · e8 černý král · h8 černý věž · a7 černý pěšec · b7 černý pěšec · c7 černý pěšec · d7 černý pěšec · e7 černý dáma · f7 černý pěšec · g7 černý pěšec · h7 černý pěšec · c6 černý jezdec · b4 bílý pěšec · c4 bílý pěšec · f4 bílý střelec · d3 černý jezdec · f3 bílý jezdec · b2 bílý pěšec · d2 bílý jezdec · e2 bílý pěšec · f2 bílý pěšec · g2 bílý pěšec · h2 bílý pěšec · a1 bílý věž · d1 bílý dáma · e1 bílý král · f1 bílý střelec · h1 bílý věž | a8 černý věž · c8 černý střelec · e8 černý král · h8 černý věž · a7 černý pěšec · b7 černý pěšec · c7 černý pěšec · d7 černý pěšec · e7 černý dáma · f7 černý pěšec · g7 černý pěšec · h7 černý pěšec · c6 černý jezdec · b4 bílý pěšec · c4 bílý pěšec · f4 bílý střelec · d3 černý jezdec · f3 bílý jezdec · b2 bílý pěšec · d2 bílý jezdec · e2 bílý pěšec · f2 bílý pěšec · g2 bílý pěšec · h2 bílý pěšec · a1 bílý věž · d1 bílý dáma · e1 bílý král · f1 bílý střelec · h1 bílý věž | a8 černý věž · c8 černý střelec · e8 černý král · h8 černý věž · a7 černý pěšec · b7 černý pěšec · c7 černý pěšec · d7 černý pěšec · e7 černý dáma · f7 černý pěšec · g7 černý pěšec · h7 černý pěšec · c6 černý jezdec · b4 bílý pěšec · c4 bílý pěšec · f4 bílý střelec · d3 černý jezdec · f3 bílý jezdec · b2 bílý pěšec · d2 bílý jezdec · e2 bílý pěšec · f2 bílý pěšec · g2 bílý pěšec · h2 bílý pěšec · a1 bílý věž · d1 bílý dáma · e1 bílý král · f1 bílý střelec · h1 bílý věž | a8 černý věž · c8 černý střelec · e8 černý král · h8 černý věž · a7 černý pěšec · b7 černý pěšec · c7 černý pěšec · d7 černý pěšec · e7 černý dáma · f7 černý pěšec · g7 černý pěšec · h7 černý pěšec · c6 černý jezdec · b4 bílý pěšec · c4 bílý pěšec · f4 bílý střelec · d3 černý jezdec · f3 bílý jezdec · b2 bílý pěšec · d2 bílý jezdec · e2 bílý pěšec · f2 bílý pěšec · g2 bílý pěšec · h2 bílý pěšec · a1 bílý věž · d1 bílý dáma · e1 bílý král · f1 bílý střelec · h1 bílý věž | 2 |
| 1 | a8 černý věž · c8 černý střelec · e8 černý král · h8 černý věž · a7 černý pěšec · b7 černý pěšec · c7 černý pěšec · d7 černý pěšec · e7 černý dáma · f7 černý pěšec · g7 černý pěšec · h7 černý pěšec · c6 černý jezdec · b4 bílý pěšec · c4 bílý pěšec · f4 bílý střelec · d3 černý jezdec · f3 bílý jezdec · b2 bílý pěšec · d2 bílý jezdec · e2 bílý pěšec · f2 bílý pěšec · g2 bílý pěšec · h2 bílý pěšec · a1 bílý věž · d1 bílý dáma · e1 bílý král · f1 bílý střelec · h1 bílý věž | a8 černý věž · c8 černý střelec · e8 černý král · h8 černý věž · a7 černý pěšec · b7 černý pěšec · c7 černý pěšec · d7 černý pěšec · e7 černý dáma · f7 černý pěšec · g7 černý pěšec · h7 černý pěšec · c6 černý jezdec · b4 bílý pěšec · c4 bílý pěšec · f4 bílý střelec · d3 černý jezdec · f3 bílý jezdec · b2 bílý pěšec · d2 bílý jezdec · e2 bílý pěšec · f2 bílý pěšec · g2 bílý pěšec · h2 bílý pěšec · a1 bílý věž · d1 bílý dáma · e1 bílý král · f1 bílý střelec · h1 bílý věž | a8 černý věž · c8 černý střelec · e8 černý král · h8 černý věž · a7 černý pěšec · b7 černý pěšec · c7 černý pěšec · d7 černý pěšec · e7 černý dáma · f7 černý pěšec · g7 černý pěšec · h7 černý pěšec · c6 černý jezdec · b4 bílý pěšec · c4 bílý pěšec · f4 bílý střelec · d3 černý jezdec · f3 bílý jezdec · b2 bílý pěšec · d2 bílý jezdec · e2 bílý pěšec · f2 bílý pěšec · g2 bílý pěšec · h2 bílý pěšec · a1 bílý věž · d1 bílý dáma · e1 bílý král · f1 bílý střelec · h1 bílý věž | a8 černý věž · c8 černý střelec · e8 černý král · h8 černý věž · a7 černý pěšec · b7 černý pěšec · c7 černý pěšec · d7 černý pěšec · e7 černý dáma · f7 černý pěšec · g7 černý pěšec · h7 černý pěšec · c6 černý jezdec · b4 bílý pěšec · c4 bílý pěšec · f4 bílý střelec · d3 černý jezdec · f3 bílý jezdec · b2 bílý pěšec · d2 bílý jezdec · e2 bílý pěšec · f2 bílý pěšec · g2 bílý pěšec · h2 bílý pěšec · a1 bílý věž · d1 bílý dáma · e1 bílý král · f1 bílý střelec · h1 bílý věž | a8 černý věž · c8 černý střelec · e8 černý král · h8 černý věž · a7 černý pěšec · b7 černý pěšec · c7 černý pěšec · d7 černý pěšec · e7 černý dáma · f7 černý pěšec · g7 černý pěšec · h7 černý pěšec · c6 černý jezdec · b4 bílý pěšec · c4 bílý pěšec · f4 bílý střelec · d3 černý jezdec · f3 bílý jezdec · b2 bílý pěšec · d2 bílý jezdec · e2 bílý pěšec · f2 bílý pěšec · g2 bílý pěšec · h2 bílý pěšec · a1 bílý věž · d1 bílý dáma · e1 bílý král · f1 bílý střelec · h1 bílý věž | a8 černý věž · c8 černý střelec · e8 černý král · h8 černý věž · a7 černý pěšec · b7 černý pěšec · c7 černý pěšec · d7 černý pěšec · e7 černý dáma · f7 černý pěšec · g7 černý pěšec · h7 černý pěšec · c6 černý jezdec · b4 bílý pěšec · c4 bílý pěšec · f4 bílý střelec · d3 černý jezdec · f3 bílý jezdec · b2 bílý pěšec · d2 bílý jezdec · e2 bílý pěšec · f2 bílý pěšec · g2 bílý pěšec · h2 bílý pěšec · a1 bílý věž · d1 bílý dáma · e1 bílý král · f1 bílý střelec · h1 bílý věž | a8 černý věž · c8 černý střelec · e8 černý král · h8 černý věž · a7 černý pěšec · b7 černý pěšec · c7 černý pěšec · d7 černý pěšec · e7 černý dáma · f7 černý pěšec · g7 černý pěšec · h7 černý pěšec · c6 černý jezdec · b4 bílý pěšec · c4 bílý pěšec · f4 bílý střelec · d3 černý jezdec · f3 bílý jezdec · b2 bílý pěšec · d2 bílý jezdec · e2 bílý pěšec · f2 bílý pěšec · g2 bílý pěšec · h2 bílý pěšec · a1 bílý věž · d1 bílý dáma · e1 bílý král · f1 bílý střelec · h1 bílý věž | a8 černý věž · c8 černý střelec · e8 černý král · h8 černý věž · a7 černý pěšec · b7 černý pěšec · c7 černý pěšec · d7 černý pěšec · e7 černý dáma · f7 černý pěšec · g7 černý pěšec · h7 černý pěšec · c6 černý jezdec · b4 bílý pěšec · c4 bílý pěšec · f4 bílý střelec · d3 černý jezdec · f3 bílý jezdec · b2 bílý pěšec · d2 bílý jezdec · e2 bílý pěšec · f2 bílý pěšec · g2 bílý pěšec · h2 bílý pěšec · a1 bílý věž · d1 bílý dáma · e1 bílý král · f1 bílý střelec · h1 bílý věž | 1 |
|   | a | b | c | d | e | f | g | h |   |

Pro dosáhnutí dušeného matu ve hře je většinou nutné obětovat materiál, aby hráč přinutil své figury dát soupeři požadovaný mat; protihráč poté většinou obklopí svého krále svými figurami, což vede k pozici vhodné právě pro dušený mat. Jako příklad může sloužit partie Jan Timman - Nigel Short, Tilburg 1990 (obr. vpravo). Ze znázorněné pozice pokračuje hra: 27.Jf7+ Kg8 28.Jh6+ Kh8 29.Dg8+ Vxg8 30.Jf7#. Postup je následovný: šach jezdcem, poté jezdcem uhnout a dát jím tak dvojšach společně s dámou, obětovat dámu s cílem přiblížit věž králi a následně dát mat jezdcem. (Je třeba si uvědomit, že bílý by usiloval o mat, ačkoli by jeho věž a pěšec na e7 již nebyli na šachovnici a černý měl jezdce na f6. V tomto případě: 27.Jf7+ Kg8 28.Jh6+ Kh8 [28...Kf8 29.Df7#] 29.Dg8+! Jxg8 [nebo 29...Vxg8] 30.Jf7 je také mat). Motiv dušeného matu je znám již ze středověkých šachových úloh ze 13. století. Následně se o kombinačním obratu zmiňují i staří šachoví mistři, jako Luis Ramirez Lucena 
(Repetición de Amores e Arte de Axedrez, 1497), přičemž nejstarší dochované partie pocházejí od Gioacchina Greca z první poloviny 17. století.
|   | a | b | c | d | e | f | g | h |   |
| 8 | a8 černý věž · c8 černý střelec · e8 černý král · f8 černý střelec · g8 černý jezdec · h8 černý věž · a7 černý pěšec · b7 černý pěšec · c7 černý pěšec · d7 černý pěšec · f7 bílý jezdec · g7 černý pěšec · h7 černý pěšec · e4 černý dáma · f3 černý jezdec · a2 bílý pěšec · b2 bílý pěšec · c2 bílý pěšec · d2 bílý pěšec · e2 bílý střelec · f2 bílý pěšec · h2 bílý pěšec · a1 bílý věž · b1 bílý jezdec · c1 bílý střelec · d1 bílý dáma · e1 bílý král · f1 bílý věž | a8 černý věž · c8 černý střelec · e8 černý král · f8 černý střelec · g8 černý jezdec · h8 černý věž · a7 černý pěšec · b7 černý pěšec · c7 černý pěšec · d7 černý pěšec · f7 bílý jezdec · g7 černý pěšec · h7 černý pěšec · e4 černý dáma · f3 černý jezdec · a2 bílý pěšec · b2 bílý pěšec · c2 bílý pěšec · d2 bílý pěšec · e2 bílý střelec · f2 bílý pěšec · h2 bílý pěšec · a1 bílý věž · b1 bílý jezdec · c1 bílý střelec · d1 bílý dáma · e1 bílý král · f1 bílý věž | a8 černý věž · c8 černý střelec · e8 černý král · f8 černý střelec · g8 černý jezdec · h8 černý věž · a7 černý pěšec · b7 černý pěšec · c7 černý pěšec · d7 černý pěšec · f7 bílý jezdec · g7 černý pěšec · h7 černý pěšec · e4 černý dáma · f3 černý jezdec · a2 bílý pěšec · b2 bílý pěšec · c2 bílý pěšec · d2 bílý pěšec · e2 bílý střelec · f2 bílý pěšec · h2 bílý pěšec · a1 bílý věž · b1 bílý jezdec · c1 bílý střelec · d1 bílý dáma · e1 bílý král · f1 bílý věž | a8 černý věž · c8 černý střelec · e8 černý král · f8 černý střelec · g8 černý jezdec · h8 černý věž · a7 černý pěšec · b7 černý pěšec · c7 černý pěšec · d7 černý pěšec · f7 bílý jezdec · g7 černý pěšec · h7 černý pěšec · e4 černý dáma · f3 černý jezdec · a2 bílý pěšec · b2 bílý pěšec · c2 bílý pěšec · d2 bílý pěšec · e2 bílý střelec · f2 bílý pěšec · h2 bílý pěšec · a1 bílý věž · b1 bílý jezdec · c1 bílý střelec · d1 bílý dáma · e1 bílý král · f1 bílý věž | a8 černý věž · c8 černý střelec · e8 černý král · f8 černý střelec · g8 černý jezdec · h8 černý věž · a7 černý pěšec · b7 černý pěšec · c7 černý pěšec · d7 černý pěšec · f7 bílý jezdec · g7 černý pěšec · h7 černý pěšec · e4 černý dáma · f3 černý jezdec · a2 bílý pěšec · b2 bílý pěšec · c2 bílý pěšec · d2 bílý pěšec · e2 bílý střelec · f2 bílý pěšec · h2 bílý pěšec · a1 bílý věž · b1 bílý jezdec · c1 bílý střelec · d1 bílý dáma · e1 bílý král · f1 bílý věž | a8 černý věž · c8 černý střelec · e8 černý král · f8 černý střelec · g8 černý jezdec · h8 černý věž · a7 černý pěšec · b7 černý pěšec · c7 černý pěšec · d7 černý pěšec · f7 bílý jezdec · g7 černý pěšec · h7 černý pěšec · e4 černý dáma · f3 černý jezdec · a2 bílý pěšec · b2 bílý pěšec · c2 bílý pěšec · d2 bílý pěšec · e2 bílý střelec · f2 bílý pěšec · h2 bílý pěšec · a1 bílý věž · b1 bílý jezdec · c1 bílý střelec · d1 bílý dáma · e1 bílý král · f1 bílý věž | a8 černý věž · c8 černý střelec · e8 černý král · f8 černý střelec · g8 černý jezdec · h8 černý věž · a7 černý pěšec · b7 černý pěšec · c7 černý pěšec · d7 černý pěšec · f7 bílý jezdec · g7 černý pěšec · h7 černý pěšec · e4 černý dáma · f3 černý jezdec · a2 bílý pěšec · b2 bílý pěšec · c2 bílý pěšec · d2 bílý pěšec · e2 bílý střelec · f2 bílý pěšec · h2 bílý pěšec · a1 bílý věž · b1 bílý jezdec · c1 bílý střelec · d1 bílý dáma · e1 bílý král · f1 bílý věž | a8 černý věž · c8 černý střelec · e8 černý král · f8 černý střelec · g8 černý jezdec · h8 černý věž · a7 černý pěšec · b7 černý pěšec · c7 černý pěšec · d7 černý pěšec · f7 bílý jezdec · g7 černý pěšec · h7 černý pěšec · e4 černý dáma · f3 černý jezdec · a2 bílý pěšec · b2 bílý pěšec · c2 bílý pěšec · d2 bílý pěšec · e2 bílý střelec · f2 bílý pěšec · h2 bílý pěšec · a1 bílý věž · b1 bílý jezdec · c1 bílý střelec · d1 bílý dáma · e1 bílý král · f1 bílý věž | 8 |
| 7 | a8 černý věž · c8 černý střelec · e8 černý král · f8 černý střelec · g8 černý jezdec · h8 černý věž · a7 černý pěšec · b7 černý pěšec · c7 černý pěšec · d7 černý pěšec · f7 bílý jezdec · g7 černý pěšec · h7 černý pěšec · e4 černý dáma · f3 černý jezdec · a2 bílý pěšec · b2 bílý pěšec · c2 bílý pěšec · d2 bílý pěšec · e2 bílý střelec · f2 bílý pěšec · h2 bílý pěšec · a1 bílý věž · b1 bílý jezdec · c1 bílý střelec · d1 bílý dáma · e1 bílý král · f1 bílý věž | a8 černý věž · c8 černý střelec · e8 černý král · f8 černý střelec · g8 černý jezdec · h8 černý věž · a7 černý pěšec · b7 černý pěšec · c7 černý pěšec · d7 černý pěšec · f7 bílý jezdec · g7 černý pěšec · h7 černý pěšec · e4 černý dáma · f3 černý jezdec · a2 bílý pěšec · b2 bílý pěšec · c2 bílý pěšec · d2 bílý pěšec · e2 bílý střelec · f2 bílý pěšec · h2 bílý pěšec · a1 bílý věž · b1 bílý jezdec · c1 bílý střelec · d1 bílý dáma · e1 bílý král · f1 bílý věž | a8 černý věž · c8 černý střelec · e8 černý král · f8 černý střelec · g8 černý jezdec · h8 černý věž · a7 černý pěšec · b7 černý pěšec · c7 černý pěšec · d7 černý pěšec · f7 bílý jezdec · g7 černý pěšec · h7 černý pěšec · e4 černý dáma · f3 černý jezdec · a2 bílý pěšec · b2 bílý pěšec · c2 bílý pěšec · d2 bílý pěšec · e2 bílý střelec · f2 bílý pěšec · h2 bílý pěšec · a1 bílý věž · b1 bílý jezdec · c1 bílý střelec · d1 bílý dáma · e1 bílý král · f1 bílý věž | a8 černý věž · c8 černý střelec · e8 černý král · f8 černý střelec · g8 černý jezdec · h8 černý věž · a7 černý pěšec · b7 černý pěšec · c7 černý pěšec · d7 černý pěšec · f7 bílý jezdec · g7 černý pěšec · h7 černý pěšec · e4 černý dáma · f3 černý jezdec · a2 bílý pěšec · b2 bílý pěšec · c2 bílý pěšec · d2 bílý pěšec · e2 bílý střelec · f2 bílý pěšec · h2 bílý pěšec · a1 bílý věž · b1 bílý jezdec · c1 bílý střelec · d1 bílý dáma · e1 bílý král · f1 bílý věž | a8 černý věž · c8 černý střelec · e8 černý král · f8 černý střelec · g8 černý jezdec · h8 černý věž · a7 černý pěšec · b7 černý pěšec · c7 černý pěšec · d7 černý pěšec · f7 bílý jezdec · g7 černý pěšec · h7 černý pěšec · e4 černý dáma · f3 černý jezdec · a2 bílý pěšec · b2 bílý pěšec · c2 bílý pěšec · d2 bílý pěšec · e2 bílý střelec · f2 bílý pěšec · h2 bílý pěšec · a1 bílý věž · b1 bílý jezdec · c1 bílý střelec · d1 bílý dáma · e1 bílý král · f1 bílý věž | a8 černý věž · c8 černý střelec · e8 černý král · f8 černý střelec · g8 černý jezdec · h8 černý věž · a7 černý pěšec · b7 černý pěšec · c7 černý pěšec · d7 černý pěšec · f7 bílý jezdec · g7 černý pěšec · h7 černý pěšec · e4 černý dáma · f3 černý jezdec · a2 bílý pěšec · b2 bílý pěšec · c2 bílý pěšec · d2 bílý pěšec · e2 bílý střelec · f2 bílý pěšec · h2 bílý pěšec · a1 bílý věž · b1 bílý jezdec · c1 bílý střelec · d1 bílý dáma · e1 bílý král · f1 bílý věž | a8 černý věž · c8 černý střelec · e8 černý král · f8 černý střelec · g8 černý jezdec · h8 černý věž · a7 černý pěšec · b7 černý pěšec · c7 černý pěšec · d7 černý pěšec · f7 bílý jezdec · g7 černý pěšec · h7 černý pěšec · e4 černý dáma · f3 černý jezdec · a2 bílý pěšec · b2 bílý pěšec · c2 bílý pěšec · d2 bílý pěšec · e2 bílý střelec · f2 bílý pěšec · h2 bílý pěšec · a1 bílý věž · b1 bílý jezdec · c1 bílý střelec · d1 bílý dáma · e1 bílý král · f1 bílý věž | a8 černý věž · c8 černý střelec · e8 černý král · f8 černý střelec · g8 černý jezdec · h8 černý věž · a7 černý pěšec · b7 černý pěšec · c7 černý pěšec · d7 černý pěšec · f7 bílý jezdec · g7 černý pěšec · h7 černý pěšec · e4 černý dáma · f3 černý jezdec · a2 bílý pěšec · b2 bílý pěšec · c2 bílý pěšec · d2 bílý pěšec · e2 bílý střelec · f2 bílý pěšec · h2 bílý pěšec · a1 bílý věž · b1 bílý jezdec · c1 bílý střelec · d1 bílý dáma · e1 bílý král · f1 bílý věž | 7 |
| 6 | a8 černý věž · c8 černý střelec · e8 černý král · f8 černý střelec · g8 černý jezdec · h8 černý věž · a7 černý pěšec · b7 černý pěšec · c7 černý pěšec · d7 černý pěšec · f7 bílý jezdec · g7 černý pěšec · h7 černý pěšec · e4 černý dáma · f3 černý jezdec · a2 bílý pěšec · b2 bílý pěšec · c2 bílý pěšec · d2 bílý pěšec · e2 bílý střelec · f2 bílý pěšec · h2 bílý pěšec · a1 bílý věž · b1 bílý jezdec · c1 bílý střelec · d1 bílý dáma · e1 bílý král · f1 bílý věž | a8 černý věž · c8 černý střelec · e8 černý král · f8 černý střelec · g8 černý jezdec · h8 černý věž · a7 černý pěšec · b7 černý pěšec · c7 černý pěšec · d7 černý pěšec · f7 bílý jezdec · g7 černý pěšec · h7 černý pěšec · e4 černý dáma · f3 černý jezdec · a2 bílý pěšec · b2 bílý pěšec · c2 bílý pěšec · d2 bílý pěšec · e2 bílý střelec · f2 bílý pěšec · h2 bílý pěšec · a1 bílý věž · b1 bílý jezdec · c1 bílý střelec · d1 bílý dáma · e1 bílý král · f1 bílý věž | a8 černý věž · c8 černý střelec · e8 černý král · f8 černý střelec · g8 černý jezdec · h8 černý věž · a7 černý pěšec · b7 černý pěšec · c7 černý pěšec · d7 černý pěšec · f7 bílý jezdec · g7 černý pěšec · h7 černý pěšec · e4 černý dáma · f3 černý jezdec · a2 bílý pěšec · b2 bílý pěšec · c2 bílý pěšec · d2 bílý pěšec · e2 bílý střelec · f2 bílý pěšec · h2 bílý pěšec · a1 bílý věž · b1 bílý jezdec · c1 bílý střelec · d1 bílý dáma · e1 bílý král · f1 bílý věž | a8 černý věž · c8 černý střelec · e8 černý král · f8 černý střelec · g8 černý jezdec · h8 černý věž · a7 černý pěšec · b7 černý pěšec · c7 černý pěšec · d7 černý pěšec · f7 bílý jezdec · g7 černý pěšec · h7 černý pěšec · e4 černý dáma · f3 černý jezdec · a2 bílý pěšec · b2 bílý pěšec · c2 bílý pěšec · d2 bílý pěšec · e2 bílý střelec · f2 bílý pěšec · h2 bílý pěšec · a1 bílý věž · b1 bílý jezdec · c1 bílý střelec · d1 bílý dáma · e1 bílý král · f1 bílý věž | a8 černý věž · c8 černý střelec · e8 černý král · f8 černý střelec · g8 černý jezdec · h8 černý věž · a7 černý pěšec · b7 černý pěšec · c7 černý pěšec · d7 černý pěšec · f7 bílý jezdec · g7 černý pěšec · h7 černý pěšec · e4 černý dáma · f3 černý jezdec · a2 bílý pěšec · b2 bílý pěšec · c2 bílý pěšec · d2 bílý pěšec · e2 bílý střelec · f2 bílý pěšec · h2 bílý pěšec · a1 bílý věž · b1 bílý jezdec · c1 bílý střelec · d1 bílý dáma · e1 bílý král · f1 bílý věž | a8 černý věž · c8 černý střelec · e8 černý král · f8 černý střelec · g8 černý jezdec · h8 černý věž · a7 černý pěšec · b7 černý pěšec · c7 černý pěšec · d7 černý pěšec · f7 bílý jezdec · g7 černý pěšec · h7 černý pěšec · e4 černý dáma · f3 černý jezdec · a2 bílý pěšec · b2 bílý pěšec · c2 bílý pěšec · d2 bílý pěšec · e2 bílý střelec · f2 bílý pěšec · h2 bílý pěšec · a1 bílý věž · b1 bílý jezdec · c1 bílý střelec · d1 bílý dáma · e1 bílý král · f1 bílý věž | a8 černý věž · c8 černý střelec · e8 černý král · f8 černý střelec · g8 černý jezdec · h8 černý věž · a7 černý pěšec · b7 černý pěšec · c7 černý pěšec · d7 černý pěšec · f7 bílý jezdec · g7 černý pěšec · h7 černý pěšec · e4 černý dáma · f3 černý jezdec · a2 bílý pěšec · b2 bílý pěšec · c2 bílý pěšec · d2 bílý pěšec · e2 bílý střelec · f2 bílý pěšec · h2 bílý pěšec · a1 bílý věž · b1 bílý jezdec · c1 bílý střelec · d1 bílý dáma · e1 bílý král · f1 bílý věž | a8 černý věž · c8 černý střelec · e8 černý král · f8 černý střelec · g8 černý jezdec · h8 černý věž · a7 černý pěšec · b7 černý pěšec · c7 černý pěšec · d7 černý pěšec · f7 bílý jezdec · g7 černý pěšec · h7 černý pěšec · e4 černý dáma · f3 černý jezdec · a2 bílý pěšec · b2 bílý pěšec · c2 bílý pěšec · d2 bílý pěšec · e2 bílý střelec · f2 bílý pěšec · h2 bílý pěšec · a1 bílý věž · b1 bílý jezdec · c1 bílý střelec · d1 bílý dáma · e1 bílý král · f1 bílý věž | 6 |
| 5 | a8 černý věž · c8 černý střelec · e8 černý král · f8 černý střelec · g8 černý jezdec · h8 černý věž · a7 černý pěšec · b7 černý pěšec · c7 černý pěšec · d7 černý pěšec · f7 bílý jezdec · g7 černý pěšec · h7 černý pěšec · e4 černý dáma · f3 černý jezdec · a2 bílý pěšec · b2 bílý pěšec · c2 bílý pěšec · d2 bílý pěšec · e2 bílý střelec · f2 bílý pěšec · h2 bílý pěšec · a1 bílý věž · b1 bílý jezdec · c1 bílý střelec · d1 bílý dáma · e1 bílý král · f1 bílý věž | a8 černý věž · c8 černý střelec · e8 černý král · f8 černý střelec · g8 černý jezdec · h8 černý věž · a7 černý pěšec · b7 černý pěšec · c7 černý pěšec · d7 černý pěšec · f7 bílý jezdec · g7 černý pěšec · h7 černý pěšec · e4 černý dáma · f3 černý jezdec · a2 bílý pěšec · b2 bílý pěšec · c2 bílý pěšec · d2 bílý pěšec · e2 bílý střelec · f2 bílý pěšec · h2 bílý pěšec · a1 bílý věž · b1 bílý jezdec · c1 bílý střelec · d1 bílý dáma · e1 bílý král · f1 bílý věž | a8 černý věž · c8 černý střelec · e8 černý král · f8 černý střelec · g8 černý jezdec · h8 černý věž · a7 černý pěšec · b7 černý pěšec · c7 černý pěšec · d7 černý pěšec · f7 bílý jezdec · g7 černý pěšec · h7 černý pěšec · e4 černý dáma · f3 černý jezdec · a2 bílý pěšec · b2 bílý pěšec · c2 bílý pěšec · d2 bílý pěšec · e2 bílý střelec · f2 bílý pěšec · h2 bílý pěšec · a1 bílý věž · b1 bílý jezdec · c1 bílý střelec · d1 bílý dáma · e1 bílý král · f1 bílý věž | a8 černý věž · c8 černý střelec · e8 černý král · f8 černý střelec · g8 černý jezdec · h8 černý věž · a7 černý pěšec · b7 černý pěšec · c7 černý pěšec · d7 černý pěšec · f7 bílý jezdec · g7 černý pěšec · h7 černý pěšec · e4 černý dáma · f3 černý jezdec · a2 bílý pěšec · b2 bílý pěšec · c2 bílý pěšec · d2 bílý pěšec · e2 bílý střelec · f2 bílý pěšec · h2 bílý pěšec · a1 bílý věž · b1 bílý jezdec · c1 bílý střelec · d1 bílý dáma · e1 bílý král · f1 bílý věž | a8 černý věž · c8 černý střelec · e8 černý král · f8 černý střelec · g8 černý jezdec · h8 černý věž · a7 černý pěšec · b7 černý pěšec · c7 černý pěšec · d7 černý pěšec · f7 bílý jezdec · g7 černý pěšec · h7 černý pěšec · e4 černý dáma · f3 černý jezdec · a2 bílý pěšec · b2 bílý pěšec · c2 bílý pěšec · d2 bílý pěšec · e2 bílý střelec · f2 bílý pěšec · h2 bílý pěšec · a1 bílý věž · b1 bílý jezdec · c1 bílý střelec · d1 bílý dáma · e1 bílý král · f1 bílý věž | a8 černý věž · c8 černý střelec · e8 černý král · f8 černý střelec · g8 černý jezdec · h8 černý věž · a7 černý pěšec · b7 černý pěšec · c7 černý pěšec · d7 černý pěšec · f7 bílý jezdec · g7 černý pěšec · h7 černý pěšec · e4 černý dáma · f3 černý jezdec · a2 bílý pěšec · b2 bílý pěšec · c2 bílý pěšec · d2 bílý pěšec · e2 bílý střelec · f2 bílý pěšec · h2 bílý pěšec · a1 bílý věž · b1 bílý jezdec · c1 bílý střelec · d1 bílý dáma · e1 bílý král · f1 bílý věž | a8 černý věž · c8 černý střelec · e8 černý král · f8 černý střelec · g8 černý jezdec · h8 černý věž · a7 černý pěšec · b7 černý pěšec · c7 černý pěšec · d7 černý pěšec · f7 bílý jezdec · g7 černý pěšec · h7 černý pěšec · e4 černý dáma · f3 černý jezdec · a2 bílý pěšec · b2 bílý pěšec · c2 bílý pěšec · d2 bílý pěšec · e2 bílý střelec · f2 bílý pěšec · h2 bílý pěšec · a1 bílý věž · b1 bílý jezdec · c1 bílý střelec · d1 bílý dáma · e1 bílý král · f1 bílý věž | a8 černý věž · c8 černý střelec · e8 černý král · f8 černý střelec · g8 černý jezdec · h8 černý věž · a7 černý pěšec · b7 černý pěšec · c7 černý pěšec · d7 černý pěšec · f7 bílý jezdec · g7 černý pěšec · h7 černý pěšec · e4 černý dáma · f3 černý jezdec · a2 bílý pěšec · b2 bílý pěšec · c2 bílý pěšec · d2 bílý pěšec · e2 bílý střelec · f2 bílý pěšec · h2 bílý pěšec · a1 bílý věž · b1 bílý jezdec · c1 bílý střelec · d1 bílý dáma · e1 bílý král · f1 bílý věž | 5 |
| 4 | a8 černý věž · c8 černý střelec · e8 černý král · f8 černý střelec · g8 černý jezdec · h8 černý věž · a7 černý pěšec · b7 černý pěšec · c7 černý pěšec · d7 černý pěšec · f7 bílý jezdec · g7 černý pěšec · h7 černý pěšec · e4 černý dáma · f3 černý jezdec · a2 bílý pěšec · b2 bílý pěšec · c2 bílý pěšec · d2 bílý pěšec · e2 bílý střelec · f2 bílý pěšec · h2 bílý pěšec · a1 bílý věž · b1 bílý jezdec · c1 bílý střelec · d1 bílý dáma · e1 bílý král · f1 bílý věž | a8 černý věž · c8 černý střelec · e8 černý král · f8 černý střelec · g8 černý jezdec · h8 černý věž · a7 černý pěšec · b7 černý pěšec · c7 černý pěšec · d7 černý pěšec · f7 bílý jezdec · g7 černý pěšec · h7 černý pěšec · e4 černý dáma · f3 černý jezdec · a2 bílý pěšec · b2 bílý pěšec · c2 bílý pěšec · d2 bílý pěšec · e2 bílý střelec · f2 bílý pěšec · h2 bílý pěšec · a1 bílý věž · b1 bílý jezdec · c1 bílý střelec · d1 bílý dáma · e1 bílý král · f1 bílý věž | a8 černý věž · c8 černý střelec · e8 černý král · f8 černý střelec · g8 černý jezdec · h8 černý věž · a7 černý pěšec · b7 černý pěšec · c7 černý pěšec · d7 černý pěšec · f7 bílý jezdec · g7 černý pěšec · h7 černý pěšec · e4 černý dáma · f3 černý jezdec · a2 bílý pěšec · b2 bílý pěšec · c2 bílý pěšec · d2 bílý pěšec · e2 bílý střelec · f2 bílý pěšec · h2 bílý pěšec · a1 bílý věž · b1 bílý jezdec · c1 bílý střelec · d1 bílý dáma · e1 bílý král · f1 bílý věž | a8 černý věž · c8 černý střelec · e8 černý král · f8 černý střelec · g8 černý jezdec · h8 černý věž · a7 černý pěšec · b7 černý pěšec · c7 černý pěšec · d7 černý pěšec · f7 bílý jezdec · g7 černý pěšec · h7 černý pěšec · e4 černý dáma · f3 černý jezdec · a2 bílý pěšec · b2 bílý pěšec · c2 bílý pěšec · d2 bílý pěšec · e2 bílý střelec · f2 bílý pěšec · h2 bílý pěšec · a1 bílý věž · b1 bílý jezdec · c1 bílý střelec · d1 bílý dáma · e1 bílý král · f1 bílý věž | a8 černý věž · c8 černý střelec · e8 černý král · f8 černý střelec · g8 černý jezdec · h8 černý věž · a7 černý pěšec · b7 černý pěšec · c7 černý pěšec · d7 černý pěšec · f7 bílý jezdec · g7 černý pěšec · h7 černý pěšec · e4 černý dáma · f3 černý jezdec · a2 bílý pěšec · b2 bílý pěšec · c2 bílý pěšec · d2 bílý pěšec · e2 bílý střelec · f2 bílý pěšec · h2 bílý pěšec · a1 bílý věž · b1 bílý jezdec · c1 bílý střelec · d1 bílý dáma · e1 bílý král · f1 bílý věž | a8 černý věž · c8 černý střelec · e8 černý král · f8 černý střelec · g8 černý jezdec · h8 černý věž · a7 černý pěšec · b7 černý pěšec · c7 černý pěšec · d7 černý pěšec · f7 bílý jezdec · g7 černý pěšec · h7 černý pěšec · e4 černý dáma · f3 černý jezdec · a2 bílý pěšec · b2 bílý pěšec · c2 bílý pěšec · d2 bílý pěšec · e2 bílý střelec · f2 bílý pěšec · h2 bílý pěšec · a1 bílý věž · b1 bílý jezdec · c1 bílý střelec · d1 bílý dáma · e1 bílý král · f1 bílý věž | a8 černý věž · c8 černý střelec · e8 černý král · f8 černý střelec · g8 černý jezdec · h8 černý věž · a7 černý pěšec · b7 černý pěšec · c7 černý pěšec · d7 černý pěšec · f7 bílý jezdec · g7 černý pěšec · h7 černý pěšec · e4 černý dáma · f3 černý jezdec · a2 bílý pěšec · b2 bílý pěšec · c2 bílý pěšec · d2 bílý pěšec · e2 bílý střelec · f2 bílý pěšec · h2 bílý pěšec · a1 bílý věž · b1 bílý jezdec · c1 bílý střelec · d1 bílý dáma · e1 bílý král · f1 bílý věž | a8 černý věž · c8 černý střelec · e8 černý král · f8 černý střelec · g8 černý jezdec · h8 černý věž · a7 černý pěšec · b7 černý pěšec · c7 černý pěšec · d7 černý pěšec · f7 bílý jezdec · g7 černý pěšec · h7 černý pěšec · e4 černý dáma · f3 černý jezdec · a2 bílý pěšec · b2 bílý pěšec · c2 bílý pěšec · d2 bílý pěšec · e2 bílý střelec · f2 bílý pěšec · h2 bílý pěšec · a1 bílý věž · b1 bílý jezdec · c1 bílý střelec · d1 bílý dáma · e1 bílý král · f1 bílý věž | 4 |
| 3 | a8 černý věž · c8 černý střelec · e8 černý král · f8 černý střelec · g8 černý jezdec · h8 černý věž · a7 černý pěšec · b7 černý pěšec · c7 černý pěšec · d7 černý pěšec · f7 bílý jezdec · g7 černý pěšec · h7 černý pěšec · e4 černý dáma · f3 černý jezdec · a2 bílý pěšec · b2 bílý pěšec · c2 bílý pěšec · d2 bílý pěšec · e2 bílý střelec · f2 bílý pěšec · h2 bílý pěšec · a1 bílý věž · b1 bílý jezdec · c1 bílý střelec · d1 bílý dáma · e1 bílý král · f1 bílý věž | a8 černý věž · c8 černý střelec · e8 černý král · f8 černý střelec · g8 černý jezdec · h8 černý věž · a7 černý pěšec · b7 černý pěšec · c7 černý pěšec · d7 černý pěšec · f7 bílý jezdec · g7 černý pěšec · h7 černý pěšec · e4 černý dáma · f3 černý jezdec · a2 bílý pěšec · b2 bílý pěšec · c2 bílý pěšec · d2 bílý pěšec · e2 bílý střelec · f2 bílý pěšec · h2 bílý pěšec · a1 bílý věž · b1 bílý jezdec · c1 bílý střelec · d1 bílý dáma · e1 bílý král · f1 bílý věž | a8 černý věž · c8 černý střelec · e8 černý král · f8 černý střelec · g8 černý jezdec · h8 černý věž · a7 černý pěšec · b7 černý pěšec · c7 černý pěšec · d7 černý pěšec · f7 bílý jezdec · g7 černý pěšec · h7 černý pěšec · e4 černý dáma · f3 černý jezdec · a2 bílý pěšec · b2 bílý pěšec · c2 bílý pěšec · d2 bílý pěšec · e2 bílý střelec · f2 bílý pěšec · h2 bílý pěšec · a1 bílý věž · b1 bílý jezdec · c1 bílý střelec · d1 bílý dáma · e1 bílý král · f1 bílý věž | a8 černý věž · c8 černý střelec · e8 černý král · f8 černý střelec · g8 černý jezdec · h8 černý věž · a7 černý pěšec · b7 černý pěšec · c7 černý pěšec · d7 černý pěšec · f7 bílý jezdec · g7 černý pěšec · h7 černý pěšec · e4 černý dáma · f3 černý jezdec · a2 bílý pěšec · b2 bílý pěšec · c2 bílý pěšec · d2 bílý pěšec · e2 bílý střelec · f2 bílý pěšec · h2 bílý pěšec · a1 bílý věž · b1 bílý jezdec · c1 bílý střelec · d1 bílý dáma · e1 bílý král · f1 bílý věž | a8 černý věž · c8 černý střelec · e8 černý král · f8 černý střelec · g8 černý jezdec · h8 černý věž · a7 černý pěšec · b7 černý pěšec · c7 černý pěšec · d7 černý pěšec · f7 bílý jezdec · g7 černý pěšec · h7 černý pěšec · e4 černý dáma · f3 černý jezdec · a2 bílý pěšec · b2 bílý pěšec · c2 bílý pěšec · d2 bílý pěšec · e2 bílý střelec · f2 bílý pěšec · h2 bílý pěšec · a1 bílý věž · b1 bílý jezdec · c1 bílý střelec · d1 bílý dáma · e1 bílý král · f1 bílý věž | a8 černý věž · c8 černý střelec · e8 černý král · f8 černý střelec · g8 černý jezdec · h8 černý věž · a7 černý pěšec · b7 černý pěšec · c7 černý pěšec · d7 černý pěšec · f7 bílý jezdec · g7 černý pěšec · h7 černý pěšec · e4 černý dáma · f3 černý jezdec · a2 bílý pěšec · b2 bílý pěšec · c2 bílý pěšec · d2 bílý pěšec · e2 bílý střelec · f2 bílý pěšec · h2 bílý pěšec · a1 bílý věž · b1 bílý jezdec · c1 bílý střelec · d1 bílý dáma · e1 bílý král · f1 bílý věž | a8 černý věž · c8 černý střelec · e8 černý král · f8 černý střelec · g8 černý jezdec · h8 černý věž · a7 černý pěšec · b7 černý pěšec · c7 černý pěšec · d7 černý pěšec · f7 bílý jezdec · g7 černý pěšec · h7 černý pěšec · e4 černý dáma · f3 černý jezdec · a2 bílý pěšec · b2 bílý pěšec · c2 bílý pěšec · d2 bílý pěšec · e2 bílý střelec · f2 bílý pěšec · h2 bílý pěšec · a1 bílý věž · b1 bílý jezdec · c1 bílý střelec · d1 bílý dáma · e1 bílý král · f1 bílý věž | a8 černý věž · c8 černý střelec · e8 černý král · f8 černý střelec · g8 černý jezdec · h8 černý věž · a7 černý pěšec · b7 černý pěšec · c7 černý pěšec · d7 černý pěšec · f7 bílý jezdec · g7 černý pěšec · h7 černý pěšec · e4 černý dáma · f3 černý jezdec · a2 bílý pěšec · b2 bílý pěšec · c2 bílý pěšec · d2 bílý pěšec · e2 bílý střelec · f2 bílý pěšec · h2 bílý pěšec · a1 bílý věž · b1 bílý jezdec · c1 bílý střelec · d1 bílý dáma · e1 bílý král · f1 bílý věž | 3 |
| 2 | a8 černý věž · c8 černý střelec · e8 černý král · f8 černý střelec · g8 černý jezdec · h8 černý věž · a7 černý pěšec · b7 černý pěšec · c7 černý pěšec · d7 černý pěšec · f7 bílý jezdec · g7 černý pěšec · h7 černý pěšec · e4 černý dáma · f3 černý jezdec · a2 bílý pěšec · b2 bílý pěšec · c2 bílý pěšec · d2 bílý pěšec · e2 bílý střelec · f2 bílý pěšec · h2 bílý pěšec · a1 bílý věž · b1 bílý jezdec · c1 bílý střelec · d1 bílý dáma · e1 bílý král · f1 bílý věž | a8 černý věž · c8 černý střelec · e8 černý král · f8 černý střelec · g8 černý jezdec · h8 černý věž · a7 černý pěšec · b7 černý pěšec · c7 černý pěšec · d7 černý pěšec · f7 bílý jezdec · g7 černý pěšec · h7 černý pěšec · e4 černý dáma · f3 černý jezdec · a2 bílý pěšec · b2 bílý pěšec · c2 bílý pěšec · d2 bílý pěšec · e2 bílý střelec · f2 bílý pěšec · h2 bílý pěšec · a1 bílý věž · b1 bílý jezdec · c1 bílý střelec · d1 bílý dáma · e1 bílý král · f1 bílý věž | a8 černý věž · c8 černý střelec · e8 černý král · f8 černý střelec · g8 černý jezdec · h8 černý věž · a7 černý pěšec · b7 černý pěšec · c7 černý pěšec · d7 černý pěšec · f7 bílý jezdec · g7 černý pěšec · h7 černý pěšec · e4 černý dáma · f3 černý jezdec · a2 bílý pěšec · b2 bílý pěšec · c2 bílý pěšec · d2 bílý pěšec · e2 bílý střelec · f2 bílý pěšec · h2 bílý pěšec · a1 bílý věž · b1 bílý jezdec · c1 bílý střelec · d1 bílý dáma · e1 bílý král · f1 bílý věž | a8 černý věž · c8 černý střelec · e8 černý král · f8 černý střelec · g8 černý jezdec · h8 černý věž · a7 černý pěšec · b7 černý pěšec · c7 černý pěšec · d7 černý pěšec · f7 bílý jezdec · g7 černý pěšec · h7 černý pěšec · e4 černý dáma · f3 černý jezdec · a2 bílý pěšec · b2 bílý pěšec · c2 bílý pěšec · d2 bílý pěšec · e2 bílý střelec · f2 bílý pěšec · h2 bílý pěšec · a1 bílý věž · b1 bílý jezdec · c1 bílý střelec · d1 bílý dáma · e1 bílý král · f1 bílý věž | a8 černý věž · c8 černý střelec · e8 černý král · f8 černý střelec · g8 černý jezdec · h8 černý věž · a7 černý pěšec · b7 černý pěšec · c7 černý pěšec · d7 černý pěšec · f7 bílý jezdec · g7 černý pěšec · h7 černý pěšec · e4 černý dáma · f3 černý jezdec · a2 bílý pěšec · b2 bílý pěšec · c2 bílý pěšec · d2 bílý pěšec · e2 bílý střelec · f2 bílý pěšec · h2 bílý pěšec · a1 bílý věž · b1 bílý jezdec · c1 bílý střelec · d1 bílý dáma · e1 bílý král · f1 bílý věž | a8 černý věž · c8 černý střelec · e8 černý král · f8 černý střelec · g8 černý jezdec · h8 černý věž · a7 černý pěšec · b7 černý pěšec · c7 černý pěšec · d7 černý pěšec · f7 bílý jezdec · g7 černý pěšec · h7 černý pěšec · e4 černý dáma · f3 černý jezdec · a2 bílý pěšec · b2 bílý pěšec · c2 bílý pěšec · d2 bílý pěšec · e2 bílý střelec · f2 bílý pěšec · h2 bílý pěšec · a1 bílý věž · b1 bílý jezdec · c1 bílý střelec · d1 bílý dáma · e1 bílý král · f1 bílý věž | a8 černý věž · c8 černý střelec · e8 černý král · f8 černý střelec · g8 černý jezdec · h8 černý věž · a7 černý pěšec · b7 černý pěšec · c7 černý pěšec · d7 černý pěšec · f7 bílý jezdec · g7 černý pěšec · h7 černý pěšec · e4 černý dáma · f3 černý jezdec · a2 bílý pěšec · b2 bílý pěšec · c2 bílý pěšec · d2 bílý pěšec · e2 bílý střelec · f2 bílý pěšec · h2 bílý pěšec · a1 bílý věž · b1 bílý jezdec · c1 bílý střelec · d1 bílý dáma · e1 bílý král · f1 bílý věž | a8 černý věž · c8 černý střelec · e8 černý král · f8 černý střelec · g8 černý jezdec · h8 černý věž · a7 černý pěšec · b7 černý pěšec · c7 černý pěšec · d7 černý pěšec · f7 bílý jezdec · g7 černý pěšec · h7 černý pěšec · e4 černý dáma · f3 černý jezdec · a2 bílý pěšec · b2 bílý pěšec · c2 bílý pěšec · d2 bílý pěšec · e2 bílý střelec · f2 bílý pěšec · h2 bílý pěšec · a1 bílý věž · b1 bílý jezdec · c1 bílý střelec · d1 bílý dáma · e1 bílý král · f1 bílý věž | 2 |
| 1 | a8 černý věž · c8 černý střelec · e8 černý král · f8 černý střelec · g8 černý jezdec · h8 černý věž · a7 černý pěšec · b7 černý pěšec · c7 černý pěšec · d7 černý pěšec · f7 bílý jezdec · g7 černý pěšec · h7 černý pěšec · e4 černý dáma · f3 černý jezdec · a2 bílý pěšec · b2 bílý pěšec · c2 bílý pěšec · d2 bílý pěšec · e2 bílý střelec · f2 bílý pěšec · h2 bílý pěšec · a1 bílý věž · b1 bílý jezdec · c1 bílý střelec · d1 bílý dáma · e1 bílý král · f1 bílý věž | a8 černý věž · c8 černý střelec · e8 černý král · f8 černý střelec · g8 černý jezdec · h8 černý věž · a7 černý pěšec · b7 černý pěšec · c7 černý pěšec · d7 černý pěšec · f7 bílý jezdec · g7 černý pěšec · h7 černý pěšec · e4 černý dáma · f3 černý jezdec · a2 bílý pěšec · b2 bílý pěšec · c2 bílý pěšec · d2 bílý pěšec · e2 bílý střelec · f2 bílý pěšec · h2 bílý pěšec · a1 bílý věž · b1 bílý jezdec · c1 bílý střelec · d1 bílý dáma · e1 bílý král · f1 bílý věž | a8 černý věž · c8 černý střelec · e8 černý král · f8 černý střelec · g8 černý jezdec · h8 černý věž · a7 černý pěšec · b7 černý pěšec · c7 černý pěšec · d7 černý pěšec · f7 bílý jezdec · g7 černý pěšec · h7 černý pěšec · e4 černý dáma · f3 černý jezdec · a2 bílý pěšec · b2 bílý pěšec · c2 bílý pěšec · d2 bílý pěšec · e2 bílý střelec · f2 bílý pěšec · h2 bílý pěšec · a1 bílý věž · b1 bílý jezdec · c1 bílý střelec · d1 bílý dáma · e1 bílý král · f1 bílý věž | a8 černý věž · c8 černý střelec · e8 černý král · f8 černý střelec · g8 černý jezdec · h8 černý věž · a7 černý pěšec · b7 černý pěšec · c7 černý pěšec · d7 černý pěšec · f7 bílý jezdec · g7 černý pěšec · h7 černý pěšec · e4 černý dáma · f3 černý jezdec · a2 bílý pěšec · b2 bílý pěšec · c2 bílý pěšec · d2 bílý pěšec · e2 bílý střelec · f2 bílý pěšec · h2 bílý pěšec · a1 bílý věž · b1 bílý jezdec · c1 bílý střelec · d1 bílý dáma · e1 bílý král · f1 bílý věž | a8 černý věž · c8 černý střelec · e8 černý král · f8 černý střelec · g8 černý jezdec · h8 černý věž · a7 černý pěšec · b7 černý pěšec · c7 černý pěšec · d7 černý pěšec · f7 bílý jezdec · g7 černý pěšec · h7 černý pěšec · e4 černý dáma · f3 černý jezdec · a2 bílý pěšec · b2 bílý pěšec · c2 bílý pěšec · d2 bílý pěšec · e2 bílý střelec · f2 bílý pěšec · h2 bílý pěšec · a1 bílý věž · b1 bílý jezdec · c1 bílý střelec · d1 bílý dáma · e1 bílý král · f1 bílý věž | a8 černý věž · c8 černý střelec · e8 černý král · f8 černý střelec · g8 černý jezdec · h8 černý věž · a7 černý pěšec · b7 černý pěšec · c7 černý pěšec · d7 černý pěšec · f7 bílý jezdec · g7 černý pěšec · h7 černý pěšec · e4 černý dáma · f3 černý jezdec · a2 bílý pěšec · b2 bílý pěšec · c2 bílý pěšec · d2 bílý pěšec · e2 bílý střelec · f2 bílý pěšec · h2 bílý pěšec · a1 bílý věž · b1 bílý jezdec · c1 bílý střelec · d1 bílý dáma · e1 bílý král · f1 bílý věž | a8 černý věž · c8 černý střelec · e8 černý král · f8 černý střelec · g8 černý jezdec · h8 černý věž · a7 černý pěšec · b7 černý pěšec · c7 černý pěšec · d7 černý pěšec · f7 bílý jezdec · g7 černý pěšec · h7 černý pěšec · e4 černý dáma · f3 černý jezdec · a2 bílý pěšec · b2 bílý pěšec · c2 bílý pěšec · d2 bílý pěšec · e2 bílý střelec · f2 bílý pěšec · h2 bílý pěšec · a1 bílý věž · b1 bílý jezdec · c1 bílý střelec · d1 bílý dáma · e1 bílý král · f1 bílý věž | a8 černý věž · c8 černý střelec · e8 černý král · f8 černý střelec · g8 černý jezdec · h8 černý věž · a7 černý pěšec · b7 černý pěšec · c7 černý pěšec · d7 černý pěšec · f7 bílý jezdec · g7 černý pěšec · h7 černý pěšec · e4 černý dáma · f3 černý jezdec · a2 bílý pěšec · b2 bílý pěšec · c2 bílý pěšec · d2 bílý pěšec · e2 bílý střelec · f2 bílý pěšec · h2 bílý pěšec · a1 bílý věž · b1 bílý jezdec · c1 bílý střelec · d1 bílý dáma · e1 bílý král · f1 bílý věž | 1 |
|   | a | b | c | d | e | f | g | h |   |

Někdy lze dušeného matu dosáhnout již v počáteční fázi partie. Jednou z těchto partií je v tomto směru známá léčka v tzv. budapešťském gambitu (obr. vlevo): 1.d4 Jf6 2.c4 e5 3.dxe5 Jg4 4.Sf4 Jc6 5.Jf3 Sb4+ 6.Jbd2 De7 7.a3 Jgxe5! 8.axb4?? Jd3#. Šachujícího jezdce na d3 nelze sebrat, protože by se bílý král vystavil šachu od dámy na e7 − jedná se tedy o mat. Podobných léček v zahájení založené na motivu dušeného matu je nicméně známo více.
Dalším známým příkladem dušeného matu v zahájení je tzv. Blackburnův šilinkový mat (obr. vpravo). Blackburne jím totiž zmatoval amatéra v partii, v níž se hrálo o šilink (šachoví mistři si partiemi s amatéry dříve běžně přivydělávali): 1.e4 e5 2.Jf3 Jc6 3.Sc4 Jd4?! 4.Jxe5!? Dg5! 5.Jxf7?? Dxg2 6.Vf1 Dxe4+ 7.Se2 Jf3#
Podobně je také známá léčka v Caro-Kannově obraně: 1.e4 c6 2.d4 d5 3.Jc3 dxe4 4.Jxe4 Jd7 5.De2!? Jgf6?? 6.Jd6#. Tato léčka si vyžádala mnoho obětí, přesto první zaznamenaný případ je z partie Aljechin - Čtyři amatéři, Simultánka, Palma de Mallorca 1935.

## Některé vybrané partie končící dušeným matem, nebo k němu směřující
Ed. Lasker−Horowitz, New York 1946:
1.d4 Jf6 2.Jf3 d5 3.e3 c5 4.c4 cxd4 5.Jxd4 e5 6.Jf3 Jc6 7.Jc3 d4 8.exd4 exd4 9.Jb5 Sb4+ 10.Sd2 0-0 11.Sxb4 Jxb4 12.Jbxd4 Da5 13.Jd2 De5+ 14.Je2 Jd3#.
Unzicker−Sarapu, Siegen, Olympiáda 1970:
1.e4 c5 2.Jf3 Jf6 3.e5 Jd5 4.Jc3 e6 5.Jxd5 exd5 6.d4 Jc6 7.dxc5 Sxc5 8.Dxd5 Db6 9.Sc4 Sxf2+ 10.Ke2 O-O 11.Vf1 Sc5 12.Jg5 Jd4+ 13.Kd1 Je6 14.Je4 d6 15.exd6 Sxd6?? 16.Jxd6 Vd8 17.Sf4! Jxf4? 18.Dxf7+ Kh8 19.Dg8+! Sarapu zde vzdal po zvážení dalších tahů: 19...Rxg8 20.Nf7#
MacConell Sr.−Morphy, New Orleans
1. e4 e5 2. f4 exf4 3. Jf3 g5 4. Sc4 Sg7 5. d3 h6 6. O-O Jf6 7. c3 b5 8. Sxb5 c6 9. Sc4 d5 10. exd5 cxd5 11. De2+ Se6 12. Sb3 O-O 13. d4 Je4 14. Sc2 f5 15. Jbd2 Jc6 16. c4 Sxd4+ 17. Jxd4 Jxd4 18. Dd3 Db6 19. Kh1 Jxc2 20. Dxc2 Jf2+ 21.
Kg1 Jh3+ 22. Kh1 Dg1+ 23. Vxg1 Jf2# 0-1
Pal Benko−Israel Horowitz, New York, 1968
1. c4 c6 2. Jf3 d5 3. b3 Jf6 4. g3 e6 5. Sg2 Se7 6. O-O O-O 7. Sb2 a5 8. a3 c5 9. cxd5 exd5 10. d4 Ja6 11. Jc3 Sf5 12. Je5 cxd4 13. Dxd4 Jc5 14. Jxd5 Jxb3 15. Df4 Jxd5 16. Dxf5 Jxa1 17. Jxf7 Dc8 18. Jh6+ Kh8 19. Dxd5 Jc2? 20. Dg8+!! a černý se vzdal před matem 20...Vxg8 21. Jf7# 1-0
|   | a | b | c | d | e | f | g | h |   |
| 8 | a8 černý věž · c8 černý střelec · f8 černý věž · g8 černý král · a7 černý pěšec · b7 černý pěšec · f7 černý pěšec · g7 černý pěšec · h7 černý pěšec · f6 černý jezdec · e5 černý dáma · c4 bílý pěšec · d3 černý jezdec · a2 bílý pěšec · b2 bílý pěšec · d2 bílý jezdec · e2 bílý jezdec · f2 bílý pěšec · g2 bílý pěšec · h2 bílý pěšec · a1 bílý věž · d1 bílý dáma · e1 bílý král · f1 bílý střelec · h1 bílý věž | a8 černý věž · c8 černý střelec · f8 černý věž · g8 černý král · a7 černý pěšec · b7 černý pěšec · f7 černý pěšec · g7 černý pěšec · h7 černý pěšec · f6 černý jezdec · e5 černý dáma · c4 bílý pěšec · d3 černý jezdec · a2 bílý pěšec · b2 bílý pěšec · d2 bílý jezdec · e2 bílý jezdec · f2 bílý pěšec · g2 bílý pěšec · h2 bílý pěšec · a1 bílý věž · d1 bílý dáma · e1 bílý král · f1 bílý střelec · h1 bílý věž | a8 černý věž · c8 černý střelec · f8 černý věž · g8 černý král · a7 černý pěšec · b7 černý pěšec · f7 černý pěšec · g7 černý pěšec · h7 černý pěšec · f6 černý jezdec · e5 černý dáma · c4 bílý pěšec · d3 černý jezdec · a2 bílý pěšec · b2 bílý pěšec · d2 bílý jezdec · e2 bílý jezdec · f2 bílý pěšec · g2 bílý pěšec · h2 bílý pěšec · a1 bílý věž · d1 bílý dáma · e1 bílý král · f1 bílý střelec · h1 bílý věž | a8 černý věž · c8 černý střelec · f8 černý věž · g8 černý král · a7 černý pěšec · b7 černý pěšec · f7 černý pěšec · g7 černý pěšec · h7 černý pěšec · f6 černý jezdec · e5 černý dáma · c4 bílý pěšec · d3 černý jezdec · a2 bílý pěšec · b2 bílý pěšec · d2 bílý jezdec · e2 bílý jezdec · f2 bílý pěšec · g2 bílý pěšec · h2 bílý pěšec · a1 bílý věž · d1 bílý dáma · e1 bílý král · f1 bílý střelec · h1 bílý věž | a8 černý věž · c8 černý střelec · f8 černý věž · g8 černý král · a7 černý pěšec · b7 černý pěšec · f7 černý pěšec · g7 černý pěšec · h7 černý pěšec · f6 černý jezdec · e5 černý dáma · c4 bílý pěšec · d3 černý jezdec · a2 bílý pěšec · b2 bílý pěšec · d2 bílý jezdec · e2 bílý jezdec · f2 bílý pěšec · g2 bílý pěšec · h2 bílý pěšec · a1 bílý věž · d1 bílý dáma · e1 bílý král · f1 bílý střelec · h1 bílý věž | a8 černý věž · c8 černý střelec · f8 černý věž · g8 černý král · a7 černý pěšec · b7 černý pěšec · f7 černý pěšec · g7 černý pěšec · h7 černý pěšec · f6 černý jezdec · e5 černý dáma · c4 bílý pěšec · d3 černý jezdec · a2 bílý pěšec · b2 bílý pěšec · d2 bílý jezdec · e2 bílý jezdec · f2 bílý pěšec · g2 bílý pěšec · h2 bílý pěšec · a1 bílý věž · d1 bílý dáma · e1 bílý král · f1 bílý střelec · h1 bílý věž | a8 černý věž · c8 černý střelec · f8 černý věž · g8 černý král · a7 černý pěšec · b7 černý pěšec · f7 černý pěšec · g7 černý pěšec · h7 černý pěšec · f6 černý jezdec · e5 černý dáma · c4 bílý pěšec · d3 černý jezdec · a2 bílý pěšec · b2 bílý pěšec · d2 bílý jezdec · e2 bílý jezdec · f2 bílý pěšec · g2 bílý pěšec · h2 bílý pěšec · a1 bílý věž · d1 bílý dáma · e1 bílý král · f1 bílý střelec · h1 bílý věž | a8 černý věž · c8 černý střelec · f8 černý věž · g8 černý král · a7 černý pěšec · b7 černý pěšec · f7 černý pěšec · g7 černý pěšec · h7 černý pěšec · f6 černý jezdec · e5 černý dáma · c4 bílý pěšec · d3 černý jezdec · a2 bílý pěšec · b2 bílý pěšec · d2 bílý jezdec · e2 bílý jezdec · f2 bílý pěšec · g2 bílý pěšec · h2 bílý pěšec · a1 bílý věž · d1 bílý dáma · e1 bílý král · f1 bílý střelec · h1 bílý věž | 8 |
| 7 | a8 černý věž · c8 černý střelec · f8 černý věž · g8 černý král · a7 černý pěšec · b7 černý pěšec · f7 černý pěšec · g7 černý pěšec · h7 černý pěšec · f6 černý jezdec · e5 černý dáma · c4 bílý pěšec · d3 černý jezdec · a2 bílý pěšec · b2 bílý pěšec · d2 bílý jezdec · e2 bílý jezdec · f2 bílý pěšec · g2 bílý pěšec · h2 bílý pěšec · a1 bílý věž · d1 bílý dáma · e1 bílý král · f1 bílý střelec · h1 bílý věž | a8 černý věž · c8 černý střelec · f8 černý věž · g8 černý král · a7 černý pěšec · b7 černý pěšec · f7 černý pěšec · g7 černý pěšec · h7 černý pěšec · f6 černý jezdec · e5 černý dáma · c4 bílý pěšec · d3 černý jezdec · a2 bílý pěšec · b2 bílý pěšec · d2 bílý jezdec · e2 bílý jezdec · f2 bílý pěšec · g2 bílý pěšec · h2 bílý pěšec · a1 bílý věž · d1 bílý dáma · e1 bílý král · f1 bílý střelec · h1 bílý věž | a8 černý věž · c8 černý střelec · f8 černý věž · g8 černý král · a7 černý pěšec · b7 černý pěšec · f7 černý pěšec · g7 černý pěšec · h7 černý pěšec · f6 černý jezdec · e5 černý dáma · c4 bílý pěšec · d3 černý jezdec · a2 bílý pěšec · b2 bílý pěšec · d2 bílý jezdec · e2 bílý jezdec · f2 bílý pěšec · g2 bílý pěšec · h2 bílý pěšec · a1 bílý věž · d1 bílý dáma · e1 bílý král · f1 bílý střelec · h1 bílý věž | a8 černý věž · c8 černý střelec · f8 černý věž · g8 černý král · a7 černý pěšec · b7 černý pěšec · f7 černý pěšec · g7 černý pěšec · h7 černý pěšec · f6 černý jezdec · e5 černý dáma · c4 bílý pěšec · d3 černý jezdec · a2 bílý pěšec · b2 bílý pěšec · d2 bílý jezdec · e2 bílý jezdec · f2 bílý pěšec · g2 bílý pěšec · h2 bílý pěšec · a1 bílý věž · d1 bílý dáma · e1 bílý král · f1 bílý střelec · h1 bílý věž | a8 černý věž · c8 černý střelec · f8 černý věž · g8 černý král · a7 černý pěšec · b7 černý pěšec · f7 černý pěšec · g7 černý pěšec · h7 černý pěšec · f6 černý jezdec · e5 černý dáma · c4 bílý pěšec · d3 černý jezdec · a2 bílý pěšec · b2 bílý pěšec · d2 bílý jezdec · e2 bílý jezdec · f2 bílý pěšec · g2 bílý pěšec · h2 bílý pěšec · a1 bílý věž · d1 bílý dáma · e1 bílý král · f1 bílý střelec · h1 bílý věž | a8 černý věž · c8 černý střelec · f8 černý věž · g8 černý král · a7 černý pěšec · b7 černý pěšec · f7 černý pěšec · g7 černý pěšec · h7 černý pěšec · f6 černý jezdec · e5 černý dáma · c4 bílý pěšec · d3 černý jezdec · a2 bílý pěšec · b2 bílý pěšec · d2 bílý jezdec · e2 bílý jezdec · f2 bílý pěšec · g2 bílý pěšec · h2 bílý pěšec · a1 bílý věž · d1 bílý dáma · e1 bílý král · f1 bílý střelec · h1 bílý věž | a8 černý věž · c8 černý střelec · f8 černý věž · g8 černý král · a7 černý pěšec · b7 černý pěšec · f7 černý pěšec · g7 černý pěšec · h7 černý pěšec · f6 černý jezdec · e5 černý dáma · c4 bílý pěšec · d3 černý jezdec · a2 bílý pěšec · b2 bílý pěšec · d2 bílý jezdec · e2 bílý jezdec · f2 bílý pěšec · g2 bílý pěšec · h2 bílý pěšec · a1 bílý věž · d1 bílý dáma · e1 bílý král · f1 bílý střelec · h1 bílý věž | a8 černý věž · c8 černý střelec · f8 černý věž · g8 černý král · a7 černý pěšec · b7 černý pěšec · f7 černý pěšec · g7 černý pěšec · h7 černý pěšec · f6 černý jezdec · e5 černý dáma · c4 bílý pěšec · d3 černý jezdec · a2 bílý pěšec · b2 bílý pěšec · d2 bílý jezdec · e2 bílý jezdec · f2 bílý pěšec · g2 bílý pěšec · h2 bílý pěšec · a1 bílý věž · d1 bílý dáma · e1 bílý král · f1 bílý střelec · h1 bílý věž | 7 |
| 6 | a8 černý věž · c8 černý střelec · f8 černý věž · g8 černý král · a7 černý pěšec · b7 černý pěšec · f7 černý pěšec · g7 černý pěšec · h7 černý pěšec · f6 černý jezdec · e5 černý dáma · c4 bílý pěšec · d3 černý jezdec · a2 bílý pěšec · b2 bílý pěšec · d2 bílý jezdec · e2 bílý jezdec · f2 bílý pěšec · g2 bílý pěšec · h2 bílý pěšec · a1 bílý věž · d1 bílý dáma · e1 bílý král · f1 bílý střelec · h1 bílý věž | a8 černý věž · c8 černý střelec · f8 černý věž · g8 černý král · a7 černý pěšec · b7 černý pěšec · f7 černý pěšec · g7 černý pěšec · h7 černý pěšec · f6 černý jezdec · e5 černý dáma · c4 bílý pěšec · d3 černý jezdec · a2 bílý pěšec · b2 bílý pěšec · d2 bílý jezdec · e2 bílý jezdec · f2 bílý pěšec · g2 bílý pěšec · h2 bílý pěšec · a1 bílý věž · d1 bílý dáma · e1 bílý král · f1 bílý střelec · h1 bílý věž | a8 černý věž · c8 černý střelec · f8 černý věž · g8 černý král · a7 černý pěšec · b7 černý pěšec · f7 černý pěšec · g7 černý pěšec · h7 černý pěšec · f6 černý jezdec · e5 černý dáma · c4 bílý pěšec · d3 černý jezdec · a2 bílý pěšec · b2 bílý pěšec · d2 bílý jezdec · e2 bílý jezdec · f2 bílý pěšec · g2 bílý pěšec · h2 bílý pěšec · a1 bílý věž · d1 bílý dáma · e1 bílý král · f1 bílý střelec · h1 bílý věž | a8 černý věž · c8 černý střelec · f8 černý věž · g8 černý král · a7 černý pěšec · b7 černý pěšec · f7 černý pěšec · g7 černý pěšec · h7 černý pěšec · f6 černý jezdec · e5 černý dáma · c4 bílý pěšec · d3 černý jezdec · a2 bílý pěšec · b2 bílý pěšec · d2 bílý jezdec · e2 bílý jezdec · f2 bílý pěšec · g2 bílý pěšec · h2 bílý pěšec · a1 bílý věž · d1 bílý dáma · e1 bílý král · f1 bílý střelec · h1 bílý věž | a8 černý věž · c8 černý střelec · f8 černý věž · g8 černý král · a7 černý pěšec · b7 černý pěšec · f7 černý pěšec · g7 černý pěšec · h7 černý pěšec · f6 černý jezdec · e5 černý dáma · c4 bílý pěšec · d3 černý jezdec · a2 bílý pěšec · b2 bílý pěšec · d2 bílý jezdec · e2 bílý jezdec · f2 bílý pěšec · g2 bílý pěšec · h2 bílý pěšec · a1 bílý věž · d1 bílý dáma · e1 bílý král · f1 bílý střelec · h1 bílý věž | a8 černý věž · c8 černý střelec · f8 černý věž · g8 černý král · a7 černý pěšec · b7 černý pěšec · f7 černý pěšec · g7 černý pěšec · h7 černý pěšec · f6 černý jezdec · e5 černý dáma · c4 bílý pěšec · d3 černý jezdec · a2 bílý pěšec · b2 bílý pěšec · d2 bílý jezdec · e2 bílý jezdec · f2 bílý pěšec · g2 bílý pěšec · h2 bílý pěšec · a1 bílý věž · d1 bílý dáma · e1 bílý král · f1 bílý střelec · h1 bílý věž | a8 černý věž · c8 černý střelec · f8 černý věž · g8 černý král · a7 černý pěšec · b7 černý pěšec · f7 černý pěšec · g7 černý pěšec · h7 černý pěšec · f6 černý jezdec · e5 černý dáma · c4 bílý pěšec · d3 černý jezdec · a2 bílý pěšec · b2 bílý pěšec · d2 bílý jezdec · e2 bílý jezdec · f2 bílý pěšec · g2 bílý pěšec · h2 bílý pěšec · a1 bílý věž · d1 bílý dáma · e1 bílý král · f1 bílý střelec · h1 bílý věž | a8 černý věž · c8 černý střelec · f8 černý věž · g8 černý král · a7 černý pěšec · b7 černý pěšec · f7 černý pěšec · g7 černý pěšec · h7 černý pěšec · f6 černý jezdec · e5 černý dáma · c4 bílý pěšec · d3 černý jezdec · a2 bílý pěšec · b2 bílý pěšec · d2 bílý jezdec · e2 bílý jezdec · f2 bílý pěšec · g2 bílý pěšec · h2 bílý pěšec · a1 bílý věž · d1 bílý dáma · e1 bílý král · f1 bílý střelec · h1 bílý věž | 6 |
| 5 | a8 černý věž · c8 černý střelec · f8 černý věž · g8 černý král · a7 černý pěšec · b7 černý pěšec · f7 černý pěšec · g7 černý pěšec · h7 černý pěšec · f6 černý jezdec · e5 černý dáma · c4 bílý pěšec · d3 černý jezdec · a2 bílý pěšec · b2 bílý pěšec · d2 bílý jezdec · e2 bílý jezdec · f2 bílý pěšec · g2 bílý pěšec · h2 bílý pěšec · a1 bílý věž · d1 bílý dáma · e1 bílý král · f1 bílý střelec · h1 bílý věž | a8 černý věž · c8 černý střelec · f8 černý věž · g8 černý král · a7 černý pěšec · b7 černý pěšec · f7 černý pěšec · g7 černý pěšec · h7 černý pěšec · f6 černý jezdec · e5 černý dáma · c4 bílý pěšec · d3 černý jezdec · a2 bílý pěšec · b2 bílý pěšec · d2 bílý jezdec · e2 bílý jezdec · f2 bílý pěšec · g2 bílý pěšec · h2 bílý pěšec · a1 bílý věž · d1 bílý dáma · e1 bílý král · f1 bílý střelec · h1 bílý věž | a8 černý věž · c8 černý střelec · f8 černý věž · g8 černý král · a7 černý pěšec · b7 černý pěšec · f7 černý pěšec · g7 černý pěšec · h7 černý pěšec · f6 černý jezdec · e5 černý dáma · c4 bílý pěšec · d3 černý jezdec · a2 bílý pěšec · b2 bílý pěšec · d2 bílý jezdec · e2 bílý jezdec · f2 bílý pěšec · g2 bílý pěšec · h2 bílý pěšec · a1 bílý věž · d1 bílý dáma · e1 bílý král · f1 bílý střelec · h1 bílý věž | a8 černý věž · c8 černý střelec · f8 černý věž · g8 černý král · a7 černý pěšec · b7 černý pěšec · f7 černý pěšec · g7 černý pěšec · h7 černý pěšec · f6 černý jezdec · e5 černý dáma · c4 bílý pěšec · d3 černý jezdec · a2 bílý pěšec · b2 bílý pěšec · d2 bílý jezdec · e2 bílý jezdec · f2 bílý pěšec · g2 bílý pěšec · h2 bílý pěšec · a1 bílý věž · d1 bílý dáma · e1 bílý král · f1 bílý střelec · h1 bílý věž | a8 černý věž · c8 černý střelec · f8 černý věž · g8 černý král · a7 černý pěšec · b7 černý pěšec · f7 černý pěšec · g7 černý pěšec · h7 černý pěšec · f6 černý jezdec · e5 černý dáma · c4 bílý pěšec · d3 černý jezdec · a2 bílý pěšec · b2 bílý pěšec · d2 bílý jezdec · e2 bílý jezdec · f2 bílý pěšec · g2 bílý pěšec · h2 bílý pěšec · a1 bílý věž · d1 bílý dáma · e1 bílý král · f1 bílý střelec · h1 bílý věž | a8 černý věž · c8 černý střelec · f8 černý věž · g8 černý král · a7 černý pěšec · b7 černý pěšec · f7 černý pěšec · g7 černý pěšec · h7 černý pěšec · f6 černý jezdec · e5 černý dáma · c4 bílý pěšec · d3 černý jezdec · a2 bílý pěšec · b2 bílý pěšec · d2 bílý jezdec · e2 bílý jezdec · f2 bílý pěšec · g2 bílý pěšec · h2 bílý pěšec · a1 bílý věž · d1 bílý dáma · e1 bílý král · f1 bílý střelec · h1 bílý věž | a8 černý věž · c8 černý střelec · f8 černý věž · g8 černý král · a7 černý pěšec · b7 černý pěšec · f7 černý pěšec · g7 černý pěšec · h7 černý pěšec · f6 černý jezdec · e5 černý dáma · c4 bílý pěšec · d3 černý jezdec · a2 bílý pěšec · b2 bílý pěšec · d2 bílý jezdec · e2 bílý jezdec · f2 bílý pěšec · g2 bílý pěšec · h2 bílý pěšec · a1 bílý věž · d1 bílý dáma · e1 bílý král · f1 bílý střelec · h1 bílý věž | a8 černý věž · c8 černý střelec · f8 černý věž · g8 černý král · a7 černý pěšec · b7 černý pěšec · f7 černý pěšec · g7 černý pěšec · h7 černý pěšec · f6 černý jezdec · e5 černý dáma · c4 bílý pěšec · d3 černý jezdec · a2 bílý pěšec · b2 bílý pěšec · d2 bílý jezdec · e2 bílý jezdec · f2 bílý pěšec · g2 bílý pěšec · h2 bílý pěšec · a1 bílý věž · d1 bílý dáma · e1 bílý král · f1 bílý střelec · h1 bílý věž | 5 |
| 4 | a8 černý věž · c8 černý střelec · f8 černý věž · g8 černý král · a7 černý pěšec · b7 černý pěšec · f7 černý pěšec · g7 černý pěšec · h7 černý pěšec · f6 černý jezdec · e5 černý dáma · c4 bílý pěšec · d3 černý jezdec · a2 bílý pěšec · b2 bílý pěšec · d2 bílý jezdec · e2 bílý jezdec · f2 bílý pěšec · g2 bílý pěšec · h2 bílý pěšec · a1 bílý věž · d1 bílý dáma · e1 bílý král · f1 bílý střelec · h1 bílý věž | a8 černý věž · c8 černý střelec · f8 černý věž · g8 černý král · a7 černý pěšec · b7 černý pěšec · f7 černý pěšec · g7 černý pěšec · h7 černý pěšec · f6 černý jezdec · e5 černý dáma · c4 bílý pěšec · d3 černý jezdec · a2 bílý pěšec · b2 bílý pěšec · d2 bílý jezdec · e2 bílý jezdec · f2 bílý pěšec · g2 bílý pěšec · h2 bílý pěšec · a1 bílý věž · d1 bílý dáma · e1 bílý král · f1 bílý střelec · h1 bílý věž | a8 černý věž · c8 černý střelec · f8 černý věž · g8 černý král · a7 černý pěšec · b7 černý pěšec · f7 černý pěšec · g7 černý pěšec · h7 černý pěšec · f6 černý jezdec · e5 černý dáma · c4 bílý pěšec · d3 černý jezdec · a2 bílý pěšec · b2 bílý pěšec · d2 bílý jezdec · e2 bílý jezdec · f2 bílý pěšec · g2 bílý pěšec · h2 bílý pěšec · a1 bílý věž · d1 bílý dáma · e1 bílý král · f1 bílý střelec · h1 bílý věž | a8 černý věž · c8 černý střelec · f8 černý věž · g8 černý král · a7 černý pěšec · b7 černý pěšec · f7 černý pěšec · g7 černý pěšec · h7 černý pěšec · f6 černý jezdec · e5 černý dáma · c4 bílý pěšec · d3 černý jezdec · a2 bílý pěšec · b2 bílý pěšec · d2 bílý jezdec · e2 bílý jezdec · f2 bílý pěšec · g2 bílý pěšec · h2 bílý pěšec · a1 bílý věž · d1 bílý dáma · e1 bílý král · f1 bílý střelec · h1 bílý věž | a8 černý věž · c8 černý střelec · f8 černý věž · g8 černý král · a7 černý pěšec · b7 černý pěšec · f7 černý pěšec · g7 černý pěšec · h7 černý pěšec · f6 černý jezdec · e5 černý dáma · c4 bílý pěšec · d3 černý jezdec · a2 bílý pěšec · b2 bílý pěšec · d2 bílý jezdec · e2 bílý jezdec · f2 bílý pěšec · g2 bílý pěšec · h2 bílý pěšec · a1 bílý věž · d1 bílý dáma · e1 bílý král · f1 bílý střelec · h1 bílý věž | a8 černý věž · c8 černý střelec · f8 černý věž · g8 černý král · a7 černý pěšec · b7 černý pěšec · f7 černý pěšec · g7 černý pěšec · h7 černý pěšec · f6 černý jezdec · e5 černý dáma · c4 bílý pěšec · d3 černý jezdec · a2 bílý pěšec · b2 bílý pěšec · d2 bílý jezdec · e2 bílý jezdec · f2 bílý pěšec · g2 bílý pěšec · h2 bílý pěšec · a1 bílý věž · d1 bílý dáma · e1 bílý král · f1 bílý střelec · h1 bílý věž | a8 černý věž · c8 černý střelec · f8 černý věž · g8 černý král · a7 černý pěšec · b7 černý pěšec · f7 černý pěšec · g7 černý pěšec · h7 černý pěšec · f6 černý jezdec · e5 černý dáma · c4 bílý pěšec · d3 černý jezdec · a2 bílý pěšec · b2 bílý pěšec · d2 bílý jezdec · e2 bílý jezdec · f2 bílý pěšec · g2 bílý pěšec · h2 bílý pěšec · a1 bílý věž · d1 bílý dáma · e1 bílý král · f1 bílý střelec · h1 bílý věž | a8 černý věž · c8 černý střelec · f8 černý věž · g8 černý král · a7 černý pěšec · b7 černý pěšec · f7 černý pěšec · g7 černý pěšec · h7 černý pěšec · f6 černý jezdec · e5 černý dáma · c4 bílý pěšec · d3 černý jezdec · a2 bílý pěšec · b2 bílý pěšec · d2 bílý jezdec · e2 bílý jezdec · f2 bílý pěšec · g2 bílý pěšec · h2 bílý pěšec · a1 bílý věž · d1 bílý dáma · e1 bílý král · f1 bílý střelec · h1 bílý věž | 4 |
| 3 | a8 černý věž · c8 černý střelec · f8 černý věž · g8 černý král · a7 černý pěšec · b7 černý pěšec · f7 černý pěšec · g7 černý pěšec · h7 černý pěšec · f6 černý jezdec · e5 černý dáma · c4 bílý pěšec · d3 černý jezdec · a2 bílý pěšec · b2 bílý pěšec · d2 bílý jezdec · e2 bílý jezdec · f2 bílý pěšec · g2 bílý pěšec · h2 bílý pěšec · a1 bílý věž · d1 bílý dáma · e1 bílý král · f1 bílý střelec · h1 bílý věž | a8 černý věž · c8 černý střelec · f8 černý věž · g8 černý král · a7 černý pěšec · b7 černý pěšec · f7 černý pěšec · g7 černý pěšec · h7 černý pěšec · f6 černý jezdec · e5 černý dáma · c4 bílý pěšec · d3 černý jezdec · a2 bílý pěšec · b2 bílý pěšec · d2 bílý jezdec · e2 bílý jezdec · f2 bílý pěšec · g2 bílý pěšec · h2 bílý pěšec · a1 bílý věž · d1 bílý dáma · e1 bílý král · f1 bílý střelec · h1 bílý věž | a8 černý věž · c8 černý střelec · f8 černý věž · g8 černý král · a7 černý pěšec · b7 černý pěšec · f7 černý pěšec · g7 černý pěšec · h7 černý pěšec · f6 černý jezdec · e5 černý dáma · c4 bílý pěšec · d3 černý jezdec · a2 bílý pěšec · b2 bílý pěšec · d2 bílý jezdec · e2 bílý jezdec · f2 bílý pěšec · g2 bílý pěšec · h2 bílý pěšec · a1 bílý věž · d1 bílý dáma · e1 bílý král · f1 bílý střelec · h1 bílý věž | a8 černý věž · c8 černý střelec · f8 černý věž · g8 černý král · a7 černý pěšec · b7 černý pěšec · f7 černý pěšec · g7 černý pěšec · h7 černý pěšec · f6 černý jezdec · e5 černý dáma · c4 bílý pěšec · d3 černý jezdec · a2 bílý pěšec · b2 bílý pěšec · d2 bílý jezdec · e2 bílý jezdec · f2 bílý pěšec · g2 bílý pěšec · h2 bílý pěšec · a1 bílý věž · d1 bílý dáma · e1 bílý král · f1 bílý střelec · h1 bílý věž | a8 černý věž · c8 černý střelec · f8 černý věž · g8 černý král · a7 černý pěšec · b7 černý pěšec · f7 černý pěšec · g7 černý pěšec · h7 černý pěšec · f6 černý jezdec · e5 černý dáma · c4 bílý pěšec · d3 černý jezdec · a2 bílý pěšec · b2 bílý pěšec · d2 bílý jezdec · e2 bílý jezdec · f2 bílý pěšec · g2 bílý pěšec · h2 bílý pěšec · a1 bílý věž · d1 bílý dáma · e1 bílý král · f1 bílý střelec · h1 bílý věž | a8 černý věž · c8 černý střelec · f8 černý věž · g8 černý král · a7 černý pěšec · b7 černý pěšec · f7 černý pěšec · g7 černý pěšec · h7 černý pěšec · f6 černý jezdec · e5 černý dáma · c4 bílý pěšec · d3 černý jezdec · a2 bílý pěšec · b2 bílý pěšec · d2 bílý jezdec · e2 bílý jezdec · f2 bílý pěšec · g2 bílý pěšec · h2 bílý pěšec · a1 bílý věž · d1 bílý dáma · e1 bílý král · f1 bílý střelec · h1 bílý věž | a8 černý věž · c8 černý střelec · f8 černý věž · g8 černý král · a7 černý pěšec · b7 černý pěšec · f7 černý pěšec · g7 černý pěšec · h7 černý pěšec · f6 černý jezdec · e5 černý dáma · c4 bílý pěšec · d3 černý jezdec · a2 bílý pěšec · b2 bílý pěšec · d2 bílý jezdec · e2 bílý jezdec · f2 bílý pěšec · g2 bílý pěšec · h2 bílý pěšec · a1 bílý věž · d1 bílý dáma · e1 bílý král · f1 bílý střelec · h1 bílý věž | a8 černý věž · c8 černý střelec · f8 černý věž · g8 černý král · a7 černý pěšec · b7 černý pěšec · f7 černý pěšec · g7 černý pěšec · h7 černý pěšec · f6 černý jezdec · e5 černý dáma · c4 bílý pěšec · d3 černý jezdec · a2 bílý pěšec · b2 bílý pěšec · d2 bílý jezdec · e2 bílý jezdec · f2 bílý pěšec · g2 bílý pěšec · h2 bílý pěšec · a1 bílý věž · d1 bílý dáma · e1 bílý král · f1 bílý střelec · h1 bílý věž | 3 |
| 2 | a8 černý věž · c8 černý střelec · f8 černý věž · g8 černý král · a7 černý pěšec · b7 černý pěšec · f7 černý pěšec · g7 černý pěšec · h7 černý pěšec · f6 černý jezdec · e5 černý dáma · c4 bílý pěšec · d3 černý jezdec · a2 bílý pěšec · b2 bílý pěšec · d2 bílý jezdec · e2 bílý jezdec · f2 bílý pěšec · g2 bílý pěšec · h2 bílý pěšec · a1 bílý věž · d1 bílý dáma · e1 bílý král · f1 bílý střelec · h1 bílý věž | a8 černý věž · c8 černý střelec · f8 černý věž · g8 černý král · a7 černý pěšec · b7 černý pěšec · f7 černý pěšec · g7 černý pěšec · h7 černý pěšec · f6 černý jezdec · e5 černý dáma · c4 bílý pěšec · d3 černý jezdec · a2 bílý pěšec · b2 bílý pěšec · d2 bílý jezdec · e2 bílý jezdec · f2 bílý pěšec · g2 bílý pěšec · h2 bílý pěšec · a1 bílý věž · d1 bílý dáma · e1 bílý král · f1 bílý střelec · h1 bílý věž | a8 černý věž · c8 černý střelec · f8 černý věž · g8 černý král · a7 černý pěšec · b7 černý pěšec · f7 černý pěšec · g7 černý pěšec · h7 černý pěšec · f6 černý jezdec · e5 černý dáma · c4 bílý pěšec · d3 černý jezdec · a2 bílý pěšec · b2 bílý pěšec · d2 bílý jezdec · e2 bílý jezdec · f2 bílý pěšec · g2 bílý pěšec · h2 bílý pěšec · a1 bílý věž · d1 bílý dáma · e1 bílý král · f1 bílý střelec · h1 bílý věž | a8 černý věž · c8 černý střelec · f8 černý věž · g8 černý král · a7 černý pěšec · b7 černý pěšec · f7 černý pěšec · g7 černý pěšec · h7 černý pěšec · f6 černý jezdec · e5 černý dáma · c4 bílý pěšec · d3 černý jezdec · a2 bílý pěšec · b2 bílý pěšec · d2 bílý jezdec · e2 bílý jezdec · f2 bílý pěšec · g2 bílý pěšec · h2 bílý pěšec · a1 bílý věž · d1 bílý dáma · e1 bílý král · f1 bílý střelec · h1 bílý věž | a8 černý věž · c8 černý střelec · f8 černý věž · g8 černý král · a7 černý pěšec · b7 černý pěšec · f7 černý pěšec · g7 černý pěšec · h7 černý pěšec · f6 černý jezdec · e5 černý dáma · c4 bílý pěšec · d3 černý jezdec · a2 bílý pěšec · b2 bílý pěšec · d2 bílý jezdec · e2 bílý jezdec · f2 bílý pěšec · g2 bílý pěšec · h2 bílý pěšec · a1 bílý věž · d1 bílý dáma · e1 bílý král · f1 bílý střelec · h1 bílý věž | a8 černý věž · c8 černý střelec · f8 černý věž · g8 černý král · a7 černý pěšec · b7 černý pěšec · f7 černý pěšec · g7 černý pěšec · h7 černý pěšec · f6 černý jezdec · e5 černý dáma · c4 bílý pěšec · d3 černý jezdec · a2 bílý pěšec · b2 bílý pěšec · d2 bílý jezdec · e2 bílý jezdec · f2 bílý pěšec · g2 bílý pěšec · h2 bílý pěšec · a1 bílý věž · d1 bílý dáma · e1 bílý král · f1 bílý střelec · h1 bílý věž | a8 černý věž · c8 černý střelec · f8 černý věž · g8 černý král · a7 černý pěšec · b7 černý pěšec · f7 černý pěšec · g7 černý pěšec · h7 černý pěšec · f6 černý jezdec · e5 černý dáma · c4 bílý pěšec · d3 černý jezdec · a2 bílý pěšec · b2 bílý pěšec · d2 bílý jezdec · e2 bílý jezdec · f2 bílý pěšec · g2 bílý pěšec · h2 bílý pěšec · a1 bílý věž · d1 bílý dáma · e1 bílý král · f1 bílý střelec · h1 bílý věž | a8 černý věž · c8 černý střelec · f8 černý věž · g8 černý král · a7 černý pěšec · b7 černý pěšec · f7 černý pěšec · g7 černý pěšec · h7 černý pěšec · f6 černý jezdec · e5 černý dáma · c4 bílý pěšec · d3 černý jezdec · a2 bílý pěšec · b2 bílý pěšec · d2 bílý jezdec · e2 bílý jezdec · f2 bílý pěšec · g2 bílý pěšec · h2 bílý pěšec · a1 bílý věž · d1 bílý dáma · e1 bílý král · f1 bílý střelec · h1 bílý věž | 2 |
| 1 | a8 černý věž · c8 černý střelec · f8 černý věž · g8 černý král · a7 černý pěšec · b7 černý pěšec · f7 černý pěšec · g7 černý pěšec · h7 černý pěšec · f6 černý jezdec · e5 černý dáma · c4 bílý pěšec · d3 černý jezdec · a2 bílý pěšec · b2 bílý pěšec · d2 bílý jezdec · e2 bílý jezdec · f2 bílý pěšec · g2 bílý pěšec · h2 bílý pěšec · a1 bílý věž · d1 bílý dáma · e1 bílý král · f1 bílý střelec · h1 bílý věž | a8 černý věž · c8 černý střelec · f8 černý věž · g8 černý král · a7 černý pěšec · b7 černý pěšec · f7 černý pěšec · g7 černý pěšec · h7 černý pěšec · f6 černý jezdec · e5 černý dáma · c4 bílý pěšec · d3 černý jezdec · a2 bílý pěšec · b2 bílý pěšec · d2 bílý jezdec · e2 bílý jezdec · f2 bílý pěšec · g2 bílý pěšec · h2 bílý pěšec · a1 bílý věž · d1 bílý dáma · e1 bílý král · f1 bílý střelec · h1 bílý věž | a8 černý věž · c8 černý střelec · f8 černý věž · g8 černý král · a7 černý pěšec · b7 černý pěšec · f7 černý pěšec · g7 černý pěšec · h7 černý pěšec · f6 černý jezdec · e5 černý dáma · c4 bílý pěšec · d3 černý jezdec · a2 bílý pěšec · b2 bílý pěšec · d2 bílý jezdec · e2 bílý jezdec · f2 bílý pěšec · g2 bílý pěšec · h2 bílý pěšec · a1 bílý věž · d1 bílý dáma · e1 bílý král · f1 bílý střelec · h1 bílý věž | a8 černý věž · c8 černý střelec · f8 černý věž · g8 černý král · a7 černý pěšec · b7 černý pěšec · f7 černý pěšec · g7 černý pěšec · h7 černý pěšec · f6 černý jezdec · e5 černý dáma · c4 bílý pěšec · d3 černý jezdec · a2 bílý pěšec · b2 bílý pěšec · d2 bílý jezdec · e2 bílý jezdec · f2 bílý pěšec · g2 bílý pěšec · h2 bílý pěšec · a1 bílý věž · d1 bílý dáma · e1 bílý král · f1 bílý střelec · h1 bílý věž | a8 černý věž · c8 černý střelec · f8 černý věž · g8 černý král · a7 černý pěšec · b7 černý pěšec · f7 černý pěšec · g7 černý pěšec · h7 černý pěšec · f6 černý jezdec · e5 černý dáma · c4 bílý pěšec · d3 černý jezdec · a2 bílý pěšec · b2 bílý pěšec · d2 bílý jezdec · e2 bílý jezdec · f2 bílý pěšec · g2 bílý pěšec · h2 bílý pěšec · a1 bílý věž · d1 bílý dáma · e1 bílý král · f1 bílý střelec · h1 bílý věž | a8 černý věž · c8 černý střelec · f8 černý věž · g8 černý král · a7 černý pěšec · b7 černý pěšec · f7 černý pěšec · g7 černý pěšec · h7 černý pěšec · f6 černý jezdec · e5 černý dáma · c4 bílý pěšec · d3 černý jezdec · a2 bílý pěšec · b2 bílý pěšec · d2 bílý jezdec · e2 bílý jezdec · f2 bílý pěšec · g2 bílý pěšec · h2 bílý pěšec · a1 bílý věž · d1 bílý dáma · e1 bílý král · f1 bílý střelec · h1 bílý věž | a8 černý věž · c8 černý střelec · f8 černý věž · g8 černý král · a7 černý pěšec · b7 černý pěšec · f7 černý pěšec · g7 černý pěšec · h7 černý pěšec · f6 černý jezdec · e5 černý dáma · c4 bílý pěšec · d3 černý jezdec · a2 bílý pěšec · b2 bílý pěšec · d2 bílý jezdec · e2 bílý jezdec · f2 bílý pěšec · g2 bílý pěšec · h2 bílý pěšec · a1 bílý věž · d1 bílý dáma · e1 bílý král · f1 bílý střelec · h1 bílý věž | a8 černý věž · c8 černý střelec · f8 černý věž · g8 černý král · a7 černý pěšec · b7 černý pěšec · f7 černý pěšec · g7 černý pěšec · h7 černý pěšec · f6 černý jezdec · e5 černý dáma · c4 bílý pěšec · d3 černý jezdec · a2 bílý pěšec · b2 bílý pěšec · d2 bílý jezdec · e2 bílý jezdec · f2 bílý pěšec · g2 bílý pěšec · h2 bílý pěšec · a1 bílý věž · d1 bílý dáma · e1 bílý král · f1 bílý střelec · h1 bílý věž | 1 |
|   | a | b | c | d | e | f | g | h |   |

|   | a | b | c | d | e | f | g | h |   |
| 8 | a8 černý věž · f8 černý věž · g8 černý král · a7 černý pěšec · b6 černý dáma · e6 černý střelec · h6 černý pěšec · d5 černý pěšec · f5 černý pěšec · g5 černý pěšec · c4 bílý pěšec · e4 černý jezdec · f4 černý pěšec · a2 bílý pěšec · b2 bílý pěšec · c2 bílý dáma · d2 bílý jezdec · g2 bílý pěšec · h2 bílý pěšec · a1 bílý věž · c1 bílý střelec · f1 bílý věž · h1 bílý král | a8 černý věž · f8 černý věž · g8 černý král · a7 černý pěšec · b6 černý dáma · e6 černý střelec · h6 černý pěšec · d5 černý pěšec · f5 černý pěšec · g5 černý pěšec · c4 bílý pěšec · e4 černý jezdec · f4 černý pěšec · a2 bílý pěšec · b2 bílý pěšec · c2 bílý dáma · d2 bílý jezdec · g2 bílý pěšec · h2 bílý pěšec · a1 bílý věž · c1 bílý střelec · f1 bílý věž · h1 bílý král | a8 černý věž · f8 černý věž · g8 černý král · a7 černý pěšec · b6 černý dáma · e6 černý střelec · h6 černý pěšec · d5 černý pěšec · f5 černý pěšec · g5 černý pěšec · c4 bílý pěšec · e4 černý jezdec · f4 černý pěšec · a2 bílý pěšec · b2 bílý pěšec · c2 bílý dáma · d2 bílý jezdec · g2 bílý pěšec · h2 bílý pěšec · a1 bílý věž · c1 bílý střelec · f1 bílý věž · h1 bílý král | a8 černý věž · f8 černý věž · g8 černý král · a7 černý pěšec · b6 černý dáma · e6 černý střelec · h6 černý pěšec · d5 černý pěšec · f5 černý pěšec · g5 černý pěšec · c4 bílý pěšec · e4 černý jezdec · f4 černý pěšec · a2 bílý pěšec · b2 bílý pěšec · c2 bílý dáma · d2 bílý jezdec · g2 bílý pěšec · h2 bílý pěšec · a1 bílý věž · c1 bílý střelec · f1 bílý věž · h1 bílý král | a8 černý věž · f8 černý věž · g8 černý král · a7 černý pěšec · b6 černý dáma · e6 černý střelec · h6 černý pěšec · d5 černý pěšec · f5 černý pěšec · g5 černý pěšec · c4 bílý pěšec · e4 černý jezdec · f4 černý pěšec · a2 bílý pěšec · b2 bílý pěšec · c2 bílý dáma · d2 bílý jezdec · g2 bílý pěšec · h2 bílý pěšec · a1 bílý věž · c1 bílý střelec · f1 bílý věž · h1 bílý král | a8 černý věž · f8 černý věž · g8 černý král · a7 černý pěšec · b6 černý dáma · e6 černý střelec · h6 černý pěšec · d5 černý pěšec · f5 černý pěšec · g5 černý pěšec · c4 bílý pěšec · e4 černý jezdec · f4 černý pěšec · a2 bílý pěšec · b2 bílý pěšec · c2 bílý dáma · d2 bílý jezdec · g2 bílý pěšec · h2 bílý pěšec · a1 bílý věž · c1 bílý střelec · f1 bílý věž · h1 bílý král | a8 černý věž · f8 černý věž · g8 černý král · a7 černý pěšec · b6 černý dáma · e6 černý střelec · h6 černý pěšec · d5 černý pěšec · f5 černý pěšec · g5 černý pěšec · c4 bílý pěšec · e4 černý jezdec · f4 černý pěšec · a2 bílý pěšec · b2 bílý pěšec · c2 bílý dáma · d2 bílý jezdec · g2 bílý pěšec · h2 bílý pěšec · a1 bílý věž · c1 bílý střelec · f1 bílý věž · h1 bílý král | a8 černý věž · f8 černý věž · g8 černý král · a7 černý pěšec · b6 černý dáma · e6 černý střelec · h6 černý pěšec · d5 černý pěšec · f5 černý pěšec · g5 černý pěšec · c4 bílý pěšec · e4 černý jezdec · f4 černý pěšec · a2 bílý pěšec · b2 bílý pěšec · c2 bílý dáma · d2 bílý jezdec · g2 bílý pěšec · h2 bílý pěšec · a1 bílý věž · c1 bílý střelec · f1 bílý věž · h1 bílý král | 8 |
| 7 | a8 černý věž · f8 černý věž · g8 černý král · a7 černý pěšec · b6 černý dáma · e6 černý střelec · h6 černý pěšec · d5 černý pěšec · f5 černý pěšec · g5 černý pěšec · c4 bílý pěšec · e4 černý jezdec · f4 černý pěšec · a2 bílý pěšec · b2 bílý pěšec · c2 bílý dáma · d2 bílý jezdec · g2 bílý pěšec · h2 bílý pěšec · a1 bílý věž · c1 bílý střelec · f1 bílý věž · h1 bílý král | a8 černý věž · f8 černý věž · g8 černý král · a7 černý pěšec · b6 černý dáma · e6 černý střelec · h6 černý pěšec · d5 černý pěšec · f5 černý pěšec · g5 černý pěšec · c4 bílý pěšec · e4 černý jezdec · f4 černý pěšec · a2 bílý pěšec · b2 bílý pěšec · c2 bílý dáma · d2 bílý jezdec · g2 bílý pěšec · h2 bílý pěšec · a1 bílý věž · c1 bílý střelec · f1 bílý věž · h1 bílý král | a8 černý věž · f8 černý věž · g8 černý král · a7 černý pěšec · b6 černý dáma · e6 černý střelec · h6 černý pěšec · d5 černý pěšec · f5 černý pěšec · g5 černý pěšec · c4 bílý pěšec · e4 černý jezdec · f4 černý pěšec · a2 bílý pěšec · b2 bílý pěšec · c2 bílý dáma · d2 bílý jezdec · g2 bílý pěšec · h2 bílý pěšec · a1 bílý věž · c1 bílý střelec · f1 bílý věž · h1 bílý král | a8 černý věž · f8 černý věž · g8 černý král · a7 černý pěšec · b6 černý dáma · e6 černý střelec · h6 černý pěšec · d5 černý pěšec · f5 černý pěšec · g5 černý pěšec · c4 bílý pěšec · e4 černý jezdec · f4 černý pěšec · a2 bílý pěšec · b2 bílý pěšec · c2 bílý dáma · d2 bílý jezdec · g2 bílý pěšec · h2 bílý pěšec · a1 bílý věž · c1 bílý střelec · f1 bílý věž · h1 bílý král | a8 černý věž · f8 černý věž · g8 černý král · a7 černý pěšec · b6 černý dáma · e6 černý střelec · h6 černý pěšec · d5 černý pěšec · f5 černý pěšec · g5 černý pěšec · c4 bílý pěšec · e4 černý jezdec · f4 černý pěšec · a2 bílý pěšec · b2 bílý pěšec · c2 bílý dáma · d2 bílý jezdec · g2 bílý pěšec · h2 bílý pěšec · a1 bílý věž · c1 bílý střelec · f1 bílý věž · h1 bílý král | a8 černý věž · f8 černý věž · g8 černý král · a7 černý pěšec · b6 černý dáma · e6 černý střelec · h6 černý pěšec · d5 černý pěšec · f5 černý pěšec · g5 černý pěšec · c4 bílý pěšec · e4 černý jezdec · f4 černý pěšec · a2 bílý pěšec · b2 bílý pěšec · c2 bílý dáma · d2 bílý jezdec · g2 bílý pěšec · h2 bílý pěšec · a1 bílý věž · c1 bílý střelec · f1 bílý věž · h1 bílý král | a8 černý věž · f8 černý věž · g8 černý král · a7 černý pěšec · b6 černý dáma · e6 černý střelec · h6 černý pěšec · d5 černý pěšec · f5 černý pěšec · g5 černý pěšec · c4 bílý pěšec · e4 černý jezdec · f4 černý pěšec · a2 bílý pěšec · b2 bílý pěšec · c2 bílý dáma · d2 bílý jezdec · g2 bílý pěšec · h2 bílý pěšec · a1 bílý věž · c1 bílý střelec · f1 bílý věž · h1 bílý král | a8 černý věž · f8 černý věž · g8 černý král · a7 černý pěšec · b6 černý dáma · e6 černý střelec · h6 černý pěšec · d5 černý pěšec · f5 černý pěšec · g5 černý pěšec · c4 bílý pěšec · e4 černý jezdec · f4 černý pěšec · a2 bílý pěšec · b2 bílý pěšec · c2 bílý dáma · d2 bílý jezdec · g2 bílý pěšec · h2 bílý pěšec · a1 bílý věž · c1 bílý střelec · f1 bílý věž · h1 bílý král | 7 |
| 6 | a8 černý věž · f8 černý věž · g8 černý král · a7 černý pěšec · b6 černý dáma · e6 černý střelec · h6 černý pěšec · d5 černý pěšec · f5 černý pěšec · g5 černý pěšec · c4 bílý pěšec · e4 černý jezdec · f4 černý pěšec · a2 bílý pěšec · b2 bílý pěšec · c2 bílý dáma · d2 bílý jezdec · g2 bílý pěšec · h2 bílý pěšec · a1 bílý věž · c1 bílý střelec · f1 bílý věž · h1 bílý král | a8 černý věž · f8 černý věž · g8 černý král · a7 černý pěšec · b6 černý dáma · e6 černý střelec · h6 černý pěšec · d5 černý pěšec · f5 černý pěšec · g5 černý pěšec · c4 bílý pěšec · e4 černý jezdec · f4 černý pěšec · a2 bílý pěšec · b2 bílý pěšec · c2 bílý dáma · d2 bílý jezdec · g2 bílý pěšec · h2 bílý pěšec · a1 bílý věž · c1 bílý střelec · f1 bílý věž · h1 bílý král | a8 černý věž · f8 černý věž · g8 černý král · a7 černý pěšec · b6 černý dáma · e6 černý střelec · h6 černý pěšec · d5 černý pěšec · f5 černý pěšec · g5 černý pěšec · c4 bílý pěšec · e4 černý jezdec · f4 černý pěšec · a2 bílý pěšec · b2 bílý pěšec · c2 bílý dáma · d2 bílý jezdec · g2 bílý pěšec · h2 bílý pěšec · a1 bílý věž · c1 bílý střelec · f1 bílý věž · h1 bílý král | a8 černý věž · f8 černý věž · g8 černý král · a7 černý pěšec · b6 černý dáma · e6 černý střelec · h6 černý pěšec · d5 černý pěšec · f5 černý pěšec · g5 černý pěšec · c4 bílý pěšec · e4 černý jezdec · f4 černý pěšec · a2 bílý pěšec · b2 bílý pěšec · c2 bílý dáma · d2 bílý jezdec · g2 bílý pěšec · h2 bílý pěšec · a1 bílý věž · c1 bílý střelec · f1 bílý věž · h1 bílý král | a8 černý věž · f8 černý věž · g8 černý král · a7 černý pěšec · b6 černý dáma · e6 černý střelec · h6 černý pěšec · d5 černý pěšec · f5 černý pěšec · g5 černý pěšec · c4 bílý pěšec · e4 černý jezdec · f4 černý pěšec · a2 bílý pěšec · b2 bílý pěšec · c2 bílý dáma · d2 bílý jezdec · g2 bílý pěšec · h2 bílý pěšec · a1 bílý věž · c1 bílý střelec · f1 bílý věž · h1 bílý král | a8 černý věž · f8 černý věž · g8 černý král · a7 černý pěšec · b6 černý dáma · e6 černý střelec · h6 černý pěšec · d5 černý pěšec · f5 černý pěšec · g5 černý pěšec · c4 bílý pěšec · e4 černý jezdec · f4 černý pěšec · a2 bílý pěšec · b2 bílý pěšec · c2 bílý dáma · d2 bílý jezdec · g2 bílý pěšec · h2 bílý pěšec · a1 bílý věž · c1 bílý střelec · f1 bílý věž · h1 bílý král | a8 černý věž · f8 černý věž · g8 černý král · a7 černý pěšec · b6 černý dáma · e6 černý střelec · h6 černý pěšec · d5 černý pěšec · f5 černý pěšec · g5 černý pěšec · c4 bílý pěšec · e4 černý jezdec · f4 černý pěšec · a2 bílý pěšec · b2 bílý pěšec · c2 bílý dáma · d2 bílý jezdec · g2 bílý pěšec · h2 bílý pěšec · a1 bílý věž · c1 bílý střelec · f1 bílý věž · h1 bílý král | a8 černý věž · f8 černý věž · g8 černý král · a7 černý pěšec · b6 černý dáma · e6 černý střelec · h6 černý pěšec · d5 černý pěšec · f5 černý pěšec · g5 černý pěšec · c4 bílý pěšec · e4 černý jezdec · f4 černý pěšec · a2 bílý pěšec · b2 bílý pěšec · c2 bílý dáma · d2 bílý jezdec · g2 bílý pěšec · h2 bílý pěšec · a1 bílý věž · c1 bílý střelec · f1 bílý věž · h1 bílý král | 6 |
| 5 | a8 černý věž · f8 černý věž · g8 černý král · a7 černý pěšec · b6 černý dáma · e6 černý střelec · h6 černý pěšec · d5 černý pěšec · f5 černý pěšec · g5 černý pěšec · c4 bílý pěšec · e4 černý jezdec · f4 černý pěšec · a2 bílý pěšec · b2 bílý pěšec · c2 bílý dáma · d2 bílý jezdec · g2 bílý pěšec · h2 bílý pěšec · a1 bílý věž · c1 bílý střelec · f1 bílý věž · h1 bílý král | a8 černý věž · f8 černý věž · g8 černý král · a7 černý pěšec · b6 černý dáma · e6 černý střelec · h6 černý pěšec · d5 černý pěšec · f5 černý pěšec · g5 černý pěšec · c4 bílý pěšec · e4 černý jezdec · f4 černý pěšec · a2 bílý pěšec · b2 bílý pěšec · c2 bílý dáma · d2 bílý jezdec · g2 bílý pěšec · h2 bílý pěšec · a1 bílý věž · c1 bílý střelec · f1 bílý věž · h1 bílý král | a8 černý věž · f8 černý věž · g8 černý král · a7 černý pěšec · b6 černý dáma · e6 černý střelec · h6 černý pěšec · d5 černý pěšec · f5 černý pěšec · g5 černý pěšec · c4 bílý pěšec · e4 černý jezdec · f4 černý pěšec · a2 bílý pěšec · b2 bílý pěšec · c2 bílý dáma · d2 bílý jezdec · g2 bílý pěšec · h2 bílý pěšec · a1 bílý věž · c1 bílý střelec · f1 bílý věž · h1 bílý král | a8 černý věž · f8 černý věž · g8 černý král · a7 černý pěšec · b6 černý dáma · e6 černý střelec · h6 černý pěšec · d5 černý pěšec · f5 černý pěšec · g5 černý pěšec · c4 bílý pěšec · e4 černý jezdec · f4 černý pěšec · a2 bílý pěšec · b2 bílý pěšec · c2 bílý dáma · d2 bílý jezdec · g2 bílý pěšec · h2 bílý pěšec · a1 bílý věž · c1 bílý střelec · f1 bílý věž · h1 bílý král | a8 černý věž · f8 černý věž · g8 černý král · a7 černý pěšec · b6 černý dáma · e6 černý střelec · h6 černý pěšec · d5 černý pěšec · f5 černý pěšec · g5 černý pěšec · c4 bílý pěšec · e4 černý jezdec · f4 černý pěšec · a2 bílý pěšec · b2 bílý pěšec · c2 bílý dáma · d2 bílý jezdec · g2 bílý pěšec · h2 bílý pěšec · a1 bílý věž · c1 bílý střelec · f1 bílý věž · h1 bílý král | a8 černý věž · f8 černý věž · g8 černý král · a7 černý pěšec · b6 černý dáma · e6 černý střelec · h6 černý pěšec · d5 černý pěšec · f5 černý pěšec · g5 černý pěšec · c4 bílý pěšec · e4 černý jezdec · f4 černý pěšec · a2 bílý pěšec · b2 bílý pěšec · c2 bílý dáma · d2 bílý jezdec · g2 bílý pěšec · h2 bílý pěšec · a1 bílý věž · c1 bílý střelec · f1 bílý věž · h1 bílý král | a8 černý věž · f8 černý věž · g8 černý král · a7 černý pěšec · b6 černý dáma · e6 černý střelec · h6 černý pěšec · d5 černý pěšec · f5 černý pěšec · g5 černý pěšec · c4 bílý pěšec · e4 černý jezdec · f4 černý pěšec · a2 bílý pěšec · b2 bílý pěšec · c2 bílý dáma · d2 bílý jezdec · g2 bílý pěšec · h2 bílý pěšec · a1 bílý věž · c1 bílý střelec · f1 bílý věž · h1 bílý král | a8 černý věž · f8 černý věž · g8 černý král · a7 černý pěšec · b6 černý dáma · e6 černý střelec · h6 černý pěšec · d5 černý pěšec · f5 černý pěšec · g5 černý pěšec · c4 bílý pěšec · e4 černý jezdec · f4 černý pěšec · a2 bílý pěšec · b2 bílý pěšec · c2 bílý dáma · d2 bílý jezdec · g2 bílý pěšec · h2 bílý pěšec · a1 bílý věž · c1 bílý střelec · f1 bílý věž · h1 bílý král | 5 |
| 4 | a8 černý věž · f8 černý věž · g8 černý král · a7 černý pěšec · b6 černý dáma · e6 černý střelec · h6 černý pěšec · d5 černý pěšec · f5 černý pěšec · g5 černý pěšec · c4 bílý pěšec · e4 černý jezdec · f4 černý pěšec · a2 bílý pěšec · b2 bílý pěšec · c2 bílý dáma · d2 bílý jezdec · g2 bílý pěšec · h2 bílý pěšec · a1 bílý věž · c1 bílý střelec · f1 bílý věž · h1 bílý král | a8 černý věž · f8 černý věž · g8 černý král · a7 černý pěšec · b6 černý dáma · e6 černý střelec · h6 černý pěšec · d5 černý pěšec · f5 černý pěšec · g5 černý pěšec · c4 bílý pěšec · e4 černý jezdec · f4 černý pěšec · a2 bílý pěšec · b2 bílý pěšec · c2 bílý dáma · d2 bílý jezdec · g2 bílý pěšec · h2 bílý pěšec · a1 bílý věž · c1 bílý střelec · f1 bílý věž · h1 bílý král | a8 černý věž · f8 černý věž · g8 černý král · a7 černý pěšec · b6 černý dáma · e6 černý střelec · h6 černý pěšec · d5 černý pěšec · f5 černý pěšec · g5 černý pěšec · c4 bílý pěšec · e4 černý jezdec · f4 černý pěšec · a2 bílý pěšec · b2 bílý pěšec · c2 bílý dáma · d2 bílý jezdec · g2 bílý pěšec · h2 bílý pěšec · a1 bílý věž · c1 bílý střelec · f1 bílý věž · h1 bílý král | a8 černý věž · f8 černý věž · g8 černý král · a7 černý pěšec · b6 černý dáma · e6 černý střelec · h6 černý pěšec · d5 černý pěšec · f5 černý pěšec · g5 černý pěšec · c4 bílý pěšec · e4 černý jezdec · f4 černý pěšec · a2 bílý pěšec · b2 bílý pěšec · c2 bílý dáma · d2 bílý jezdec · g2 bílý pěšec · h2 bílý pěšec · a1 bílý věž · c1 bílý střelec · f1 bílý věž · h1 bílý král | a8 černý věž · f8 černý věž · g8 černý král · a7 černý pěšec · b6 černý dáma · e6 černý střelec · h6 černý pěšec · d5 černý pěšec · f5 černý pěšec · g5 černý pěšec · c4 bílý pěšec · e4 černý jezdec · f4 černý pěšec · a2 bílý pěšec · b2 bílý pěšec · c2 bílý dáma · d2 bílý jezdec · g2 bílý pěšec · h2 bílý pěšec · a1 bílý věž · c1 bílý střelec · f1 bílý věž · h1 bílý král | a8 černý věž · f8 černý věž · g8 černý král · a7 černý pěšec · b6 černý dáma · e6 černý střelec · h6 černý pěšec · d5 černý pěšec · f5 černý pěšec · g5 černý pěšec · c4 bílý pěšec · e4 černý jezdec · f4 černý pěšec · a2 bílý pěšec · b2 bílý pěšec · c2 bílý dáma · d2 bílý jezdec · g2 bílý pěšec · h2 bílý pěšec · a1 bílý věž · c1 bílý střelec · f1 bílý věž · h1 bílý král | a8 černý věž · f8 černý věž · g8 černý král · a7 černý pěšec · b6 černý dáma · e6 černý střelec · h6 černý pěšec · d5 černý pěšec · f5 černý pěšec · g5 černý pěšec · c4 bílý pěšec · e4 černý jezdec · f4 černý pěšec · a2 bílý pěšec · b2 bílý pěšec · c2 bílý dáma · d2 bílý jezdec · g2 bílý pěšec · h2 bílý pěšec · a1 bílý věž · c1 bílý střelec · f1 bílý věž · h1 bílý král | a8 černý věž · f8 černý věž · g8 černý král · a7 černý pěšec · b6 černý dáma · e6 černý střelec · h6 černý pěšec · d5 černý pěšec · f5 černý pěšec · g5 černý pěšec · c4 bílý pěšec · e4 černý jezdec · f4 černý pěšec · a2 bílý pěšec · b2 bílý pěšec · c2 bílý dáma · d2 bílý jezdec · g2 bílý pěšec · h2 bílý pěšec · a1 bílý věž · c1 bílý střelec · f1 bílý věž · h1 bílý král | 4 |
| 3 | a8 černý věž · f8 černý věž · g8 černý král · a7 černý pěšec · b6 černý dáma · e6 černý střelec · h6 černý pěšec · d5 černý pěšec · f5 černý pěšec · g5 černý pěšec · c4 bílý pěšec · e4 černý jezdec · f4 černý pěšec · a2 bílý pěšec · b2 bílý pěšec · c2 bílý dáma · d2 bílý jezdec · g2 bílý pěšec · h2 bílý pěšec · a1 bílý věž · c1 bílý střelec · f1 bílý věž · h1 bílý král | a8 černý věž · f8 černý věž · g8 černý král · a7 černý pěšec · b6 černý dáma · e6 černý střelec · h6 černý pěšec · d5 černý pěšec · f5 černý pěšec · g5 černý pěšec · c4 bílý pěšec · e4 černý jezdec · f4 černý pěšec · a2 bílý pěšec · b2 bílý pěšec · c2 bílý dáma · d2 bílý jezdec · g2 bílý pěšec · h2 bílý pěšec · a1 bílý věž · c1 bílý střelec · f1 bílý věž · h1 bílý král | a8 černý věž · f8 černý věž · g8 černý král · a7 černý pěšec · b6 černý dáma · e6 černý střelec · h6 černý pěšec · d5 černý pěšec · f5 černý pěšec · g5 černý pěšec · c4 bílý pěšec · e4 černý jezdec · f4 černý pěšec · a2 bílý pěšec · b2 bílý pěšec · c2 bílý dáma · d2 bílý jezdec · g2 bílý pěšec · h2 bílý pěšec · a1 bílý věž · c1 bílý střelec · f1 bílý věž · h1 bílý král | a8 černý věž · f8 černý věž · g8 černý král · a7 černý pěšec · b6 černý dáma · e6 černý střelec · h6 černý pěšec · d5 černý pěšec · f5 černý pěšec · g5 černý pěšec · c4 bílý pěšec · e4 černý jezdec · f4 černý pěšec · a2 bílý pěšec · b2 bílý pěšec · c2 bílý dáma · d2 bílý jezdec · g2 bílý pěšec · h2 bílý pěšec · a1 bílý věž · c1 bílý střelec · f1 bílý věž · h1 bílý král | a8 černý věž · f8 černý věž · g8 černý král · a7 černý pěšec · b6 černý dáma · e6 černý střelec · h6 černý pěšec · d5 černý pěšec · f5 černý pěšec · g5 černý pěšec · c4 bílý pěšec · e4 černý jezdec · f4 černý pěšec · a2 bílý pěšec · b2 bílý pěšec · c2 bílý dáma · d2 bílý jezdec · g2 bílý pěšec · h2 bílý pěšec · a1 bílý věž · c1 bílý střelec · f1 bílý věž · h1 bílý král | a8 černý věž · f8 černý věž · g8 černý král · a7 černý pěšec · b6 černý dáma · e6 černý střelec · h6 černý pěšec · d5 černý pěšec · f5 černý pěšec · g5 černý pěšec · c4 bílý pěšec · e4 černý jezdec · f4 černý pěšec · a2 bílý pěšec · b2 bílý pěšec · c2 bílý dáma · d2 bílý jezdec · g2 bílý pěšec · h2 bílý pěšec · a1 bílý věž · c1 bílý střelec · f1 bílý věž · h1 bílý král | a8 černý věž · f8 černý věž · g8 černý král · a7 černý pěšec · b6 černý dáma · e6 černý střelec · h6 černý pěšec · d5 černý pěšec · f5 černý pěšec · g5 černý pěšec · c4 bílý pěšec · e4 černý jezdec · f4 černý pěšec · a2 bílý pěšec · b2 bílý pěšec · c2 bílý dáma · d2 bílý jezdec · g2 bílý pěšec · h2 bílý pěšec · a1 bílý věž · c1 bílý střelec · f1 bílý věž · h1 bílý král | a8 černý věž · f8 černý věž · g8 černý král · a7 černý pěšec · b6 černý dáma · e6 černý střelec · h6 černý pěšec · d5 černý pěšec · f5 černý pěšec · g5 černý pěšec · c4 bílý pěšec · e4 černý jezdec · f4 černý pěšec · a2 bílý pěšec · b2 bílý pěšec · c2 bílý dáma · d2 bílý jezdec · g2 bílý pěšec · h2 bílý pěšec · a1 bílý věž · c1 bílý střelec · f1 bílý věž · h1 bílý král | 3 |
| 2 | a8 černý věž · f8 černý věž · g8 černý král · a7 černý pěšec · b6 černý dáma · e6 černý střelec · h6 černý pěšec · d5 černý pěšec · f5 černý pěšec · g5 černý pěšec · c4 bílý pěšec · e4 černý jezdec · f4 černý pěšec · a2 bílý pěšec · b2 bílý pěšec · c2 bílý dáma · d2 bílý jezdec · g2 bílý pěšec · h2 bílý pěšec · a1 bílý věž · c1 bílý střelec · f1 bílý věž · h1 bílý král | a8 černý věž · f8 černý věž · g8 černý král · a7 černý pěšec · b6 černý dáma · e6 černý střelec · h6 černý pěšec · d5 černý pěšec · f5 černý pěšec · g5 černý pěšec · c4 bílý pěšec · e4 černý jezdec · f4 černý pěšec · a2 bílý pěšec · b2 bílý pěšec · c2 bílý dáma · d2 bílý jezdec · g2 bílý pěšec · h2 bílý pěšec · a1 bílý věž · c1 bílý střelec · f1 bílý věž · h1 bílý král | a8 černý věž · f8 černý věž · g8 černý král · a7 černý pěšec · b6 černý dáma · e6 černý střelec · h6 černý pěšec · d5 černý pěšec · f5 černý pěšec · g5 černý pěšec · c4 bílý pěšec · e4 černý jezdec · f4 černý pěšec · a2 bílý pěšec · b2 bílý pěšec · c2 bílý dáma · d2 bílý jezdec · g2 bílý pěšec · h2 bílý pěšec · a1 bílý věž · c1 bílý střelec · f1 bílý věž · h1 bílý král | a8 černý věž · f8 černý věž · g8 černý král · a7 černý pěšec · b6 černý dáma · e6 černý střelec · h6 černý pěšec · d5 černý pěšec · f5 černý pěšec · g5 černý pěšec · c4 bílý pěšec · e4 černý jezdec · f4 černý pěšec · a2 bílý pěšec · b2 bílý pěšec · c2 bílý dáma · d2 bílý jezdec · g2 bílý pěšec · h2 bílý pěšec · a1 bílý věž · c1 bílý střelec · f1 bílý věž · h1 bílý král | a8 černý věž · f8 černý věž · g8 černý král · a7 černý pěšec · b6 černý dáma · e6 černý střelec · h6 černý pěšec · d5 černý pěšec · f5 černý pěšec · g5 černý pěšec · c4 bílý pěšec · e4 černý jezdec · f4 černý pěšec · a2 bílý pěšec · b2 bílý pěšec · c2 bílý dáma · d2 bílý jezdec · g2 bílý pěšec · h2 bílý pěšec · a1 bílý věž · c1 bílý střelec · f1 bílý věž · h1 bílý král | a8 černý věž · f8 černý věž · g8 černý král · a7 černý pěšec · b6 černý dáma · e6 černý střelec · h6 černý pěšec · d5 černý pěšec · f5 černý pěšec · g5 černý pěšec · c4 bílý pěšec · e4 černý jezdec · f4 černý pěšec · a2 bílý pěšec · b2 bílý pěšec · c2 bílý dáma · d2 bílý jezdec · g2 bílý pěšec · h2 bílý pěšec · a1 bílý věž · c1 bílý střelec · f1 bílý věž · h1 bílý král | a8 černý věž · f8 černý věž · g8 černý král · a7 černý pěšec · b6 černý dáma · e6 černý střelec · h6 černý pěšec · d5 černý pěšec · f5 černý pěšec · g5 černý pěšec · c4 bílý pěšec · e4 černý jezdec · f4 černý pěšec · a2 bílý pěšec · b2 bílý pěšec · c2 bílý dáma · d2 bílý jezdec · g2 bílý pěšec · h2 bílý pěšec · a1 bílý věž · c1 bílý střelec · f1 bílý věž · h1 bílý král | a8 černý věž · f8 černý věž · g8 černý král · a7 černý pěšec · b6 černý dáma · e6 černý střelec · h6 černý pěšec · d5 černý pěšec · f5 černý pěšec · g5 černý pěšec · c4 bílý pěšec · e4 černý jezdec · f4 černý pěšec · a2 bílý pěšec · b2 bílý pěšec · c2 bílý dáma · d2 bílý jezdec · g2 bílý pěšec · h2 bílý pěšec · a1 bílý věž · c1 bílý střelec · f1 bílý věž · h1 bílý král | 2 |
| 1 | a8 černý věž · f8 černý věž · g8 černý král · a7 černý pěšec · b6 černý dáma · e6 černý střelec · h6 černý pěšec · d5 černý pěšec · f5 černý pěšec · g5 černý pěšec · c4 bílý pěšec · e4 černý jezdec · f4 černý pěšec · a2 bílý pěšec · b2 bílý pěšec · c2 bílý dáma · d2 bílý jezdec · g2 bílý pěšec · h2 bílý pěšec · a1 bílý věž · c1 bílý střelec · f1 bílý věž · h1 bílý král | a8 černý věž · f8 černý věž · g8 černý král · a7 černý pěšec · b6 černý dáma · e6 černý střelec · h6 černý pěšec · d5 černý pěšec · f5 černý pěšec · g5 černý pěšec · c4 bílý pěšec · e4 černý jezdec · f4 černý pěšec · a2 bílý pěšec · b2 bílý pěšec · c2 bílý dáma · d2 bílý jezdec · g2 bílý pěšec · h2 bílý pěšec · a1 bílý věž · c1 bílý střelec · f1 bílý věž · h1 bílý král | a8 černý věž · f8 černý věž · g8 černý král · a7 černý pěšec · b6 černý dáma · e6 černý střelec · h6 černý pěšec · d5 černý pěšec · f5 černý pěšec · g5 černý pěšec · c4 bílý pěšec · e4 černý jezdec · f4 černý pěšec · a2 bílý pěšec · b2 bílý pěšec · c2 bílý dáma · d2 bílý jezdec · g2 bílý pěšec · h2 bílý pěšec · a1 bílý věž · c1 bílý střelec · f1 bílý věž · h1 bílý král | a8 černý věž · f8 černý věž · g8 černý král · a7 černý pěšec · b6 černý dáma · e6 černý střelec · h6 černý pěšec · d5 černý pěšec · f5 černý pěšec · g5 černý pěšec · c4 bílý pěšec · e4 černý jezdec · f4 černý pěšec · a2 bílý pěšec · b2 bílý pěšec · c2 bílý dáma · d2 bílý jezdec · g2 bílý pěšec · h2 bílý pěšec · a1 bílý věž · c1 bílý střelec · f1 bílý věž · h1 bílý král | a8 černý věž · f8 černý věž · g8 černý král · a7 černý pěšec · b6 černý dáma · e6 černý střelec · h6 černý pěšec · d5 černý pěšec · f5 černý pěšec · g5 černý pěšec · c4 bílý pěšec · e4 černý jezdec · f4 černý pěšec · a2 bílý pěšec · b2 bílý pěšec · c2 bílý dáma · d2 bílý jezdec · g2 bílý pěšec · h2 bílý pěšec · a1 bílý věž · c1 bílý střelec · f1 bílý věž · h1 bílý král | a8 černý věž · f8 černý věž · g8 černý král · a7 černý pěšec · b6 černý dáma · e6 černý střelec · h6 černý pěšec · d5 černý pěšec · f5 černý pěšec · g5 černý pěšec · c4 bílý pěšec · e4 černý jezdec · f4 černý pěšec · a2 bílý pěšec · b2 bílý pěšec · c2 bílý dáma · d2 bílý jezdec · g2 bílý pěšec · h2 bílý pěšec · a1 bílý věž · c1 bílý střelec · f1 bílý věž · h1 bílý král | a8 černý věž · f8 černý věž · g8 černý král · a7 černý pěšec · b6 černý dáma · e6 černý střelec · h6 černý pěšec · d5 černý pěšec · f5 černý pěšec · g5 černý pěšec · c4 bílý pěšec · e4 černý jezdec · f4 černý pěšec · a2 bílý pěšec · b2 bílý pěšec · c2 bílý dáma · d2 bílý jezdec · g2 bílý pěšec · h2 bílý pěšec · a1 bílý věž · c1 bílý střelec · f1 bílý věž · h1 bílý král | a8 černý věž · f8 černý věž · g8 černý král · a7 černý pěšec · b6 černý dáma · e6 černý střelec · h6 černý pěšec · d5 černý pěšec · f5 černý pěšec · g5 černý pěšec · c4 bílý pěšec · e4 černý jezdec · f4 černý pěšec · a2 bílý pěšec · b2 bílý pěšec · c2 bílý dáma · d2 bílý jezdec · g2 bílý pěšec · h2 bílý pěšec · a1 bílý věž · c1 bílý střelec · f1 bílý věž · h1 bílý král | 1 |
|   | a | b | c | d | e | f | g | h |   |

|   | a | b | c | d | e | f | g | h |   |
| 8 | a8 černý věž · c8 černý dáma · f8 černý věž · h8 černý král · b7 černý pěšec · e7 černý střelec · g7 černý pěšec · h7 černý pěšec · h6 bílý jezdec · a5 černý pěšec · d5 bílý dáma · a3 bílý pěšec · g3 bílý pěšec · b2 bílý střelec · c2 černý jezdec · e2 bílý pěšec · f2 bílý pěšec · g2 bílý střelec · h2 bílý pěšec · f1 bílý věž · g1 bílý král | a8 černý věž · c8 černý dáma · f8 černý věž · h8 černý král · b7 černý pěšec · e7 černý střelec · g7 černý pěšec · h7 černý pěšec · h6 bílý jezdec · a5 černý pěšec · d5 bílý dáma · a3 bílý pěšec · g3 bílý pěšec · b2 bílý střelec · c2 černý jezdec · e2 bílý pěšec · f2 bílý pěšec · g2 bílý střelec · h2 bílý pěšec · f1 bílý věž · g1 bílý král | a8 černý věž · c8 černý dáma · f8 černý věž · h8 černý král · b7 černý pěšec · e7 černý střelec · g7 černý pěšec · h7 černý pěšec · h6 bílý jezdec · a5 černý pěšec · d5 bílý dáma · a3 bílý pěšec · g3 bílý pěšec · b2 bílý střelec · c2 černý jezdec · e2 bílý pěšec · f2 bílý pěšec · g2 bílý střelec · h2 bílý pěšec · f1 bílý věž · g1 bílý král | a8 černý věž · c8 černý dáma · f8 černý věž · h8 černý král · b7 černý pěšec · e7 černý střelec · g7 černý pěšec · h7 černý pěšec · h6 bílý jezdec · a5 černý pěšec · d5 bílý dáma · a3 bílý pěšec · g3 bílý pěšec · b2 bílý střelec · c2 černý jezdec · e2 bílý pěšec · f2 bílý pěšec · g2 bílý střelec · h2 bílý pěšec · f1 bílý věž · g1 bílý král | a8 černý věž · c8 černý dáma · f8 černý věž · h8 černý král · b7 černý pěšec · e7 černý střelec · g7 černý pěšec · h7 černý pěšec · h6 bílý jezdec · a5 černý pěšec · d5 bílý dáma · a3 bílý pěšec · g3 bílý pěšec · b2 bílý střelec · c2 černý jezdec · e2 bílý pěšec · f2 bílý pěšec · g2 bílý střelec · h2 bílý pěšec · f1 bílý věž · g1 bílý král | a8 černý věž · c8 černý dáma · f8 černý věž · h8 černý král · b7 černý pěšec · e7 černý střelec · g7 černý pěšec · h7 černý pěšec · h6 bílý jezdec · a5 černý pěšec · d5 bílý dáma · a3 bílý pěšec · g3 bílý pěšec · b2 bílý střelec · c2 černý jezdec · e2 bílý pěšec · f2 bílý pěšec · g2 bílý střelec · h2 bílý pěšec · f1 bílý věž · g1 bílý král | a8 černý věž · c8 černý dáma · f8 černý věž · h8 černý král · b7 černý pěšec · e7 černý střelec · g7 černý pěšec · h7 černý pěšec · h6 bílý jezdec · a5 černý pěšec · d5 bílý dáma · a3 bílý pěšec · g3 bílý pěšec · b2 bílý střelec · c2 černý jezdec · e2 bílý pěšec · f2 bílý pěšec · g2 bílý střelec · h2 bílý pěšec · f1 bílý věž · g1 bílý král | a8 černý věž · c8 černý dáma · f8 černý věž · h8 černý král · b7 černý pěšec · e7 černý střelec · g7 černý pěšec · h7 černý pěšec · h6 bílý jezdec · a5 černý pěšec · d5 bílý dáma · a3 bílý pěšec · g3 bílý pěšec · b2 bílý střelec · c2 černý jezdec · e2 bílý pěšec · f2 bílý pěšec · g2 bílý střelec · h2 bílý pěšec · f1 bílý věž · g1 bílý král | 8 |
| 7 | a8 černý věž · c8 černý dáma · f8 černý věž · h8 černý král · b7 černý pěšec · e7 černý střelec · g7 černý pěšec · h7 černý pěšec · h6 bílý jezdec · a5 černý pěšec · d5 bílý dáma · a3 bílý pěšec · g3 bílý pěšec · b2 bílý střelec · c2 černý jezdec · e2 bílý pěšec · f2 bílý pěšec · g2 bílý střelec · h2 bílý pěšec · f1 bílý věž · g1 bílý král | a8 černý věž · c8 černý dáma · f8 černý věž · h8 černý král · b7 černý pěšec · e7 černý střelec · g7 černý pěšec · h7 černý pěšec · h6 bílý jezdec · a5 černý pěšec · d5 bílý dáma · a3 bílý pěšec · g3 bílý pěšec · b2 bílý střelec · c2 černý jezdec · e2 bílý pěšec · f2 bílý pěšec · g2 bílý střelec · h2 bílý pěšec · f1 bílý věž · g1 bílý král | a8 černý věž · c8 černý dáma · f8 černý věž · h8 černý král · b7 černý pěšec · e7 černý střelec · g7 černý pěšec · h7 černý pěšec · h6 bílý jezdec · a5 černý pěšec · d5 bílý dáma · a3 bílý pěšec · g3 bílý pěšec · b2 bílý střelec · c2 černý jezdec · e2 bílý pěšec · f2 bílý pěšec · g2 bílý střelec · h2 bílý pěšec · f1 bílý věž · g1 bílý král | a8 černý věž · c8 černý dáma · f8 černý věž · h8 černý král · b7 černý pěšec · e7 černý střelec · g7 černý pěšec · h7 černý pěšec · h6 bílý jezdec · a5 černý pěšec · d5 bílý dáma · a3 bílý pěšec · g3 bílý pěšec · b2 bílý střelec · c2 černý jezdec · e2 bílý pěšec · f2 bílý pěšec · g2 bílý střelec · h2 bílý pěšec · f1 bílý věž · g1 bílý král | a8 černý věž · c8 černý dáma · f8 černý věž · h8 černý král · b7 černý pěšec · e7 černý střelec · g7 černý pěšec · h7 černý pěšec · h6 bílý jezdec · a5 černý pěšec · d5 bílý dáma · a3 bílý pěšec · g3 bílý pěšec · b2 bílý střelec · c2 černý jezdec · e2 bílý pěšec · f2 bílý pěšec · g2 bílý střelec · h2 bílý pěšec · f1 bílý věž · g1 bílý král | a8 černý věž · c8 černý dáma · f8 černý věž · h8 černý král · b7 černý pěšec · e7 černý střelec · g7 černý pěšec · h7 černý pěšec · h6 bílý jezdec · a5 černý pěšec · d5 bílý dáma · a3 bílý pěšec · g3 bílý pěšec · b2 bílý střelec · c2 černý jezdec · e2 bílý pěšec · f2 bílý pěšec · g2 bílý střelec · h2 bílý pěšec · f1 bílý věž · g1 bílý král | a8 černý věž · c8 černý dáma · f8 černý věž · h8 černý král · b7 černý pěšec · e7 černý střelec · g7 černý pěšec · h7 černý pěšec · h6 bílý jezdec · a5 černý pěšec · d5 bílý dáma · a3 bílý pěšec · g3 bílý pěšec · b2 bílý střelec · c2 černý jezdec · e2 bílý pěšec · f2 bílý pěšec · g2 bílý střelec · h2 bílý pěšec · f1 bílý věž · g1 bílý král | a8 černý věž · c8 černý dáma · f8 černý věž · h8 černý král · b7 černý pěšec · e7 černý střelec · g7 černý pěšec · h7 černý pěšec · h6 bílý jezdec · a5 černý pěšec · d5 bílý dáma · a3 bílý pěšec · g3 bílý pěšec · b2 bílý střelec · c2 černý jezdec · e2 bílý pěšec · f2 bílý pěšec · g2 bílý střelec · h2 bílý pěšec · f1 bílý věž · g1 bílý král | 7 |
| 6 | a8 černý věž · c8 černý dáma · f8 černý věž · h8 černý král · b7 černý pěšec · e7 černý střelec · g7 černý pěšec · h7 černý pěšec · h6 bílý jezdec · a5 černý pěšec · d5 bílý dáma · a3 bílý pěšec · g3 bílý pěšec · b2 bílý střelec · c2 černý jezdec · e2 bílý pěšec · f2 bílý pěšec · g2 bílý střelec · h2 bílý pěšec · f1 bílý věž · g1 bílý král | a8 černý věž · c8 černý dáma · f8 černý věž · h8 černý král · b7 černý pěšec · e7 černý střelec · g7 černý pěšec · h7 černý pěšec · h6 bílý jezdec · a5 černý pěšec · d5 bílý dáma · a3 bílý pěšec · g3 bílý pěšec · b2 bílý střelec · c2 černý jezdec · e2 bílý pěšec · f2 bílý pěšec · g2 bílý střelec · h2 bílý pěšec · f1 bílý věž · g1 bílý král | a8 černý věž · c8 černý dáma · f8 černý věž · h8 černý král · b7 černý pěšec · e7 černý střelec · g7 černý pěšec · h7 černý pěšec · h6 bílý jezdec · a5 černý pěšec · d5 bílý dáma · a3 bílý pěšec · g3 bílý pěšec · b2 bílý střelec · c2 černý jezdec · e2 bílý pěšec · f2 bílý pěšec · g2 bílý střelec · h2 bílý pěšec · f1 bílý věž · g1 bílý král | a8 černý věž · c8 černý dáma · f8 černý věž · h8 černý král · b7 černý pěšec · e7 černý střelec · g7 černý pěšec · h7 černý pěšec · h6 bílý jezdec · a5 černý pěšec · d5 bílý dáma · a3 bílý pěšec · g3 bílý pěšec · b2 bílý střelec · c2 černý jezdec · e2 bílý pěšec · f2 bílý pěšec · g2 bílý střelec · h2 bílý pěšec · f1 bílý věž · g1 bílý král | a8 černý věž · c8 černý dáma · f8 černý věž · h8 černý král · b7 černý pěšec · e7 černý střelec · g7 černý pěšec · h7 černý pěšec · h6 bílý jezdec · a5 černý pěšec · d5 bílý dáma · a3 bílý pěšec · g3 bílý pěšec · b2 bílý střelec · c2 černý jezdec · e2 bílý pěšec · f2 bílý pěšec · g2 bílý střelec · h2 bílý pěšec · f1 bílý věž · g1 bílý král | a8 černý věž · c8 černý dáma · f8 černý věž · h8 černý král · b7 černý pěšec · e7 černý střelec · g7 černý pěšec · h7 černý pěšec · h6 bílý jezdec · a5 černý pěšec · d5 bílý dáma · a3 bílý pěšec · g3 bílý pěšec · b2 bílý střelec · c2 černý jezdec · e2 bílý pěšec · f2 bílý pěšec · g2 bílý střelec · h2 bílý pěšec · f1 bílý věž · g1 bílý král | a8 černý věž · c8 černý dáma · f8 černý věž · h8 černý král · b7 černý pěšec · e7 černý střelec · g7 černý pěšec · h7 černý pěšec · h6 bílý jezdec · a5 černý pěšec · d5 bílý dáma · a3 bílý pěšec · g3 bílý pěšec · b2 bílý střelec · c2 černý jezdec · e2 bílý pěšec · f2 bílý pěšec · g2 bílý střelec · h2 bílý pěšec · f1 bílý věž · g1 bílý král | a8 černý věž · c8 černý dáma · f8 černý věž · h8 černý král · b7 černý pěšec · e7 černý střelec · g7 černý pěšec · h7 černý pěšec · h6 bílý jezdec · a5 černý pěšec · d5 bílý dáma · a3 bílý pěšec · g3 bílý pěšec · b2 bílý střelec · c2 černý jezdec · e2 bílý pěšec · f2 bílý pěšec · g2 bílý střelec · h2 bílý pěšec · f1 bílý věž · g1 bílý král | 6 |
| 5 | a8 černý věž · c8 černý dáma · f8 černý věž · h8 černý král · b7 černý pěšec · e7 černý střelec · g7 černý pěšec · h7 černý pěšec · h6 bílý jezdec · a5 černý pěšec · d5 bílý dáma · a3 bílý pěšec · g3 bílý pěšec · b2 bílý střelec · c2 černý jezdec · e2 bílý pěšec · f2 bílý pěšec · g2 bílý střelec · h2 bílý pěšec · f1 bílý věž · g1 bílý král | a8 černý věž · c8 černý dáma · f8 černý věž · h8 černý král · b7 černý pěšec · e7 černý střelec · g7 černý pěšec · h7 černý pěšec · h6 bílý jezdec · a5 černý pěšec · d5 bílý dáma · a3 bílý pěšec · g3 bílý pěšec · b2 bílý střelec · c2 černý jezdec · e2 bílý pěšec · f2 bílý pěšec · g2 bílý střelec · h2 bílý pěšec · f1 bílý věž · g1 bílý král | a8 černý věž · c8 černý dáma · f8 černý věž · h8 černý král · b7 černý pěšec · e7 černý střelec · g7 černý pěšec · h7 černý pěšec · h6 bílý jezdec · a5 černý pěšec · d5 bílý dáma · a3 bílý pěšec · g3 bílý pěšec · b2 bílý střelec · c2 černý jezdec · e2 bílý pěšec · f2 bílý pěšec · g2 bílý střelec · h2 bílý pěšec · f1 bílý věž · g1 bílý král | a8 černý věž · c8 černý dáma · f8 černý věž · h8 černý král · b7 černý pěšec · e7 černý střelec · g7 černý pěšec · h7 černý pěšec · h6 bílý jezdec · a5 černý pěšec · d5 bílý dáma · a3 bílý pěšec · g3 bílý pěšec · b2 bílý střelec · c2 černý jezdec · e2 bílý pěšec · f2 bílý pěšec · g2 bílý střelec · h2 bílý pěšec · f1 bílý věž · g1 bílý král | a8 černý věž · c8 černý dáma · f8 černý věž · h8 černý král · b7 černý pěšec · e7 černý střelec · g7 černý pěšec · h7 černý pěšec · h6 bílý jezdec · a5 černý pěšec · d5 bílý dáma · a3 bílý pěšec · g3 bílý pěšec · b2 bílý střelec · c2 černý jezdec · e2 bílý pěšec · f2 bílý pěšec · g2 bílý střelec · h2 bílý pěšec · f1 bílý věž · g1 bílý král | a8 černý věž · c8 černý dáma · f8 černý věž · h8 černý král · b7 černý pěšec · e7 černý střelec · g7 černý pěšec · h7 černý pěšec · h6 bílý jezdec · a5 černý pěšec · d5 bílý dáma · a3 bílý pěšec · g3 bílý pěšec · b2 bílý střelec · c2 černý jezdec · e2 bílý pěšec · f2 bílý pěšec · g2 bílý střelec · h2 bílý pěšec · f1 bílý věž · g1 bílý král | a8 černý věž · c8 černý dáma · f8 černý věž · h8 černý král · b7 černý pěšec · e7 černý střelec · g7 černý pěšec · h7 černý pěšec · h6 bílý jezdec · a5 černý pěšec · d5 bílý dáma · a3 bílý pěšec · g3 bílý pěšec · b2 bílý střelec · c2 černý jezdec · e2 bílý pěšec · f2 bílý pěšec · g2 bílý střelec · h2 bílý pěšec · f1 bílý věž · g1 bílý král | a8 černý věž · c8 černý dáma · f8 černý věž · h8 černý král · b7 černý pěšec · e7 černý střelec · g7 černý pěšec · h7 černý pěšec · h6 bílý jezdec · a5 černý pěšec · d5 bílý dáma · a3 bílý pěšec · g3 bílý pěšec · b2 bílý střelec · c2 černý jezdec · e2 bílý pěšec · f2 bílý pěšec · g2 bílý střelec · h2 bílý pěšec · f1 bílý věž · g1 bílý král | 5 |
| 4 | a8 černý věž · c8 černý dáma · f8 černý věž · h8 černý král · b7 černý pěšec · e7 černý střelec · g7 černý pěšec · h7 černý pěšec · h6 bílý jezdec · a5 černý pěšec · d5 bílý dáma · a3 bílý pěšec · g3 bílý pěšec · b2 bílý střelec · c2 černý jezdec · e2 bílý pěšec · f2 bílý pěšec · g2 bílý střelec · h2 bílý pěšec · f1 bílý věž · g1 bílý král | a8 černý věž · c8 černý dáma · f8 černý věž · h8 černý král · b7 černý pěšec · e7 černý střelec · g7 černý pěšec · h7 černý pěšec · h6 bílý jezdec · a5 černý pěšec · d5 bílý dáma · a3 bílý pěšec · g3 bílý pěšec · b2 bílý střelec · c2 černý jezdec · e2 bílý pěšec · f2 bílý pěšec · g2 bílý střelec · h2 bílý pěšec · f1 bílý věž · g1 bílý král | a8 černý věž · c8 černý dáma · f8 černý věž · h8 černý král · b7 černý pěšec · e7 černý střelec · g7 černý pěšec · h7 černý pěšec · h6 bílý jezdec · a5 černý pěšec · d5 bílý dáma · a3 bílý pěšec · g3 bílý pěšec · b2 bílý střelec · c2 černý jezdec · e2 bílý pěšec · f2 bílý pěšec · g2 bílý střelec · h2 bílý pěšec · f1 bílý věž · g1 bílý král | a8 černý věž · c8 černý dáma · f8 černý věž · h8 černý král · b7 černý pěšec · e7 černý střelec · g7 černý pěšec · h7 černý pěšec · h6 bílý jezdec · a5 černý pěšec · d5 bílý dáma · a3 bílý pěšec · g3 bílý pěšec · b2 bílý střelec · c2 černý jezdec · e2 bílý pěšec · f2 bílý pěšec · g2 bílý střelec · h2 bílý pěšec · f1 bílý věž · g1 bílý král | a8 černý věž · c8 černý dáma · f8 černý věž · h8 černý král · b7 černý pěšec · e7 černý střelec · g7 černý pěšec · h7 černý pěšec · h6 bílý jezdec · a5 černý pěšec · d5 bílý dáma · a3 bílý pěšec · g3 bílý pěšec · b2 bílý střelec · c2 černý jezdec · e2 bílý pěšec · f2 bílý pěšec · g2 bílý střelec · h2 bílý pěšec · f1 bílý věž · g1 bílý král | a8 černý věž · c8 černý dáma · f8 černý věž · h8 černý král · b7 černý pěšec · e7 černý střelec · g7 černý pěšec · h7 černý pěšec · h6 bílý jezdec · a5 černý pěšec · d5 bílý dáma · a3 bílý pěšec · g3 bílý pěšec · b2 bílý střelec · c2 černý jezdec · e2 bílý pěšec · f2 bílý pěšec · g2 bílý střelec · h2 bílý pěšec · f1 bílý věž · g1 bílý král | a8 černý věž · c8 černý dáma · f8 černý věž · h8 černý král · b7 černý pěšec · e7 černý střelec · g7 černý pěšec · h7 černý pěšec · h6 bílý jezdec · a5 černý pěšec · d5 bílý dáma · a3 bílý pěšec · g3 bílý pěšec · b2 bílý střelec · c2 černý jezdec · e2 bílý pěšec · f2 bílý pěšec · g2 bílý střelec · h2 bílý pěšec · f1 bílý věž · g1 bílý král | a8 černý věž · c8 černý dáma · f8 černý věž · h8 černý král · b7 černý pěšec · e7 černý střelec · g7 černý pěšec · h7 černý pěšec · h6 bílý jezdec · a5 černý pěšec · d5 bílý dáma · a3 bílý pěšec · g3 bílý pěšec · b2 bílý střelec · c2 černý jezdec · e2 bílý pěšec · f2 bílý pěšec · g2 bílý střelec · h2 bílý pěšec · f1 bílý věž · g1 bílý král | 4 |
| 3 | a8 černý věž · c8 černý dáma · f8 černý věž · h8 černý král · b7 černý pěšec · e7 černý střelec · g7 černý pěšec · h7 černý pěšec · h6 bílý jezdec · a5 černý pěšec · d5 bílý dáma · a3 bílý pěšec · g3 bílý pěšec · b2 bílý střelec · c2 černý jezdec · e2 bílý pěšec · f2 bílý pěšec · g2 bílý střelec · h2 bílý pěšec · f1 bílý věž · g1 bílý král | a8 černý věž · c8 černý dáma · f8 černý věž · h8 černý král · b7 černý pěšec · e7 černý střelec · g7 černý pěšec · h7 černý pěšec · h6 bílý jezdec · a5 černý pěšec · d5 bílý dáma · a3 bílý pěšec · g3 bílý pěšec · b2 bílý střelec · c2 černý jezdec · e2 bílý pěšec · f2 bílý pěšec · g2 bílý střelec · h2 bílý pěšec · f1 bílý věž · g1 bílý král | a8 černý věž · c8 černý dáma · f8 černý věž · h8 černý král · b7 černý pěšec · e7 černý střelec · g7 černý pěšec · h7 černý pěšec · h6 bílý jezdec · a5 černý pěšec · d5 bílý dáma · a3 bílý pěšec · g3 bílý pěšec · b2 bílý střelec · c2 černý jezdec · e2 bílý pěšec · f2 bílý pěšec · g2 bílý střelec · h2 bílý pěšec · f1 bílý věž · g1 bílý král | a8 černý věž · c8 černý dáma · f8 černý věž · h8 černý král · b7 černý pěšec · e7 černý střelec · g7 černý pěšec · h7 černý pěšec · h6 bílý jezdec · a5 černý pěšec · d5 bílý dáma · a3 bílý pěšec · g3 bílý pěšec · b2 bílý střelec · c2 černý jezdec · e2 bílý pěšec · f2 bílý pěšec · g2 bílý střelec · h2 bílý pěšec · f1 bílý věž · g1 bílý král | a8 černý věž · c8 černý dáma · f8 černý věž · h8 černý král · b7 černý pěšec · e7 černý střelec · g7 černý pěšec · h7 černý pěšec · h6 bílý jezdec · a5 černý pěšec · d5 bílý dáma · a3 bílý pěšec · g3 bílý pěšec · b2 bílý střelec · c2 černý jezdec · e2 bílý pěšec · f2 bílý pěšec · g2 bílý střelec · h2 bílý pěšec · f1 bílý věž · g1 bílý král | a8 černý věž · c8 černý dáma · f8 černý věž · h8 černý král · b7 černý pěšec · e7 černý střelec · g7 černý pěšec · h7 černý pěšec · h6 bílý jezdec · a5 černý pěšec · d5 bílý dáma · a3 bílý pěšec · g3 bílý pěšec · b2 bílý střelec · c2 černý jezdec · e2 bílý pěšec · f2 bílý pěšec · g2 bílý střelec · h2 bílý pěšec · f1 bílý věž · g1 bílý král | a8 černý věž · c8 černý dáma · f8 černý věž · h8 černý král · b7 černý pěšec · e7 černý střelec · g7 černý pěšec · h7 černý pěšec · h6 bílý jezdec · a5 černý pěšec · d5 bílý dáma · a3 bílý pěšec · g3 bílý pěšec · b2 bílý střelec · c2 černý jezdec · e2 bílý pěšec · f2 bílý pěšec · g2 bílý střelec · h2 bílý pěšec · f1 bílý věž · g1 bílý král | a8 černý věž · c8 černý dáma · f8 černý věž · h8 černý král · b7 černý pěšec · e7 černý střelec · g7 černý pěšec · h7 černý pěšec · h6 bílý jezdec · a5 černý pěšec · d5 bílý dáma · a3 bílý pěšec · g3 bílý pěšec · b2 bílý střelec · c2 černý jezdec · e2 bílý pěšec · f2 bílý pěšec · g2 bílý střelec · h2 bílý pěšec · f1 bílý věž · g1 bílý král | 3 |
| 2 | a8 černý věž · c8 černý dáma · f8 černý věž · h8 černý král · b7 černý pěšec · e7 černý střelec · g7 černý pěšec · h7 černý pěšec · h6 bílý jezdec · a5 černý pěšec · d5 bílý dáma · a3 bílý pěšec · g3 bílý pěšec · b2 bílý střelec · c2 černý jezdec · e2 bílý pěšec · f2 bílý pěšec · g2 bílý střelec · h2 bílý pěšec · f1 bílý věž · g1 bílý král | a8 černý věž · c8 černý dáma · f8 černý věž · h8 černý král · b7 černý pěšec · e7 černý střelec · g7 černý pěšec · h7 černý pěšec · h6 bílý jezdec · a5 černý pěšec · d5 bílý dáma · a3 bílý pěšec · g3 bílý pěšec · b2 bílý střelec · c2 černý jezdec · e2 bílý pěšec · f2 bílý pěšec · g2 bílý střelec · h2 bílý pěšec · f1 bílý věž · g1 bílý král | a8 černý věž · c8 černý dáma · f8 černý věž · h8 černý král · b7 černý pěšec · e7 černý střelec · g7 černý pěšec · h7 černý pěšec · h6 bílý jezdec · a5 černý pěšec · d5 bílý dáma · a3 bílý pěšec · g3 bílý pěšec · b2 bílý střelec · c2 černý jezdec · e2 bílý pěšec · f2 bílý pěšec · g2 bílý střelec · h2 bílý pěšec · f1 bílý věž · g1 bílý král | a8 černý věž · c8 černý dáma · f8 černý věž · h8 černý král · b7 černý pěšec · e7 černý střelec · g7 černý pěšec · h7 černý pěšec · h6 bílý jezdec · a5 černý pěšec · d5 bílý dáma · a3 bílý pěšec · g3 bílý pěšec · b2 bílý střelec · c2 černý jezdec · e2 bílý pěšec · f2 bílý pěšec · g2 bílý střelec · h2 bílý pěšec · f1 bílý věž · g1 bílý král | a8 černý věž · c8 černý dáma · f8 černý věž · h8 černý král · b7 černý pěšec · e7 černý střelec · g7 černý pěšec · h7 černý pěšec · h6 bílý jezdec · a5 černý pěšec · d5 bílý dáma · a3 bílý pěšec · g3 bílý pěšec · b2 bílý střelec · c2 černý jezdec · e2 bílý pěšec · f2 bílý pěšec · g2 bílý střelec · h2 bílý pěšec · f1 bílý věž · g1 bílý král | a8 černý věž · c8 černý dáma · f8 černý věž · h8 černý král · b7 černý pěšec · e7 černý střelec · g7 černý pěšec · h7 černý pěšec · h6 bílý jezdec · a5 černý pěšec · d5 bílý dáma · a3 bílý pěšec · g3 bílý pěšec · b2 bílý střelec · c2 černý jezdec · e2 bílý pěšec · f2 bílý pěšec · g2 bílý střelec · h2 bílý pěšec · f1 bílý věž · g1 bílý král | a8 černý věž · c8 černý dáma · f8 černý věž · h8 černý král · b7 černý pěšec · e7 černý střelec · g7 černý pěšec · h7 černý pěšec · h6 bílý jezdec · a5 černý pěšec · d5 bílý dáma · a3 bílý pěšec · g3 bílý pěšec · b2 bílý střelec · c2 černý jezdec · e2 bílý pěšec · f2 bílý pěšec · g2 bílý střelec · h2 bílý pěšec · f1 bílý věž · g1 bílý král | a8 černý věž · c8 černý dáma · f8 černý věž · h8 černý král · b7 černý pěšec · e7 černý střelec · g7 černý pěšec · h7 černý pěšec · h6 bílý jezdec · a5 černý pěšec · d5 bílý dáma · a3 bílý pěšec · g3 bílý pěšec · b2 bílý střelec · c2 černý jezdec · e2 bílý pěšec · f2 bílý pěšec · g2 bílý střelec · h2 bílý pěšec · f1 bílý věž · g1 bílý král | 2 |
| 1 | a8 černý věž · c8 černý dáma · f8 černý věž · h8 černý král · b7 černý pěšec · e7 černý střelec · g7 černý pěšec · h7 černý pěšec · h6 bílý jezdec · a5 černý pěšec · d5 bílý dáma · a3 bílý pěšec · g3 bílý pěšec · b2 bílý střelec · c2 černý jezdec · e2 bílý pěšec · f2 bílý pěšec · g2 bílý střelec · h2 bílý pěšec · f1 bílý věž · g1 bílý král | a8 černý věž · c8 černý dáma · f8 černý věž · h8 černý král · b7 černý pěšec · e7 černý střelec · g7 černý pěšec · h7 černý pěšec · h6 bílý jezdec · a5 černý pěšec · d5 bílý dáma · a3 bílý pěšec · g3 bílý pěšec · b2 bílý střelec · c2 černý jezdec · e2 bílý pěšec · f2 bílý pěšec · g2 bílý střelec · h2 bílý pěšec · f1 bílý věž · g1 bílý král | a8 černý věž · c8 černý dáma · f8 černý věž · h8 černý král · b7 černý pěšec · e7 černý střelec · g7 černý pěšec · h7 černý pěšec · h6 bílý jezdec · a5 černý pěšec · d5 bílý dáma · a3 bílý pěšec · g3 bílý pěšec · b2 bílý střelec · c2 černý jezdec · e2 bílý pěšec · f2 bílý pěšec · g2 bílý střelec · h2 bílý pěšec · f1 bílý věž · g1 bílý král | a8 černý věž · c8 černý dáma · f8 černý věž · h8 černý král · b7 černý pěšec · e7 černý střelec · g7 černý pěšec · h7 černý pěšec · h6 bílý jezdec · a5 černý pěšec · d5 bílý dáma · a3 bílý pěšec · g3 bílý pěšec · b2 bílý střelec · c2 černý jezdec · e2 bílý pěšec · f2 bílý pěšec · g2 bílý střelec · h2 bílý pěšec · f1 bílý věž · g1 bílý král | a8 černý věž · c8 černý dáma · f8 černý věž · h8 černý král · b7 černý pěšec · e7 černý střelec · g7 černý pěšec · h7 černý pěšec · h6 bílý jezdec · a5 černý pěšec · d5 bílý dáma · a3 bílý pěšec · g3 bílý pěšec · b2 bílý střelec · c2 černý jezdec · e2 bílý pěšec · f2 bílý pěšec · g2 bílý střelec · h2 bílý pěšec · f1 bílý věž · g1 bílý král | a8 černý věž · c8 černý dáma · f8 černý věž · h8 černý král · b7 černý pěšec · e7 černý střelec · g7 černý pěšec · h7 černý pěšec · h6 bílý jezdec · a5 černý pěšec · d5 bílý dáma · a3 bílý pěšec · g3 bílý pěšec · b2 bílý střelec · c2 černý jezdec · e2 bílý pěšec · f2 bílý pěšec · g2 bílý střelec · h2 bílý pěšec · f1 bílý věž · g1 bílý král | a8 černý věž · c8 černý dáma · f8 černý věž · h8 černý král · b7 černý pěšec · e7 černý střelec · g7 černý pěšec · h7 černý pěšec · h6 bílý jezdec · a5 černý pěšec · d5 bílý dáma · a3 bílý pěšec · g3 bílý pěšec · b2 bílý střelec · c2 černý jezdec · e2 bílý pěšec · f2 bílý pěšec · g2 bílý střelec · h2 bílý pěšec · f1 bílý věž · g1 bílý král | a8 černý věž · c8 černý dáma · f8 černý věž · h8 černý král · b7 černý pěšec · e7 černý střelec · g7 černý pěšec · h7 černý pěšec · h6 bílý jezdec · a5 černý pěšec · d5 bílý dáma · a3 bílý pěšec · g3 bílý pěšec · b2 bílý střelec · c2 černý jezdec · e2 bílý pěšec · f2 bílý pěšec · g2 bílý střelec · h2 bílý pěšec · f1 bílý věž · g1 bílý král | 1 |
|   | a | b | c | d | e | f | g | h |   |